# Liste hundertjähriger Persönlichkeiten
Diese Liste enthält Persönlichkeiten, die mindestens ihr hundertstes Lebensjahr vollenden konnten.

## Lebende hundertjährige Persönlichkeiten

### 1916
- Käthe Menzel-Jordan (* 7. September 1916), deutsche Architektin und Denkmalpflegerin
- Hélène Guisan (* 16. November 1916), Schweizer Schriftstellerin

### 1917
- Whang-Od (* 17. Februar 1917), philippinische Tätowiererin
- Song Ping (* 24. April 1917), chinesischer Politiker
- Yang You (* 17. Oktober 1917), chinesischer Schiffbauingenieur

### 1918
- Lloyd Geering (* 26. Februar 1918), neuseeländischer presbyterianischer Theologe
- Elisabeth Waldo (* 18. Juni 1918), US-amerikanische Violinistin, Komponistin, Dirigentin und Musikethnologin
- Brenda Milner (* 15. Juli 1918), britische Psychologin

### 1919
- Caren Marsh-Doll (* 6. April 1919), US-amerikanische Schauspielerin und Tänzerin
- Osman Nuhu Sharubutu (* 23. April 1919), ghanaischer Imam
- Władysław Siemaszko (* 8. Juni 1919), polnischer Jurist
- Rosa Tarlovsky de Roisinblit (* 15. August 1919), argentinische Menschenrechtlerin
- Maria Ehrenberg (* 4. November 1919), deutsche Botanikerin und Hochschullehrerin
- Klaus Obermeyer (* 2. Dezember 1919), deutsch-US-amerikanischer Textilunternehmer

### 1920
- Klaus Ruedenberg (* 25. August 1920), deutschstämmiger US-amerikanischer Chemiker (Theoretische Chemie, Quantenchemie)
- Olga Sippl (* 19. September 1920), sudetendeutsche Sozialdemokratin
- Paul Robert Ignatius (* 11. November 1920), US-amerikanischer Unternehmer und Wirtschaftsmanager
- Franca Pilla (* 19. Dezember 1920), italienische First Lady

### 1921
- Hossein Wahid Khorasani (* 1. Januar 1921), iranischer Großajatollah
- Dan Tolkowsky (* 17. Januar 1921), israelischer Aluf und Befehlshaber der Israelischen Luftstreitkräfte
- Wolfdieter Haas (* 6. März 1921), deutscher Mittelalterhistoriker
- René Fournier (* 13. April 1921), französischer Flugzeugkonstrukteur
- Louis Witten (* 13. April 1921), US-amerikanischer theoretischer Physiker
- João Felgueiras (* 9. Juni 1921), portugiesischer Jesuitenpater
- Beulah Garrick (* 12. Juni 1921), britische Schauspielerin
- Pierre Labric (* 30. Juni 1921), französischer Organist, Komponist und Musikpädagoge
- Patricia Wright (* 5. Juli 1921), US-amerikanische Schauspielerin
- Edgar Morin (* 8. Juli 1921), französischer Philosoph, Soziologe und Résistancekämpfer
- Wang Xiji (* 26. Juli 1921), chinesischer Raumfahrtingenieur
- Karl Ernst Tielebier-Langenscheidt (* 27. Juli 1921), deutscher Verleger
- Rudi Haymann (* 21. August 1921), deutscher Innenarchitekt und Soldat
- Frère Daniel (* 27. August 1921), Schweizer Keramiker, Dichter, Philosoph und Bruder in der ökumenischen Communauté de Taizé
- Ernst Gerhardt (* 10. September 1921), deutscher Kommunalpolitiker (CDU)
- Nermin Abadan-Unat (* 18. September 1921), deutsch-türkische Soziologin und Frauenforscherin
- Mélanie Berger-Volle (* 8. Oktober 1921), österreichisch-französische trotzkistische Widerstandskämpferin gegen den Austrofaschismus und Nationalsozialismus sowie Zeitzeugin
- Walther Weißauer (* 10. November 1921), deutscher Jurist
- Zorko Simčič (* 19. November 1921), slowenischer Schriftsteller, Dramatiker, Dichter, Essayist und Publizist
- Georg Stefan Troller (* 10. Dezember 1921), österreichisch-US-amerikanischer Schriftsteller, Fernsehjournalist, Drehbuchautor, Regisseur und Dokumentarfilmer

### 1922
- José de Jesús Sahagún de la Parra (* 1. Januar 1922), mexikanischer römisch-katholischer Bischof
- Hugo Broch (* 6. Januar 1922), deutscher Jagdflieger, Ritterkreuzträger des Eisernen Kreuzes
- Ray Anthony (* 20. Januar 1922), US-amerikanischer Bandleader
- Rhoda Wurtele (* 21. Januar 1922), kanadische Skirennläuferin
- John Prcela (* 9. März 1922), US-amerikanischer Autor und Publizist
- Ingelene Rodewald (* 26. März 1922), deutsche Autorin
- Alexandra Myšková (* 4. April 1922), norwegische Schauspielerin und Regisseurin
- Gerald Holton (* 23. Mai 1922), US-amerikanischer Physiker und Wissenschaftshistoriker
- Selma Velleman (* 7. Juni 1922), niederländische Zeitzeugin des Widerstands gegen den Nationalsozialismus
- Wladimir Alexandrowitsch Martschenko (* 7. Juli 1922), ukrainischer Mathematiker
- Annette Warren (* 11. Juli 1922), US-amerikanische Sängerin
- Dietgard Meyer (* 14. August 1922), deutsche evangelische Theologin und Pfarrerin
- William de Rham (* 22. August 1922), Schweizer Springreiter
- Annabel Maule (* 8. September 1922), britische Schauspielerin
- Chen Ning Yang (* 1. Oktober 1922), chinesisch-US-amerikanischer Physiker und Nobelpreisträger
- Sydney Kentridge (* 5. November 1922), südafrikanisch-britischer Rechtsanwalt und Richter
- Dieter Martin Gruen (* 21. November 1922), US-amerikanischer Chemiker und Mitarbeiter des Manhattan-Projekts
- Jacqueline White (* 27. November 1922), US-amerikanische Schauspielerin
- Sara Frenkel (* 28. November 1922), polnische Zwangsarbeiterin

### 1923
- Julia Galemire (* 1. Januar 1923), uruguayische Schriftstellerin
- Heinz Rafoth (* 6. Januar 1923), deutscher Oberst der Bundeswehr, Ritterkreuzträger des Eisernen Kreuzes
- María Victoria (* 26. Februar 1923), mexikanische Schauspielerin und Sängerin
- Fritz Bohnsack (* 5. April 1923), deutscher Lehrer und Pädagoge
- Herbert Möller (* 7. April 1923), deutscher Politiker (CDU), MdL Schleswig-Holstein
- Otto Nawrocki (* 29. April 1923), deutscher Leichtathlet der Senioren
- Ralph Senensky (* 1. Mai 1923), US-amerikanischer Filmregisseur und Drehbuchautor
- Maria Becke-Rausch (* 7. Mai 1923), deutsche Bildhauerin
- Ruth Megary (* 7. Mai 1923), deutsche Sängerin, Schauspielerin und Conférencieuse
- Anthony Eyton (* 17. Mai 1923), britischer Maler
- Stanley Michael Gartler (* 9. Juni 1923), US-amerikanischer Zellbiologe, Molekularbiologe und Humangenetiker
- René Henry Gracida (* 9. Juni 1923), US-amerikanischer römisch-katholischer Bischof von Corpus Christi
- Françoise Sullivan (* 10. Juni 1923), kanadische Malerin, Bildhauerin, Tänzerin und Choreographin
- Kari Polanyi-Levitt (* 14. Juni 1923), österreichisch-kanadische Entwicklungsökonomin
- Herman Chernoff (* 1. Juli 1923), US-amerikanischer Mathematiker
- Georges Khodr (* 6. Juli 1923), griechisch-orthodoxer Bischof
- Rudolph Arthur Marcus (* 21. Juli 1923), US-amerikanischer Chemiker und Nobelpreisträger
- Vera Lwowski (* 10. August 1923), deutsche Bildhauerin
- Leo Leandros (* 23. August 1923), griechischer Schlagersänger, Musikproduzent, Komponist und Liedtexter
- Anna Medwecka-Kornaś (* 28. August 1923), polnische Botanikerin
- Frank McNulty (* 31. August 1923), US-amerikanischer Musiker (Piano, Keyboard, Komposition), Musikproduzent und Songwriter
- Robert Kuok (* 6. Oktober 1923), malaysischer Unternehmer
- Lotte Kramer (* 22. Oktober 1923), britische Schriftstellerin deutscher Herkunft
- Bernhart Ohnesorge (* 28. Oktober 1923), deutscher Forstwissenschaftler und Zoologe
- Ida Vitale (* 2. November 1923), uruguayische Autorin, Dichterin, Übersetzerin und Literaturkritikerin
- Guillermo Rodríguez Lara (* 4. November 1923), ecuadorianischer Militär und Diktator
- Aiko Satō (* 5. November 1923), japanische Schriftstellerin
- Józef Hen (* 8. November 1923), polnischer Schriftsteller, Publizist und Dramaturg
- Diether Röth (* 20. November 1923), deutscher Verleger und Märchenforscher

### 1924
- Anne Vernon (* 7. Januar 1924), französische Schauspielerin
- Bianca Maria Piccinino (* 29. Januar 1924), italienische Journalistin, Fernsehmoderatorin und Autorin
- Charles Coste (* 8. Februar 1924), französischer Radsportler und Olympiasieger
- Wu Chengzhang (* 8. Februar 1924), chinesischer Basketballspieler
- Woody Woodbury (* 9. Februar 1924), US-amerikanischer Komiker und Schauspieler
- Heinz Röthemeier (* 13. Februar 1924), deutscher Politiker (SPD)
- Juan Ponce Enrile (* 14. Februar 1924), philippinischer Politiker
- Humberto Almazán (* 16. Februar 1924), mexikanischer Schauspieler und römisch-katholischer Priester
- Esther Betz (* 17. Februar 1924), deutsche Verlegerin
- Andrew Bruce, 11. Earl of Elgin (* 17. Februar 1924), britischer Peer, Offizier und Politiker, sowie Chief des schottischen Clan Bruce
- Herwig Schopper (* 28. Februar 1924), deutscher Physiker
- Robert G. Shulman (* 3. März 1924), US-amerikanischer Biophysiker
- Murayama Tomiichi (* 3. März 1924), japanischer Politiker, Premierminister von Japan
- Vojislav Simić (* 18. März 1924), jugoslawischer bzw. serbischer Bigband-Leader und Jazz-Komponist
- Josef Eisinger (* 19. März 1924), österreichisch-kanadischer Naturwissenschaftler und Autor
- Birte Christoffersen (* 28. März 1924), dänisch-schwedische Wasserspringerin
- Otto Saxer (* 8. April 1924), Schweizer Versicherungsmanager
- Renée Firestone (* 13. April 1924), Modedesignerin, Holocaustüberlebende und Zeitzeugin
- Seiji Fujishiro (* 17. April 1924), japanischer Schattenbildkünstler
- Guy Rocher (* 20. April 1924), kanadischer Soziologe
- Willie Rosario (* 6. Mai 1924), puerto-ricanischer Salsamusiker
- Heinz Jaeger (* 8. Mai 1924), deutscher Arzt und Philatelist
- Peter Ammon (* 12. Mai 1924), Schweizer Fotograf
- Jacques Dixmier (* 24. Mai 1924), französischer Mathematiker
- Marshall Allen (* 25. Mai 1924), US-amerikanischer Altsaxophonist des Avantgarde- und Free Jazz
- Walter Schultheiß (* 25. Mai 1924), deutscher Schauspieler und Autor
- Eric Neal (* 3. Juni 1924), australischer Geschäftsmann und Politiker
- Torsten N. Wiesel (* 3. Juni 1924), schwedisch-US-amerikanischer Neurophysiologe, Neurobiologe und Nobelpreisträger
- Edward Field (* 7. Juni 1924), US-amerikanischer Schriftsteller
- László Fuchs (* 24. Juni 1924), ungarisch-US-amerikanischer Mathematiker
- Erika Stone (* 29. Juni 1924), deutsch-US-amerikanische Fotografin
- Ora Kedem (* 2. Juli 1924), israelische Chemikerin
- Roy Gibson (* 4. Juli 1924), britischer Raumfahrtfunktionär
- Eva Marie Saint (* 4. Juli 1924), US-amerikanische Schauspielerin
- Herbert Traube (* 15. Juli 1924), österreichisch-französischer Holocaustüberlebender und Zeitzeuge
- Nikos Valsamakis (* 17. Juli 1924), griechischer Architekt
- Hans Schiefele (* 20. Juli 1924), deutscher Erziehungswissenschaftler und Psychologe
- Hans Feldmeier (* 24. Juli 1924), deutscher Apotheker
- Alice Toen (* 25. Juli 1924), belgische Filmschauspielerin und Kinderbuchautorin
- Ruth Weiss (* 26. Juli 1924), deutsche Wirtschaftsjournalistin und Schriftstellerin
- Arnold Harberger (* 27. Juli 1924), US-amerikanischer Ökonom
- Daniel Alphonse Omer Verstraete (* 31. Juli 1924), belgischer römisch-katholischer Bischof
- Wiktor Iwanowitsch Iwanow (* 2. August 1924), russischer Maler
- Frank Joseph Guarini (* 20. August 1924), US-amerikanischer Politiker
- Achim Besgen (* 2. September 1924), deutscher römisch-katholischer Priester
- Antonin Rolland (* 3. September 1924), französischer Radrennfahrer
- Russell M. Nelson (* 9. September 1924), US-amerikanischer Kirchenführer, Präsident der Kirche Jesu Christi der Heiligen der Letzten Tage
- Maharaja Krishna Rasgotra (* 11. September 1924), indischer Diplomat
- J. William Middendorf (* 22. September 1924), US-amerikanischer Diplomat und Politiker (Republikanische Partei)
- Adolf Vallazza (* 22. September 1924), italienischer Holzbildhauer
- Edgar Feuchtwanger (* 28. September 1924), deutsch-britischer Historiker
- Merwin Coad (* 28. September 1924), US-amerikanischer Politiker
- Shimura Fukumi (* 30. September 1924), japanische Färberin und Weberin
- Manuel Edmilson da Cruz (* 3. Oktober 1924), brasilianischer römisch-katholischer Bischof
- Marie Tångeberg (* 8. Oktober 1924), deutsche nordfriesische Pädagogin und Autorin
- Thomas F. Naegele (* 11. Oktober 1924), US-amerikanischer Künstler und Kunsterzieher
- Terry Gibbs (* 13. Oktober 1924), US-amerikanischer Jazz-Vibraphonist
- Hugo Brainin (* 19. Oktober 1924), österreichischer Holocaustüberlebender
- Driss Guiga (* 21. Oktober 1924), tunesischer Diplomat und Politiker der Sozialistischen Destur-Partei
- Shigeru Oda (* 22. Oktober 1924), japanischer Jurist, Richter am Internationalen Gerichtshof
- Birgit Rausing (* 26. Oktober 1924), schwedische Kunsthistorikerin und Unternehmerin
- Linda Kohen (* 28. Oktober 1924), italo-uruguayische Malerin
- Eva Olsson (* 28. Oktober 1924), ungarische Holocaustüberlebende und Zeitzeugin
- Andrzej Werblan (* 30. Oktober 1924), polnischer Politiker, Sejm-Abgeordneter, Hochschullehrer
- Albert Houssiau (* 2. November 1924), belgischer römisch-katholischer Bischof
- Karl-Heinrich Heitfeld (* 3. November 1924), deutscher Ingenieur- und Hydrogeologe
- Roman Foissner (* 5. November 1924), österreichischer römisch-katholischer Ordenspriester und Kulturschaffender
- Serafín Luis Alberto Cartagena Ocaña (* 7. November 1924), ecuadorianischer römisch-katholischer Bischof
- Erwin Leister (* 8. November 1924), deutscher Theaterschauspieler und Theaterregisseur
- Victorinus Youn Kong-hi (* 8. November 1924), südkoreanischer römisch-katholischer Erzbischof
- Peter Hoffmann (* 9. November 1924), deutscher Historiker
- Helmut Luft (* 11. November 1924), deutscher Nervenarzt, Psychoanalytiker, Altersforscher und Autor
- Julen Isaakowitsch Uralow (* 23. November 1924), sowjetischer Fechter
- Charlotte Isler (* 24. November 1924), deutsche Journalistin, Autorin und Zeitzeugin
- Lucien Lazare (* 24. November 1924), französischer jüdischer Widerstandskämpfer gegen den Nationalsozialismus
- Wang Zhenyi (* 30. November 1924), chinesischer Mediziner
- Jakub Nowakowski (* 4. Dezember 1924), polnischer Zoologe, Teilnehmer des Warschauer Aufstandes
- Gaetano Bonicelli (* 13. Dezember 1924), italienischer römisch-katholischer Erzbischof
- Maria Riva (* 13. Dezember 1924), US-amerikanische Autorin und Schauspielerin, Tochter von Marlene Dietrich
- Tong Suet-fong (* 13. Dezember 1924), taiwanischer Basketballspieler
- Sonomyn Luvsangombo (* 19. Dezember 1924), mongolischer Politiker (MRVP)
- Chen An-Hu (* 31. Dezember 1924), taiwanischer Sportschütze

### 1925
- Peter B. Hirsch (* 16. Januar 1925), britischer Physiker
- Yoshio Iimuro (* 18. Januar 1925), japanischer Dreispringer
- Heinrich Jarczyk (* 18. Januar 1925), deutscher Naturwissenschaftler, Zeichner und Maler
- Eugen Gomringer (* 20. Januar 1925), bolivianisch-schweizerischer Schriftsteller
- Igal Talmi (* 31. Januar 1925), israelischer theoretischer Kernphysiker und Hochschullehrer
- Ginette Kolinka (* 4. Februar 1925), französische Holocaustüberlebende und Zeitzeugin
- Rose Marie Dähncke (* 10. Februar 1925), deutsche Mykologin
- Thomas Bernhard Seiler (* 10. Februar 1925), Schweizer Psychologe
- Julius Binder (* 12. Februar 1925), Schweizer Politiker
- Colette Fanara (* 15. Februar 1925), französische Kunstturnerin
- Christa Meves (* 4. März 1925), deutsche Kinder- und Jugendpsychotherapeutin und Schriftstellerin
- Hermann Fabry junior (* 5. März 1925), deutscher Dermatologe
- Albrecht Weinberg (* 7. März 1925), deutscher Holocaustüberlebender und Zeitzeuge
- Jacques Heyman (* 8. März 1925), britischer Bauingenieur
- Leo Esaki (* 12. März 1925), japanischer Physiker und Nobelpreisträger
- G. William Whitehurst (* 12. März 1925), US-amerikanischer Politiker
- Jaroslaw Hunka (* 19. März 1925), ukrainischer Soldat der Waffen-SS-Division Galizien
- Hossein Noori Hamedani (* 21. März 1925), iranischer Großajatollah
- Robert Seiwald (* 26. März 1925), US-amerikanischer Chemiker
- Germaine Cousin-Zermatten (* 22. April 1925), Schweizer Kräuterkundige und Autorin
- Leopold Städtler (* 23. April 1925), österreichischer römisch-katholischer Priester
- Brigitte Auber (* 27. April 1925), französische Schauspielerin
- Erna Herbers (* 2. Mai 1925), deutsche Schwimmerin
- Maurice Greenberg (* 4. Mai 1925), US-amerikanischer Manager
- Dino Attanasio (* 8. Mai 1925), italienischer Comiczeichner
- Ricardo González (* 12. Mai 1925), argentinischer Basketballspieler
- Suzanne Loebl (* 14. Mai 1925), deutsch-amerikanische Chemikerin, Fachbuchautorin, Kinder- und Jugendbuchautorin und Vortragsrednerin
- Cyril Hilsum (* 17. Mai 1925), britischer angewandter Physiker und Elektroniker
- Joseph LaPalombara (* 18. Mai 1925), US-amerikanischer Politikwissenschaftler und Hochschullehrer
- Knud Caesar (* 24. Mai 1925), deutscher Pflanzenbauwissenschaftler
- Margrit Schläppi-Brawand (* 4. Juni 1925), Schweizer Politikerin (SP) und erste Grossratspräsidentin des Kantons Bern
- José Torres (* 4. Juni 1925), venezolanischer Schauspieler
- Lester Crown (* 7. Juni 1925), US-amerikanischer Unternehmer
- Wendelgard von Staden (* 7. Juni 1925), deutsche Schriftstellerin
- Günther Haase (* 11. Juni 1925), deutscher Wasserspringer
- June Lockhart (* 25. Juni 1925), US-amerikanische Schauspielerin
- Rosemary Sparrow (* 6. Juli 1925), britische alpine Skirennläuferin
- Mary de Rachewiltz (* 9. Juli 1925), italienisch-amerikanische Schriftstellerin und Übersetzerin
- Mahathir bin Mohamad (* 10. Juli 1925), malaysischer Politiker, Premierminister von Malaysia
- Ruth Klatte (* 15. Juli 1925), deutsche Malerin und Grafikerin
- Anita Lasker-Wallfisch (* 17. Juli 1925), deutsch-britische Musikerin, Überlebende des Mädchenorchesters von Auschwitz
- Jean-Pierre Faye (* 19. Juli 1925), französischer Schriftsteller, Philosoph und Literaturhistoriker
- Arturo Estrada Hernández (* 30. Juli 1925), mexikanischer Maler
- Giacomo Mosele (* 30. Juli 1925), italienischer Skilangläufer
- Peter Neuhof (* 30. Juli 1925), deutscher Journalist
- Marv Levy (* 3. August 1925), US-amerikanischer American-Football-Trainer
- Günter Twiesselmann (* 15. August 1925), deutscher Ruderer
- John Penton (* 19. August 1925), US-amerikanischer Rennfahrer und Motorrad-Konstrukteur

## Persönlichkeiten, die mit über 100 Jahren starben

### A
- Erwin van Aaken (9. Mai 1904 – 28. Januar 2008), deutscher Architekt
- Hilja Aaltonen (27. September 1907 – 13. Februar 2013), finnische Dichterin und Evangelistin
- Ole Aarnæs (27. Mai 1888 – 3. Februar 1992), norwegischer Leichtathlet
- Daniel Aaron (4. August 1912 – 30. April 2016), US-amerikanischer Historiker und Amerikanist
- Claude Abadie (16. Januar 1920 – 29. März 2020), französischer Jazzmusiker und Bandleader
- Charles Greeley Abbot (31. Mai 1872 – 17. Dezember 1973), US-amerikanischer Astronom
- George Abbott (25. Juni 1887 – 31. Januar 1995), US-amerikanischer Drehbuchautor, Regisseur und Schauspieler
- Egil Abrahamsen (7. Februar 1923 – 14. April 2023), norwegischer Schiffsingenieur und Geschäftsmann
- M. H. Abrams (23. Juli 1912 – 21. April 2015), US-amerikanischer Literaturkritiker
- V. S. Achuthanandan (20. Oktober 1923 – 21. Juli 2025), indischer Politiker
- Angelina Acuña (31. Januar 1905 – 14. Juni 2006), guatemaltekische Autorin und Dichterin
- Janina Adamczyk (3. März 1911 – 30. Juli 2013), polnische Chemikerin
- Frances Adaskin (23. August 1900 – 8. März 2001), kanadische Pianistin
- Helene Adolf (31. Dezember 1895 – 13. Dezember 1998), österreichisch-US-amerikanische Germanistin
- Leoncio Afonso (12. September 1916 – 27. März 2017), spanischer Geograph und Erforscher der Kanarischen Inseln
- Schmuel Agmon (2. Februar 1922 – 21. März 2025), israelischer Mathematiker
- Guillermo Aguilar Álvarez (21. Mai 1904 – 27. August 2008), mexikanischer Ingenieur und Fußballfunktionär
- Franz Ahl (5. Februar 1914 – 28. August 2016), deutscher Fußballspieler
- Elke Ahlf (2. März 1905 – 21. Juli 2008), deutsche Schauspielerin und Regisseurin
- Elisabeth Ahrens (22. Januar 1912 – 29. Juni 2012), deutsche Textilkünstlerin
- Manohar Aich (17. März 1914 – 5. Juni 2016), indischer Bodybuilder
- Irène Aïtoff (30. Juli 1904 – 5. Juni 2006), französische Pianistin
- Lewis Ellsworth Akeley (22. Februar 1861 – 5. September 1961), US-amerikanischer Naturwissenschaftler und Hochschullehrer
- Said Akl (4. Juli 1912 – 28. November 2014), libanesischer Dichter
- Hassan Alavikia (1. Dezember 1912 – 20. April 2013), iranischer General
- Rosa Albach-Retty (26. Dezember 1874 – 26. August 1980), österreichische Schauspielerin und Großmutter von Romy Schneider
- Licia Albanese (22. Juli 1909 – 15. August 2014), italienisch-US-amerikanische Sopranistin
- Hans Albert (8. Februar 1921 – 24. Oktober 2023), deutscher Soziologe und Philosoph
- Giovanni Alberti (16. November 1917 – 2. Oktober 2019), italienischer Automobilrennfahrer
- Ellen Albertini Dow (16. November 1913 – 4. Mai 2015), US-amerikanische Film- und Theaterschauspielerin
- Rudi Albusberger (2. Oktober 1919 – 16. Februar 2022), deutscher Turner und Turnlehrer
- Carlos Aldunate Lyon (16. Mai 1916 – 18. Juli 2018), chilenischer römisch-katholischer Priester, Hochschullehrer und Autor
- Fedora Alemán (11. Oktober 1912 – 6. Februar 2018), venezolanische Sängerin
- Giuseppe Alessi (29. Oktober 1905 – 13. Juli 2009), italienischer Politiker
- Horace Alexander (30. Juli 1889 – 30. September 1989), englischer Ornithologe und Pazifist
- Van Alexander (2. Mai 1915 – 19. Juli 2015), US-amerikanischer Komponist, Arrangeur und Bandleader
- Caesar Alexopoulos (10. November 1909 – 27. März 2010), griechischer Physiker und Präsident der Akademie von Athen
- Pierre Aliker (9. Februar 1907 – 5. Dezember 2013), französischer Mediziner und Politiker aus Martinique
- Émile Allais (25. Februar 1912 – 17. Oktober 2012), französischer Skirennläufer
- Janie Allan (28. März 1868 – 29. April 1968), schottisch-britische Suffragette und Fundraiserin für die Frauenwahlrechtsbewegung
- Edward Allcard (31. Oktober 1914 – 28. Juli 2017), britischer Marinearchitekt
- Doris Allen (8. Oktober 1901 – 7. März 2002), US-amerikanische Psychologin
- Jim Allen (22. Juli 1922 – 9. Juni 2023), neuseeländischer Künstler, Kunstpädagoge und Kunstkritiker
- Topazia Alliata (5. September 1913 – 23. November 2015), italienische Malerin, Schriftstellerin und Galeristin
- Lucette Almanzor-Destouches (20. Juli 1912 – 8. November 2019), französische Tänzerin
- Folke Alnevik (31. Dezember 1919 – 17. August 2020), schwedischer Sprinter
- Jenny Alpha (22. April 1910 – 8. September 2010), französische Schauspielerin und Sängerin aus Martinique
- Franz Alt (30. November 1910 – 21. Juli 2011), österreichisch-US-amerikanischer Mathematiker
- Alexandre Altberg (29. Juni 1908 – 15. August 2009), brasilianischer Architekt
- Manuel Álvarez Bravo (4. Februar 1902 – 19. Oktober 2002), mexikanischer Fotograf
- Encarnacion Alzona (23. März 1895 – 13. März 2001), philippinische Historikerin, Hochschullehrerin und Suffragette
- Albert Jean Amateau (20. April 1889 – 9. Februar 1996), türkisch-amerikanischer Rabbi, Geschäftsmann, Rechtsanwalt und Sozialaktivist
- Kazys Ambrozaitis (24. Juli 1911 – 2. Januar 2017), litauischer Röntgenologe
- Charles Amer (16. September 1911 – 23. Februar 2012), britischer Unternehmer und Fußballvereinspräsident
- Lukas Ammann (29. September 1912 – 3. Mai 2017), Schweizer Schauspieler
- Margarete Ammon (7. März 1922 – 16. September 2022), deutsche Unternehmerin und Stifterin
- Hermann Anacker (18. Juli 1917 – 4. Mai 2019), deutscher Radiologe
- Othmar Andermatt (8. November 1922 – 3. August 2024), Schweizer Politiker
- Kurt Andersen (2. Oktober 1898 – 9. Januar 2003), deutscher General der Wehrmacht und Kommandeur des Bundesgrenzschutzes
- Clarence Anderson (13. Januar 1922 – 17. Mai 2024), US-amerikanischer Jagdflieger und Testpilot
- Doris Margaret Anderson (5. Juli 1922 – 16. Oktober 2022), kanadische Politikerin
- Erwin Andrä (20. Mai 1921 – 16. Juli 2022), deutscher Formgestalter und Hochschullehrer
- Leonidas Andrianopoulos (10. August 1911 – 25. Oktober 2011), griechischer Fußballspieler
- Pola Andriessens (26. November 1919 – 13. Januar 2023), deutsche Psychologin
- Nina Andrycz (11. November 1912 – 31. Januar 2014), polnische Schauspielerin und Schriftstellerin
- Katja Andy (23. Mai 1907 – 30. Dezember 2013), deutsch-US-amerikanische Pianistin
- Anna Elisabeth Angermann (5. August 1883 – 26. Februar 1985), deutsche Malerin
- Jean Anglade (18. März 1915 – 22. November 2017), französischer Schriftsteller
- Nikolai Alexandrowitsch Annenkow (21. September 1899 – 30. September 1999), russischer Schauspieler
- Vera Ansbach (29. Januar 1920 – 1. Februar 2020), deutsche Antifaschistin und stellvertretende Direktorin der Deutschen Handelsbank der DDR
- Heinz Ludwig Ansbacher (21. Oktober 1904 – 22. Juni 2006), deutsch-amerikanischer Psychologe und Vertreter der Individualpsychologie
- Linda Ansorg (21. Februar 1912 – 21. Juni 2012), deutsche Gegnerin und Opfer des Nationalsozialismus und Familienrechtlerin in der DDR
- Sigrid von Antropoff-Hoerschelmann (1. April 1886 – 9. April 1987), deutsch-baltische Pianistin
- Hendrik Apetz (26. März 1910 – 26. Februar 2011), deutscher Unternehmer
- Iris Apfel (29. August 1921 – 1. März 2024), US-amerikanische Geschäftsfrau, Innenarchitektin und Modeikone
- Ruth Apilado (30. April 1908 – 15. August 2021), US-amerikanische Journalistin, Autorin und Bürgerrechtsaktivistin
- Karl Appelmann (24. Januar 1915 – 9. Mai 2015), deutscher Politiker (SPD)
- Appelschnut (19. März 1897 – 30. Oktober 1998), Tochter des Dichters Otto Ernst
- Constance M. K. Applebee (24. Februar 1873 – 26. Januar 1981), US-amerikanische Sportjournalistin und Gründerin der American Field Hockey Association
- Frank Pierpoint Appleby (23. Dezember 1913 – 18. Mai 2015), kanadischer Politiker
- Melchora Aquino (6. Januar 1812 – 2. März 1919), philippinische Revolutionärin („Mutter der Katipunan“)
- Stefan Arczyński (31. Juli 1916 – 28. August 2022), deutsch-polnischer Fotograf
- Neal Arden (27. Dezember 1909 – 4. Juni 2014), britischer Schauspieler
- Giorgina Arian Levi (15. August 1910 – 3. September 2011), italienische Politikerin
- Walter Arlen (31. Juli 1920 – 2. September 2023), österreichisch-US-amerikanischer Musikkritiker und Komponist
- Rudolf Arnheim (15. Juli 1904 – 9. Juni 2007), deutsch-amerikanischer Kunstpsychologe
- Rosa Arnsberg (2. Juni 1908 – 1. Juni 2010), Förderin des Verständnisses zwischen jüdischen und nicht-jüdischen Deutschen
- Émile Aron (2. November 1907 – 22. Januar 2011), französischer Mediziner
- Carl Aschan (6. Mai 1906 – 27. Juli 2008), schwedisch-britischer Geheimdienstmitarbeiter
- Franz Aschenbrenner (30. Juni 1898 – 2. November 1998), österreichischer Buchhändler, Heeresbergführer und Salzburger Original
- Reinhard Aschenbrenner (15. Juni 1906 – 25. Januar 2008), deutscher Mediziner
- James Earle Ash (8. September 1884 – 24. März 1986), US-amerikanischer Pathologe und Offizier
- Yoshishige Ashihara (4. März 1901 – 12. Juli 2003), japanischer Unternehmer
- Helmuth Ashley (17. September 1919 – 2. Juli 2021), österreichischer Filmregisseur und Kameramann
- Viktoras Ašmenskas (19. Februar 1912 – 25. Februar 2016), litauischer Ingenieur und Pilot
- Svend Asmussen (28. Februar 1916 – 7. Februar 2017), dänischer Jazzmusiker
- Carl-Erik Asplund (14. September 1923 – 8. Januar 2024), schwedischer Eisschnellläufer
- Gerhard Aßfahl (10. April 1904 – 27. Juli 2007), deutscher Archivar, Pädagoge und Historiker
- David Bernard Ast (30. September 1902 – 3. Februar 2007), US-amerikanischer Zahnarzt und Beamter des New York State Department of Health
- Wassili Michailowitsch Astafjew (25. Oktober 1919 – 7. März 2022), sowjetischer Offizier
- Brooke Astor (30. März 1902 – 13. August 2007), US-amerikanische Wohltäterin und Ehefrau von Vincent Astor
- Diana Athill (21. Dezember 1917 – 23. Januar 2019), britische Autorin, Memoirenschreiberin und Literaturkritikerin
- Ronald Atkins (13. Juni 1916 – 30. Dezember 2020), britischer Politiker
- Maria Teresa Atzori (16. November 1896 – 18. Januar 2000), italienische Sprachwissenschaftlerin
- Sebastian Auer (22. Oktober 1922 – 14. Februar 2023), österreichischer Techniker und Erfinder
- Germaine Auger (13. Juni 1889 – 24. August 2001), französische Schauspielerin
- Karl Augustin (30. August 1884 – 23. Oktober 1988), Schweizer Druckereiunternehmer und Verleger österreichischer Herkunft
- Clara Auteri Pepe (19. Mai 1918 – 16. Juni 2018), italienische Schauspielerin
- Smilja Avramov (15. Februar 1918 – 2. Oktober 2018), jugoslawische Rechtswissenschaftlerin
- Babiker Awadalla (2. März 1917 – 17. Januar 2019), sudanesischer Politiker und Ministerpräsident
- Juri Lwowitsch Awerbach (8. Februar 1922 – 7. Mai 2022), russischer Schachmeister und -funktionär
- Francisco Ayala (16. März 1906 – 3. November 2009), spanischer Schriftsteller und Soziologe
- Christine Williams Ayoub (7. Februar 1922 – 18. Juli 2024), US-amerikanische Mathematikerin und Hochschullehrerin

### B
- Ba Jin (25. November 1904 – 17. Oktober 2005), chinesischer Schriftsteller
- Irena Bączkowska (12. Mai 1902 – 21. Januar 2006), polnische Agrarwissenschaftlerin und Schriftstellerin
- John Haden Badley (21. Februar 1865 – 6. März 1967), englischer Pädagoge (Bedales School)
- Corrado Bafile (4. Juli 1903 – 3. Februar 2005), italienischer römisch-katholischer Theologe, Diplomat und Kurienkardinal
- Maj-Britt Bæhrendtz (23. Mai 1916 – 15. Juli 2018), schwedische Autorin und Hörfunkmoderatorin
- Reeve M. Bailey (2. Mai 1911 – 2. Juli 2011), US-amerikanischer Ichthyologe und Hochschullehrer
- William Louis Bailey (15. August 1882 – 17. Oktober 1982), kanadischer Soziologe und Hochschullehrer
- Wilson Baker (24. Januar 1900 – 3. Juni 2002), US-amerikanischer Chemiker
- Woolford Bales Baker (30. Dezember 1892 – 27. Dezember 1993), US-amerikanischer Biologe
- Michał Bałasz (22. Januar 1923 – 18. Juli 2025), polnischer Architekt
- Elvīra Baldiņa (11. August 1919 – 27. Mai 2025), sowjetische bzw. lettische Schauspielerin
- Errie Ball (14. November 1910 – 2. Juli 2014), walisisch-amerikanischer Golfspieler
- Lucio Ballesteros Jaime (12. April 1906 – 30. Juni 2008), spanischer Journalist und Dichter
- Stefan Bałuk (15. Januar 1914 – 30. Januar 2014), polnischer Fotograf und Militärangehöriger
- Jonas Balys (2. Juli 1909 – 9. September 2011), litauischer Ethnologe, Folklorist und Hochschullehrer
- Ruth Bancroft (2. September 1908 – 26. November 2017), US-amerikanische Landschaftsarchitektin
- Henri Bangou (15. Juli 1922 – 21. November 2023), französischer Politiker
- Aaron Bank (23. November 1902 – 1. April 2004), US-amerikanischer Offizier, Gründer der Green Berets
- Eulalie M. Banks (12. Juni 1895 – 12. November 1999), US-amerikanische Kinderbuchillustratorin
- Jesse Bankston (7. Oktober 1907 – 25. November 2010), US-amerikanischer Politiker
- Joe Baque (1. März 1922 – 6. November 2022), US-amerikanischer Jazzpianist
- Jose Migel Barandiaran (31. Dezember 1889 – 21. Dezember 1991), spanischer Anthropologe, Ethnograph und römisch-katholischer Priester
- Marta Baranowska (29. November 1903 – 7. Januar 2009), polnische Sozialarbeiterin, Widerstandskämpferin gegen den Nationalsozialismus und Häftling im KZ Ravensbrück
- Rudolf Barbarino (19. März 1920 – 28. Juni 2022), deutscher Journalist
- Carey W. Barber (4. Juli 1905 – 8. April 2007), Mitglied der Leitenden Körperschaft der Zeugen Jehovas
- Alexandre José Barbosa Lima Sobrinho (22. Januar 1897 – 16. Juli 2000), brasilianischer Journalist und Politiker
- Eliza Barchus (4. Dezember 1857 – 31. Dezember 1959), US-amerikanische Landschaftsmalerin
- Richard L. Bare (12. August 1913 – 28. März 2015), US-amerikanischer Fernsehregisseur
- Felicitas Barg (4. Juni 1900 – 7. Oktober 2002), deutsche Rezitatorin
- Leonilla Iwanowna Barjatinskaja (9. Mai 1816 – 1. Februar 1918), russische Adlige
- Abraham Bar Menachem (16. Mai 1912 – 24. März 2017), israelischer Jurist und Politiker
- Joseph Barnes (14. November 1914 – 4. Mai 2017), nordirischer Mediziner
- Will Barnet (25. Mai 1911 – 13. November 2012), US-amerikanischer Maler
- James Rennie Barnett (6. September 1864 – 3. Januar 1965), britischer Schiffsbauingenieur
- Alexander Johnston Barron (16. Juli 1880 – 23. Juli 1982), US-amerikanischer Anwalt
- Francis Lodowic Bartels (13. März 1910 – 20. März 2010), ghanaischer Diplomat
- Oskar Barth (3. November 1910 – 29. Juni 2012), deutscher Autor und Verleger
- Dave Bartholomew (24. Dezember 1918 – 23. Juni 2019), US-amerikanischer Rhythm-and-Blues- und Jazzmusiker
- Henri Baruk (15. August 1897 – 14. Juni 1999), französischer Psychiater
- Erica de Bary (4. Januar 1907 – 17. April 2007), deutsche Schriftstellerin
- Walter Barylli (16. Juni 1921 – 1. Februar 2022), österreichischer Violinist
- Norma Barzman (15. September 1920 – 17. Dezember 2023), US-amerikanische Drehbuchautorin
- Jacques Barzun (30. November 1907 – 25. Oktober 2012), französisch-amerikanischer Bildungs-, Literatur- und Kulturwissenschaftler
- Paddy Bassett (15. Juli 1918 – 20. Juli 2019), neuseeländische Agrarwissenschaftlerin
- Peter Bassett-Smith (25. Januar 1911 – 4. August 2011), australischer Kameramann
- Johannes Bastiaan (1. Februar 1911 – 11. Oktober 2012), deutscher Violinist
- Raymond Bastin (9. Juli 1914 – 14. Juli 2018), französischer Mediziner
- Roland Batchelor (16. Oktober 1889 – 6. Oktober 1990), britischer Maler
- Ralph Bates (3. November 1899 – 26. November 2000), britischer Schriftsteller
- Giulio Battelli (11. April 1904 – 10. März 2005), italienischer Archivar, Paläograf, Diplomatiker und Hochschullehrer
- Georgina Battiscombe (21. November 1905 – 26. Februar 2006), britische Biographin
- Lucien Baumann (9. April 1910 – 10. September 2012), französischer Jurist und Dichter
- Oskar Baumgarten (25. Oktober 1907 – 1. Dezember 2008), deutscher Agrarwissenschaftler
- Michel Bavastro (28. Dezember 1906 – 1. März 2008), französischer Journalist
- Celâl Bayar (16. Mai 1883 – 22. August 1986), türkischer Politiker und Staatspräsident
- Évelyne Baylet (14. Juni 1913 – 6. November 2014), französische Politikerin
- Henry Beachell (21. September 1906 – 13. Dezember 2006), US-amerikanischer Pflanzenzüchter
- Pierre Béarn (15. Juni 1902 – 27. Oktober 2004), französischer Schriftsteller und Literaturkritiker
- Wilfried de Beauclair (4. April 1912 – 22. April 2020), deutsch-schweizerischer Ingenieur und Informatiker
- Sam Beazley (29. März 1916 – 12. Juni 2017), britischer Schauspieler
- Mario Becerril (5. August 1917 – 7. Dezember 2018), mexikanischer Reiter
- Aaron T. Beck (18. Juli 1921 – 1. November 2021), US-amerikanischer Psychiater und Psychotherapeut
- Dwight Marion Beck (2. Juli 1893 – 30. August 1993), US-amerikanischer Geistlicher der Methodist Church, Pädagoge und Bibelwissenschaftler
- Arnold Orville Beckman (10. April 1900 – 18. Mai 2004), US-amerikanischer Chemiker (pH-Meter)
- Arsène Becuwe (27. November 1891 – 28. Februar 1992), belgischer Komponist und Dirigent
- Luis Bedoya Reyes (20. Februar 1919 – 18. März 2021), peruanischer Politiker, Bürgermeister von Lima
- William Beery (8. April 1852 – 29. Januar 1956), US-amerikanischer Komponist
- Marga Behrends (9. Oktober 1907 – 20. Mai 2010), deutsche Tänzerin und Sängerin
- Bei Shizhang (10. Oktober 1903 – 29. Oktober 2009), chinesischer Biologe
- Alfons Beil (3. September 1896 – 1. März 1997), deutscher römisch-katholischer Geistlicher und päpstlicher Geheimkämmerer
- Martha Beindorff (21. Februar 1903 – 9. November 2007), deutsche Motorsportlerin
- Elly Beinhorn (30. Mai 1907 – 28. November 2007), deutsche Sportfliegerin
- Javier de Belaúnde Ruiz de Somocurcio (18. Mai 1909 – 24. Juni 2013), peruanischer Historiker, Jurist und Politiker
- Abdennour Belkadi (6. Januar 1910 – 8. Oktober 2014), französischer Politiker
- Julia Bell (28. Januar 1879 – 26. April 1979), englische Humangenetikerin und Entdeckerin des Martin-Bell-Syndroms
- José Bello (13. Mai 1904 – 11. Januar 2008), spanischer Schriftsteller
- Francis X. Bellotti (3. Mai 1923 – 17. Dezember 2024), US-amerikanischer Politiker
- Franz Belting (17. April 1908 – 26. Juni 2010), deutscher Maler und Grafiker
- Amelia Bence (13. November 1914 – 8. Februar 2016), argentinische Schauspielerin
- Pauline Benda (3. April 1877 – 17. Oktober 1985), französische Schauspielerin und Schriftstellerin (Pseudonym Madame Simone)
- Giovanni Benedetti (12. März 1917 – 3. August 2017), italienischer römisch-katholischer Bischof
- Ze'ev Ben-Haim (28. Dezember 1907 – 6. August 2013), israelischer Sprachwissenschaftler
- Garibaldo Benifei (31. Januar 1912 – 24. April 2015), italienischer politischer Aktivist
- Helena Benitez (27. Juni 1914 – 14. Juli 2016), philippinische Politikerin
- Harry Benjamin (12. Januar 1885 – 24. August 1986), deutsch-amerikanischer Psychologe und Sexualforscher
- Bruce Bennett (19. Mai 1906 – 24. Februar 2007), US-amerikanischer Kugelstoßer und Schauspieler
- Eileen Bennett (8. Juli 1919 – 9. März 2025), britische Schauspielerin
- Myra Bennett (1. April 1890 – 26. April 1990), kanadische Krankenschwester und Hebamme
- Irving Benson (31. Januar 1914 – 19. Mai 2016), US-amerikanischer Schauspieler
- Seth B. Benson (7. Mai 1905 – 2. November 2005), US-amerikanischer Biologe
- Eric Bentley (14. September 1916 – 5. August 2020), US-amerikanischer Schriftsteller, Übersetzer und Sänger
- Alexander Otto Benz (17. Juli 1880 – 10. August 1980), US-amerikanischer Versicherungsmanager und Politiker
- Leo Beranek (15. September 1914 – 10. Oktober 2016), US-amerikanischer Spezialist für Akustik
- Cleonice Berardinelli (28. August 1916 – 31. Januar 2023), brasilianische Literaturwissenschaftlerin
- Walter Berendt (16. April 1878 – 16. August 1978), deutscher Ingenieur und Konteradmiral (Ing.) der Kriegsmarine
- Jean François Berges (9. Dezember 1717 – 10. Dezember 1819), belgischer Ornament- und Prospektmaler
- Gretel Bergmann (12. April 1914 – 25. Juli 2017), deutsch-US-amerikanische Leichtathletin
- Martin S. Bergmann (15. Februar 1913 – 22. Januar 2014), US-amerikanischer Psychologe
- Rudolf Bergmann (2. Juni 1909 – 26. Januar 2013), deutscher Staatsbeamter und SS-Führer
- Theodor Bergmann (7. März 1916 – 12. Juni 2017), deutscher Agrarwissenschaftler
- Peter Berkos (15. August 1922 – 2. Januar 2024), US-amerikanischer Tontechniker
- Ralph Berkowitz (5. September 1910 – 2. August 2011), US-amerikanischer Musiker, Komponist und Maler
- Irving Berlin (11. Mai 1888 – 22. September 1989), russisch-amerikanischer Komponist
- Sina Berlinski (27. August 1910 – 21. Februar 2011), US-amerikanische Pianistin
- Tova Berlinski (20. April 1915 – 16. Januar 2022), israelische Malerin
- Yitzhak Berman (3. Juni 1913 – 4. August 2013), israelischer Politiker
- Marianne Bernadotte von Wisborg (15. Juli 1924 – 16. Mai 2025), schwedische Schauspielerin und Philanthropin
- Hilda Bernard (29. Oktober 1920 – 20. April 2022), argentinische Schauspielerin
- Edward Bernays (22. November 1891 – 9. März 1995), österreichisch-amerikanischer PR-Experte
- Ruth Bernhard (14. Oktober 1905 – 18. Dezember 2006), deutsch-amerikanische Fotografin
- Eugen Bernoulli (31. Januar 1882 – 25. Februar 1983), Schweizer Pharmakologe, Allgemeinmediziner und Hochschullehrer
- Harry Bernstein (30. Mai 1910 – 3. Juni 2011), britischer Schriftsteller
- Theresa Bernstein (1. März 1890 – 13. Februar 2002), US-amerikanische Künstlerin
- Walter Bernstein (20. August 1919 – 23. Januar 2021), US-amerikanischer Drehbuchautor
- Isa von Bernus (21. Januar 1898 – 12. Mai 2001), deutsche Schauspielerin, Rezitatorin und Ehefrau von Alexander von Bernus
- Bob Berry (11. Juni 1916 – 2. August 2018), neuseeländischer Dendrologe
- Jean Berry (7. August 1921 – 29. Oktober 2022), belgischer Jazzgitarrist
- Giovanni Bersani (22. Juli 1914 – 24. Dezember 2014), italienischer Politiker
- Lloyd M. Bertholf (15. Dezember 1899 – 20. Januar 2003), US-amerikanischer Entomologe und Präsident der Illinois Wesleyan University
- Tony Bertrand (31. August 1912 – 29. Juni 2018), französischer Athlet und Sportmanager
- Earl Hanley Beshlin (28. April 1870 – 12. Juli 1971), US-amerikanischer Politiker
- Georg Jakob Best (21. Oktober 1903 – 28. Oktober 2003), deutscher Maler, Grafiker und Bildhauer
- Ivy Bethune (1. Juni 1918 – 19. Juli 2019), US-amerikanische Schauspielerin
- Lotte Betke (5. November 1905 – 25. Juli 2008), deutsche Theaterschauspielerin und Schriftstellerin
- Käthe Beutler (11. Oktober 1896 – 7. Februar 1999), deutsche Kinderärztin
- Werner Beutler (18. Dezember 1924 – 25. Februar 2025), deutscher Gymnasiallehrer und Kartäuserforscher
- Curt Beyer (5. September 1920 – 20. Oktober 2021), deutscher Markscheider
- Erich Beyer (18. Juli 1911 – 25. März 2012), deutscher Sportwissenschaftler
- Pappukutty Bhagavathar (29. März 1913 – 22. Juni 2020), indischer Schauspieler und Sänger
- Emilio Bianchi (22. Oktober 1912 – 15. August 2015), italienischer Militär
- Katharina Bickerich-Stoll (24. Juni 1915 – 16. Oktober 2015), deutsche Mykologin
- Adam Bielański (14. Dezember 1912 – 4. September 2016), polnischer Chemiker
- Bernard Bierman (26. August 1908 – 5. November 2012), US-amerikanischer Komponist
- Sidney William Bijou (12. November 1908 – 11. Juni 2009), US-amerikanischer Entwicklungspsychologe
- Lydia Bilbrook (6. Mai 1888 – 4. Januar 1990), englische Schauspielerin
- Heinz Billing (7. April 1914 – 4. Januar 2017), deutscher Physiker und Computerpionier
- Richard Bing (12. Oktober 1909 – 8. November 2010), deutsch-amerikanischer Kardiologe
- Leonhard Birkofer (5. Juli 1911 – 29. Dezember 2015), deutscher Chemiker
- Efraín Bischoff (30. September 1912 – 8. August 2013), argentinischer Historiker
- Erling Bjøl (11. Dezember 1918 – 22. Dezember 2023), dänischer Journalist, Historiker und Politikwissenschaftler
- Walther Björkman (19. Juni 1896 – 24. November 1996), deutscher Orientalist
- Manfred Björkquist (22. Juni 1884 – 23. November 1985), schwedischer lutherischer Bischof und Führer der Bewegung Ungkyrkorörelsen
- Harold John Blackham (31. März 1903 – 23. Januar 2009), britischer Humanist und Philosoph
- S. Prestley Blake (26. November 1914 – 11. Februar 2021), US-amerikanischer Geschäftsmann
- Harry Blamires (6. November 1916 – 21. November 2017), britischer anglikanischer Theologe, Literaturkritiker und Schriftsteller
- Lesley Blanch (6. Juni 1904 – 6. Mai 2007), englische Schriftstellerin
- Joshua Blau (22. September 1919 – 20. Oktober 2020), israelischer Arabist und Semitist
- Wanda Błeńska (30. Oktober 1911 – 27. November 2014), polnische Medizinerin
- Stella Bloch (17. Dezember 1897 – 10. Januar 1999), US-amerikanische Journalistin, Autorin, Zeichnerin und Tanzhistorikerin
- Adele Bloesch-Stöcker (21. Juni 1875 – 10. September 1978), deutsch-schweizerische Komponistin und Violinistin
- Sampson Salter Blowers (10. März 1742 – 25. Oktober 1842), kanadischer Jurist
- Paul Blumenfeld (12. April 1901 – 25. April 2001), deutscher Musiker (Cellist)
- Naftali Blumenthal (1. März 1922 – 1. Mai 2022), israelischer Politiker
- Rose Blumkin (15. Dezember 1893 – 9. August 1998), US-amerikanische Unternehmerin russischer Abstammung
- Gertrud Bobek (15. November 1898 – 25. Juni 2000), deutsche Widerstandskämpferin und Kommunistin
- Vittore Bocchetta (15. November 1918 – 18. Februar 2021), italienischer Bildhauer, Maler und Literaturwissenschaftler
- Gaetano Bocchetti (10. August 1888 – 19. Januar 1990), italienischer Künstler
- Hans Erhard Bock (31. Dezember 1903 – 12. Juli 2004), deutscher Sportmediziner
- Mag Bodard (3. Januar 1916 – 26. Februar 2019), französische Filmproduzentin
- Carmel Bodel (11. August 1912 – 13. Oktober 2013), US-amerikanische Eiskunstläuferin
- Henry Boehm (8. Juni 1775 – 28. Dezember 1875), US-amerikanischer methodistischer Prediger
- Ruth Boehringer (24. März 1906 – 11. November 2007), deutsche Unternehmerin
- Gaston Bogaert (31. Juli 1921 – 9. November 2022), belgischer Jazz- und Unterhaltungsmusiker (Schlagzeug, Arrangement)
- Grace Lee Boggs (27. Juni 1915 – 5. Oktober 2015), US-amerikanische Schriftstellerin und Bürgerrechtlerin
- Pere Bohigas (20. Februar 1901 – 27. Februar 2003), spanischer Bibliothekar, Romanist und Katalanist
- Gottfried Böhm (23. Januar 1920 – 9. Juni 2021), deutscher Architekt und Bildhauer
- Juanita Boisseau (22. Juli 1911 – 22. Mai 2012), US-amerikanische Tänzerin
- Marcel Paul Boiteux (9. Mai 1922 – 6. September 2023), französischer Ökonom und Mathematiker
- Hedda Bolgár (19. August 1909 – 13. Mai 2013), ungarisch-US-amerikanische Psychologin und Psychoanalytikerin
- Matthias Bollinger (20. Oktober 1858 – 20. Juni 1961), deutscher Förster und Hegemeister
- Theodor von Bomhard (12. Januar 1841 – 17. März 1945), bayerischer General der Artillerie
- Elisabeth Bomhoff (8. März 1912 – 28. Mai 2014), dänische Widerstandskämpferin
- Stéphane Bonduel (30. November 1919 – 16. Dezember 2021), französischer Politiker
- Giuliano Bonfante (6. August 1904 – 7. September 2005), italienischer Sprachwissenschaftler
- Claude Bonin-Pissarro (11. Juli 1921 – 21. Juli 2021), französischer Maler und Hochschullehrer
- Alex Bonn (18. Juni 1908 – 27. Juni 2008), luxemburgischer Jurist
- Victor A. Bonomo (24. Oktober 1898 – 24. Juni 1999), US-amerikanischer Süßwarenhersteller (Bonomo’s Turkish Taffy)
- Charlie Booth (1. Oktober 1903 – 20. Mai 2008), australischer Leichtathlet und Erfinder des Startblocks
- Kathleen Booth (9. Juli 1922 – 29. September 2022), britische Informatikerin und Mathematikerin
- Margaret Booth (16. Januar 1898 – 28. Oktober 2002), US-amerikanische Filmeditorin
- William M. Boothby (1. April 1918 – 14. Februar 2021), US-amerikanischer Mathematiker
- William Augustus Bootle (19. August 1902 – 25. Januar 2005), US-amerikanischer Jurist
- Brigitte Borchert (15. November 1910 – 7. August 2011), deutsche Schauspielerin
- Esther Borja (5. Dezember 1913 – 28. Dezember 2013), kubanische Sängerin
- Roger Borniche (7. Juni 1919 – 16. Juni 2020), französischer Schriftsteller
- Osmond Borradaile (16. Juli 1898 – 23. März 1999), kanadischer Kameramann
- Salvador Borrego (24. April 1915 – 8. Januar 2018), mexikanischer Journalist, Holocaustleugner und neonazistischer Autor
- Alida van den Bos (18. Januar 1902 – 16. Juli 2003), niederländische Geräteturnerin
- Gilberto Bosques (20. Juli 1892 – 4. Juli 1995), mexikanischer Diplomat („Der Schindler von Mexiko“)
- Alexei Nikolajewitsch Botjan (10. Februar 1917 – 13. Februar 2020), sowjetischer Geheimdienstoffizier
- Anna Maria Bottini (24. März 1916 – 9. August 2020), italienische Schauspielerin
- Rosa Bouglione (21. Dezember 1910 – 26. August 2018), französische Zirkusartistin
- Ahmed Boukikaz (19. Februar 1909 – 14. August 2012), französischer Politiker
- Paul Bouman (26. August 1918 – 28. April 2019), US-amerikanischer Kirchenmusiker und Komponist
- Maurice Bourgeois (27. November 1896 – 2. Januar 2003), französischer General
- Marguette Bouvier (25. August 1908 – 20. Dezember 2008), französische Skiläuferin und Journalistin
- Gretta Bowen (1. Januar 1880 – 8. April 1981), irische Malerin
- Joseph Oliver Bowers (28. März 1910 – 5. November 2012), dominicanischer römisch-katholischer Bischof
- Elizabeth Bowes-Lyon (4. August 1900 – 30. März 2002), britische Königinmutter („Queen Mum“)
- Robert R. Bowie (24. August 1909 – 2. November 2013), US-amerikanischer Diplomat
- Robert F. Boyle (10. Oktober 1909 – 1. August 2010), US-amerikanischer Art Director und Szenenbildner
- Amelia Boynton Robinson (18. August 1911 – 26. August 2015), US-amerikanische Bürgerrechtlerin
- Mile Braach (3. März 1898 – 23. August 1998), deutsche Chronistin und Unternehmerin
- Carlo Ludovico Bragaglia (8. Juli 1894 – 4. Januar 1998), italienischer Filmregisseur
- Maria Adelaide von Braganza (31. Januar 1912 – 24. Februar 2012), portugiesische Adlige
- José Bragato (12. Oktober 1915 – 18. Juli 2017), italienisch-argentinischer Cellist, Komponist und Dirigent
- Lotte Brainin (12. November 1920 – 16. Dezember 2020), österreichische Widerstandskämpferin und Holocaustüberlebende
- E. R. Braithwaite (27. Juni 1912 – 12. Dezember 2016), guyanischer Schriftsteller und Diplomat
- Catherine Bramwell-Booth (20. Juli 1883 – 3. Oktober 1987), Kommissarin der Heilsarmee
- Geraldine Branch (20. Oktober 1908 – 22. Juli 2016), US-amerikanische Frauenärztin
- Fania Brancovskaja (22. Mai 1922 – 22. September 2024), litauische Partisanin und Holocaustüberlebende
- Elza Brandeisz (18. September 1907 – 6. Januar 2018), ungarische Tänzerin und Gerechte unter den Völkern
- Maximilian Brandeisz (3. Juli 1894 – 19. November 1996), österreichischer Politiker
- Ilse Brandes (4. Dezember 1897 – 22. Dezember 1997), deutsche Politikerin (CDU)
- Eric Bransby (25. Oktober 1916 – 23. September 2020), US-amerikanischer Maler
- Werner Braun (12. Juni 1918 – 25. Dezember 2018), israelischer Fotojournalist
- Artur Brauner (1. August 1918 – 7. Juli 2019), deutscher Filmproduzent
- Alice Braunlich (1. Februar 1888 – 9. August 1989), US-amerikanische klassische Philologin
- Joseph Braunstein (9. Februar 1892 – 10. März 1996), österreichisch-amerikanischer Musiker, Schriftsteller und Bergsteiger
- Renate Brausewetter (1. Oktober 1905 – 20. August 2006), deutsche Schauspielerin
- Samuel Brawand (18. Mai 1898 – 11. Juli 2001), Schweizer Bergsteiger und SP-Politiker
- Moshe Brawer (3. November 1919 – 28. Dezember 2020), israelischer Geograf
- Margarita Bravo Hollis (10. Juni 1911 – 13. Dezember 2011), mexikanische Zoologin
- Walter John Breckenridge (22. März 1903 – 22. Mai 2003), US-amerikanischer Zoologe, Ornithologe, Kurator und Museumsdirektor
- Hermann Brede (24. Februar 1923 – 13. Dezember 2023), deutscher Architekt
- Karl Breitsprecher (22. Januar 1901 – 14. April 2002), deutscher Maler
- Fritz Brenne (15. Mai 1901 – 6. Mai 2003), deutscher Tennisfunktionär
- Albert Brenet (25. Juni 1903 – 4. Juli 2005), französischer Maler
- Orville Gilbert Brim (18. August 1883 – 24. Mai 1987), US-amerikanischer Pädagoge und Hochschullehrer
- Edgar Britt (30. Oktober 1913 – 28. Januar 2017), australischer Reitsportler
- Harry Brittain (24. Dezember 1873 – 9. Juli 1974), britischer Journalist und Politiker
- Hella Brock (3. Oktober 1919 – 30. November 2020), deutsche Musikwissenschaftlerin
- Colin Fraser Brockington (8. Januar 1903 – 25. November 2004), britischer Mediziner
- Helen Brockman (24. September 1902 – 22. Juli 2008), US-amerikanische Modedesignerin
- Alma Brock-Smith (21. Februar 1908 – 18. Oktober 2009), US-amerikanisch-kanadische Pianistin und Musikpädagogin
- Betty Brodel (5. Februar 1920 – 3. März 2024), US-amerikanische Schauspielerin
- Quita Brodhead (5. März 1901 – 4. September 2002), US-amerikanische Künstlerin
- Don Brodi (29. Mai 1899 – 8. Januar 2001), US-amerikanischer Schauspieler
- Oscar Brodney (18. Februar 1907 – 12. Februar 2008), US-amerikanischer Drehbuchautor
- Moisès Broggi (18. Mai 1908 – 31. Dezember 2012), spanischer Arzt und Pazifist
- Victor Brombert (11. November 1923 – 26. November 2024), US-amerikanischer Romanist
- George Doswell Brooke (15. September 1878 – 23. August 1982), US-amerikanischer Eisenbahnmanager
- Frank Leonard Brooks (7. November 1911 – 20. November 2011), kanadischer Maler
- Arthur Judson Brown (3. Dezember 1856 – 11. Januar 1963), US-amerikanischer reformierter Missionar und Schriftsteller
- Hallie Quinn Brown (10. März 1849 – 16. September 1949), US-amerikanische Lehrerin, Hochschullehrerin, Autorin und Aktivistin
- Mervyn Brown (24. September 1923 – 28. September 2023), britischer Diplomat
- Wesley Ernest Brown (22. Juni 1907 – 23. Januar 2012), US-amerikanischer Jurist
- Dominick Browne, 4. Baron Oranmore and Browne (21. Oktober 1901 – 7. August 2002), britischer Politiker
- Virgil Browne (21. November 1877 – 31. Dezember 1979), US-amerikanischer Unternehmer und Erfinder
- Helen Louise Brownson (1. Mai 1917 – 5. August 2017), US-amerikanische Dokumentarin
- Lilly Bruck (13. Mai 1913 – 24. Oktober 2020), österreichisch-US-amerikanische Sozialpädagogin
- Trudl Bruckner (29. Oktober 1916 – 9. März 2018), Schweizer Galeristin
- Trygve Brudevold (19. Dezember 1920 – 19. August 2021), norwegischer Bobsportler und Unternehmer
- Eva Brummer (13. März 1901 – 28. Juni 2007), finnische Textilkünstlerin
- Liselotte Brüne (28. Januar 1916 – 11. September 2016), deutsche Krankengymnastin
- Clarence Vernon Bruner (16. November 1893 – 5. Dezember 1996), US-amerikanischer Historiker
- Jerome Bruner (1. Oktober 1915 – 5. Juni 2016), US-amerikanischer Psychologe
- Elfriede Brüning (8. November 1910 – 5. August 2014), deutsche Schriftstellerin
- Adalbert Brunke (16. Mai 1912 – 25. September 2013), deutscher Missionar, evangelisch-lutherischer Bischof
- Jerry Bruno (10. Januar 1920 – 22. Juni 2020), US-amerikanischer Jazzmusiker (Kontrabass) des Swing und Mainstream Jazz
- Erik Finnemann Bruun (4. Oktober 1898 – 10. April 2002), dänischer Politiker und Redakteur
- Sverre Bruun (15. Mai 1886 – 6. März 1987), norwegischer Lektor und Lehrbuchautor
- Slim Bryant (7. Dezember 1908 – 28. Mai 2010), US-amerikanischer Countrymusiker
- Duane Bryers (2. Juli 1911 – 30. Mai 2012), US-amerikanischer Maler und Illustrator
- Filippo Buccola (6. August 1886 – 15. Juni 1987), sizilianisch-amerikanischer Mobster der La Cosa Nostra
- Dorothea Buck (5. April 1917 – 9. Oktober 2019), deutsche Autorin und Menschenrechtlerin
- James L. Buckley (9. März 1923 – 18. August 2023), US-amerikanischer Jurist und Politiker
- Gabrielle Buffet-Picabia (21. November 1881 – 7. Dezember 1985), französische Musikerin, Kunstkritikerin und Schriftstellerin
- Georges Bugnet (23. Februar 1879 – 11. Januar 1981), französisch-kanadischer Schriftsteller
- Henriette Bùi Quang Chiêu (8. September 1906 – 27. April 2012), vietnamesische Medizinerin
- Inge Buisson (10. Juli 1921 – 3. April 2024), deutsche Historikerin
- Borys Bukrejew (5. September 1859 – 2. Oktober 1962), ukrainischer Mathematiker
- Anneliese Bulling (21. April 1900 – 9. Februar 2004), deutsch-amerikanische Sinologin
- Mario Bunge (21. September 1919 – 24. Februar 2020), argentinischer Philosoph und Physiker
- Margaret Burbidge (12. August 1919 – 5. April 2020), britische Astrophysikerin
- Johann Jakob Burckhardt (13. Juli 1903 – 5. November 2006), Schweizer Mathematiker und Kristallograph
- Arnold Burgen (20. März 1922 – 26. Mai 2022), britischer Pharmakologe und Hochschullehrer
- Maria Burgi (12. Dezember 1912 – 14. März 2017), deutsche Gewerkschafterin
- Otto Burkard (24. November 1908 – 13. Januar 2015), österreichischer Geophysiker und Meteorologe
- Jack Burke Jr. (29. Januar 1923 – 19. Januar 2024), US-amerikanischer Golfer
- Samuel Martin Burke (3. Juli 1906 – 9. Oktober 2010), pakistanischer Diplomat und Autor
- Brigitte Burkhardt (5. April 1920 – 10. April 2022), deutsche Goldschmiedin
- Bolesław Burkowski (31. Oktober 1913 – 6. März 2019), polnischer Verwaltungsbeamter und Politiker
- George Burns (20. Januar 1896 – 9. März 1996), US-amerikanischer Schauspieler
- Andrew George Burry (2. Februar 1873 – 22. Januar 1975), schweizerisch-amerikanischer Geschäftsmann und Philanthrop
- Harold Ernest Burtt (26. April 1890 – 15. August 1991), US-amerikanischer Psychologe
- Wilhelm Büsing (2. März 1921 – 25. Juni 2023), deutscher Vielseitigkeitsreiter
- Henri Büsser (16. Januar 1872 – 30. Dezember 1973), französischer Komponist
- Marcel Busson (22. April 1913 – 30. September 2015), französischer Maler
- Guy Thomas Buswell (21. Januar 1891 – 27. Mai 1994), US-amerikanischer Psychologe
- Bill Butler (7. April 1921 – 5. April 2023), US-amerikanischer Kameramann
- Eugene Butler (11. Juni 1894 – 5. Juni 1995), US-amerikanischer Herausgeber und Verleger
- Percy M. Butler (19. Juli 1912 – 7. Februar 2015), britischer Paläontologe und Zoologe
- Anne Buydens (23. April 1919 – 29. April 2021), US-amerikanische Filmschauspielerin und Filmproduzentin

### C
- Cecilia Caballero Blanco (30. September 1913 – 13. August 2019), kolumbianische Politikerin
- Rose Cabat (27. Juni 1914 – 25. Januar 2015), US-amerikanische Töpferin
- Godfrey Lowell Cabot (26. Februar 1861 – 2. November 1962), US-amerikanischer Industrieller und Philanthrop
- Luigi Caccia Dominioni (7. Dezember 1913 – 13. November 2016), italienischer Architekt, Designer und Stadtplaner
- Irving Caesar (4. Juli 1895 – 18. Dezember 1996), US-amerikanischer Liedtexter
- Elena Caffarena (23. März 1903 – 19. Juli 2003), chilenische Anwältin und Frauenrechtlerin
- Robert de Caix de Saint-Aymour (5. Februar 1869 – 12. März 1970), französischer Diplomat
- Eugenio Calabi (11. Mai 1923 – 25. September 2023), italienisch-US-amerikanischer Mathematiker
- Josef Callenberg (8. September 1854 – 19. November 1960), deutscher Baumeister
- Geneviève Callerot (6. Mai 1916 – 16. Januar 2025), französische Landwirtin und Schriftstellerin
- John Calvert (5. August 1911 – 27. September 2013), US-amerikanischer Magier und Filmschauspieler
- Marita Camacho Quirós (10. März 1911 – 20. Juni 2025), First Lady von Costa Rica
- Earl Cameron (8. August 1917 – 3. Juli 2020), britischer Schauspieler
- Carmelo Camet (29. Oktober 1904 – 22. Juli 2007), argentinischer Fechter
- Pierre Camonin (25. Februar 1903 – 14. November 2003), französischer Kanoniker, Organist, Komponist und Improvisator
- Lloyd Campbell (4. Januar 1915 – 25. Mai 2016), kanadischer Curler
- Anna Campori (22. September 1917 – 19. Januar 2018), italienische Schauspielerin
- Melville Henry Cane (15. April 1879 – 10. März 1980), US-amerikanischer Rechtsanwalt und Schriftsteller
- Paco Cano (18. Dezember 1912 – 27. Juli 2016), spanischer Fotojournalist
- Mortimer Caplin (11. Juli 1916 – 15. Juli 2019), US-amerikanischer Steuerrechtler und Leiter des Internal Revenue Service
- Loris Francesco Capovilla (14. Oktober 1915 – 26. Mai 2016), italienischer römisch-katholischer Kardinal und Prälat von Loreto
- Matilde Capuis (1. Januar 1913 – 31. Januar 2017), italienische Komponistin und Musikpädagogin
- Daniel Carasso (16. Dezember 1905 – 17. Mai 2009), französischer Geschäftsmann (Danone)
- Antonio Carattino (2. April 1923 – 3. Juli 2024), italienischer Segler
- Mario Carbone (12. Mai 1924 – 18. Mai 2025), italienischer Fotograf, Kameramann und Dokumentarfilmer
- Frederick Carder (18. September 1863 – 10. Dezember 1963), US-amerikanischer Glaskünstler
- Beatrice de Cardi (5. Juni 1914 – 5. Juli 2016), britische Archäologin
- Alfonso Carinci (9. Januar 1862 – 6. November 1963), italienischer römisch-katholischer Erzbischof und Sekretär der Heiligen Ritenkongregation der Kurie
- Mary Carlisle (3. Februar 1914 – 1. August 2018), US-amerikanische Sängerin und Schauspielerin
- Sally Elizabeth Carlson (2. Oktober 1896 – 1. November 2000), US-amerikanische Mathematikerin und Hochschullehrerin
- Eddie Carnett (21. Oktober 1916 – 4. November 2016), US-amerikanischer Baseballspieler
- Joseph Caroff (18. August 1921 – 17. August 2025), US-amerikanischer Grafikdesigner
- Geneviève Carrez (27. September 1909 – 13. Februar 2014), französische Übersetzerin
- Isabella Carrie (3. Mai 1878 – 29. November 1981), schottisch-britische Lehrerin und Suffragette
- Henri Cartan (8. Juli 1904 – 13. August 2008), französischer Mathematiker
- Elliott Carter (11. Dezember 1908 – 5. November 2012), US-amerikanischer Komponist
- Jimmy Carter (1. Oktober 1924 – 29. Dezember 2024), US-amerikanischer Politiker, Präsident der Vereinigten Staaten von Amerika und Friedensnobelpreisträger
- Aracy de Carvalho (5. Dezember 1908 – 3. März 2011), brasilianische Diplomatin und Gerechte unter den Völkern
- Marie-Louise Carven (31. August 1909 – 8. Juni 2015), französische Modedesignerin
- Diana Serra Cary (29. Oktober 1918 – 24. Februar 2020), US-amerikanische Filmschauspielerin
- Christian Casadesus (26. Dezember 1912 – 6. März 2014), französischer Schauspieler und Theaterregisseur
- Gisèle Casadesus (14. Juni 1914 – 24. September 2017), französische Schauspielerin
- Ken Casanega (18. Februar 1921 – 10. Oktober 2021), US-amerikanischer American-Football-Spieler
- Mario de las Casas (31. Januar 1901 – 10. Oktober 2002), peruanischer Fußballspieler und -trainer
- Wally Cassell (3. März 1912 – 2. April 2015), US-amerikanischer Schauspieler
- Elena Cassin (30. Oktober 1909 – 23. Juni 2011), italienische Altorientalistin
- Riccardo Cassin (2. Januar 1909 – 6. August 2009), italienischer Bergsteiger
- Emma Castelnuovo (12. Dezember 1913 – 13. April 2014), italienische Mathematikerin
- María Teresa Castillo (15. Oktober 1908 – 22. Juni 2012), venezolanische Journalistin und Politikerin
- Dean Caswell (24. Juli 1922 – 21. September 2022), US-amerikanischer Kampfpilot
- Neus Català i Pallejà (6. Oktober 1915 – 13. April 2019), spanische Kommunistin und Widerstandskämpferin
- John Cavell (4. November 1916 – 19. Mai 2017), britischer anglikanischer Bischof
- Mathieu Ceccaldi (22. Oktober 1893 – 9. Dezember 1993), französischer Romanist, Lexikograf und Erforscher der korsischen Sprache
- Maria Cedro-Biskupowa (21. Oktober 1912 – 15. Januar 2013), polnische Dichterin
- Zdeňka Černý (26. August 1895 – 11. Januar 1998), US-amerikanische Cellistin
- Gitta von Cetto (6. Februar 1908 – 26. April 2010), deutsche Jugendbuch- und Drehbuchautorin
- Jean Chabot (4. Februar 1914 – 18. Februar 2015), französischer Maler
- Albin Chalandon (11. Juni 1920 – 29. Juli 2020), französischer Politiker
- Issaak Markowitsch Chalatnikow (17. Oktober 1919 – 9. Januar 2021), russischer theoretischer Physiker
- Alice Chalifoux (22. Januar 1908 – 31. Juli 2008), US-amerikanische Harfenistin
- Cynthia Chalk (9. Dezember 1913 – 5. April 2018), kanadische Fotografin
- Anne Cox Chambers (1. Dezember 1919 – 31. Januar 2020), US-amerikanische Diplomatin, Erbin von Cox Enterprises
- Gilbert de Chambrun (2. November 1909 – 22. Dezember 2009), französischer Politiker
- Marge Champion (2. September 1919 – 21. Oktober 2020), US-amerikanische Tänzerin, Tanzlehrerin, Schauspielerin und Choreografin
- Chang Ch’ün (9. Mai 1889 – 14. Dezember 1990), chinesischer Politiker und Premierminister der Republik China
- Chang Ch’ung-ho (17. Mai 1914 – 17. Juni 2015), chinesisch-amerikanische Dichterin, Kalligraphin, Lehrerin und Opernsängerin
- Homer Dwight Chapman (4. Oktober 1898 – 4. April 2005), US-amerikanischer Agrarwissenschaftler und Bodenkundler
- Harry Chapman Pincher (29. März 1914 – 5. August 2014), britischer Journalist und Historiker
- James E. Charlton (26. Juli 1911 – 20. September 2013), kanadischer Numismatiker und Publizist
- Guy Charmot (9. Oktober 1914 – 7. Januar 2019), französischer Widerstandskämpfer
- Fulgence Charpentier (29. Juni 1897 – 6. Februar 2001), frankokanadischer Journalist, Redakteur und Verleger
- Geoffrey Chater (23. März 1921 – 16. Oktober 2021), britischer Schauspieler
- Chau Sen Cocsal Chhum (1. September 1905 – 22. Januar 2009), kambodschanischer Politiker
- Nirad Chandra Chaudhuri (23. November 1897 – 1. August 1999), indisch-englischer Schriftsteller
- Malvina Cheek (8. Juli 1915 – 22. Mai 2016), britische Künstlerin
- Rachel Cheigam (24. Januar 1917 – 23. März 2018), französische Widerstandskämpferin und Journalistin
- Tawhida Ben Cheikh (2. Januar 1909 – 6. Dezember 2010), tunesische Ärztin
- Chen Congying (16. Januar 1902 – 31. Mai 2003), chinesische Revolutionärin
- Chen Hansheng (5. Februar 1897 – 13. März 2004), chinesischer Sozialwissenschaftler
- Cheng Kaijia (3. August 1918 – 17. November 2018), chinesischer Nuklearphysiker und Ingenieur
- Saul Cherniack (10. Januar 1917 – 30. März 2018), kanadischer Jurist und Politiker
- Eugène Chevreul (31. August 1786 – 9. April 1889), französischer Chemiker
- Chi Pang-yuan (19. Februar 1924 – 28. März 2024), taiwanische Schriftstellerin und Hochschuldozentin
- Grace Chiang (15. Juli 1906 – 7. Juni 2012), ungarische Filmschauspielerin
- Edith Chick (29. Oktober 1869 – 11. Juni 1970), britische Botanikerin
- Harriette Chick (6. Januar 1875 – 9. Juli 1977), britische Ernährungswissenschaftlerin
- Gaositwe Kogakwa Tibe Chiepe (20. Oktober 1922 – 26. Januar 2025), botswanische Diplomatin und Politikerin
- Francesco Chiesa (5. Juli 1871 – 13. Juni 1973), italienischsprachiger Schweizer Schriftsteller
- Gabriel Chiramel (11. Dezember 1914 – 11. Mai 2017), indischer römisch-katholischer Geistlicher
- Marguerite Chopinet (28. September 1920 – 1. Januar 2022), französische Astronomin
- Yvonne Choquet-Bruhat (29. Dezember 1923 – 11. Februar 2025), französische Physikerin und Mathematikerin
- Saloua Raouda Choucair (24. Juni 1916 – 27. Januar 2017), libanesische Malerin und Bildhauerin
- Theo Christ (24. August 1915 – 14. Dezember 2016), Schweizer Unternehmer und Firmengründer
- Philip Christison (17. November 1893 – 21. Dezember 1993), britischer General, Kommandeur der britischen Südostasien-Truppen im Zweiten Weltkrieg
- Samuel Rickard Christophers (27. November 1873 – 19. Februar 1978), britischer Protozoologe
- Hertha Christophersen (13. November 1897 – 27. März 1998), dänische Schauspielerin
- Alfred Chupin (13. August 1916 – 26. Juli 2021), französischer Politiker, Abgeordneter der Nationalversammlung, Bürgermeister von Brest
- Muazzez İlmiye Çığ (20. Juni 1914 – 17. November 2024), türkische Sumerologin
- Gina Cigna (6. März 1900 – 26. Juni 2001), französische Sopranistin
- Anne Clancier (23. November 1913 – 19. Dezember 2014), französische Psychoanalytikerin und Autorin
- Georges-Emmanuel Clancier (3. Mai 1914 – 4. Juli 2018), französischer Schriftsteller und Dichter
- Homer Pierce Clark (6. Juli 1868 – 27. Oktober 1970), US-amerikanischer Verleger
- Huguette M. Clark (9. Juni 1906 – 24. Mai 2011), US-amerikanische Millionärin
- Mary T. Clark (23. Oktober 1913 – 1. September 2014), US-amerikanische Bürgerrechtlerin und Philosophin
- Paul Franklin Clark (9. Mai 1882 – 23. August 1983), US-amerikanischer Bakteriologe und Hochschullehrer
- Thomas D. Clark (14. Juli 1903 – 28. Juni 2005), US-amerikanischer Historiker
- Thomas H. Clark (3. Dezember 1893 – 28. April 1996), kanadischer Geologe
- William Keir Clark (30. Mai 1910 – 28. November 2010), kanadischer Politiker
- Edna Clarke Hall (29. Juni 1879 – 16. November 1979), britische Aquarellkünstlerin, Radiererin, Lithografin und Zeichnerin
- Hermann Claudius (19. Oktober 1878 – 8. September 1980), deutscher Dichter
- Bitten Clausen (20. Oktober 1912 – 7. März 2016), dänische Industrielle
- Georg Wilhelm Claussen (5. Juni 1912 – 21. März 2013), deutscher Unternehmer und Mäzen
- Beverly Cleary (12. April 1916 – 25. März 2021), US-amerikanische Kinderbuchautorin
- John Allen Clements (16. März 1923 – 3. September 2024), US-amerikanischer Mediziner
- Julia Clements (10. April 1906 – 1. November 2010), britische Blumendekorateurin und Autorin
- Jean Clerfeuille (27. Dezember 1909 – 27. Januar 2015), französischer Sportmanager
- Ismênia Coaracy (19. Dezember 1918 – 31. Mai 2022), brasilianische Malerin, Zeichnerin und Illustratorin
- Ronald Coase (29. Dezember 1910 – 2. September 2013), britischer Wirtschaftswissenschaftler und Nobelpreisträger
- Jimmy Coffey (26. Oktober 1909 – 29. Dezember 2010), irischer Hurler
- Leonora Cohen (15. Juni 1873 – 4. September 1978), britische Suffragette, Gewerkschafterin und Magistrate (Friedensrichter)
- Seymour S. Cohen (30. April 1917 – 30. Dezember 2018), US-amerikanischer Biochemiker
- Teresa Cohen (14. Februar 1892 – 10. August 1992), US-amerikanische Mathematikerin
- Yardena Cohen (1. Juli 1910 – 23. Januar 2012), israelische Tänzerin und Choreographin
- Fryderyka Cohensius (13. Juni 1914 – 8. Dezember 2016), polnisch-israelische soziale Aktivistin
- Marthe Cohn (13. April 1920 – 21. Mai 2025), französische Autorin und Spionin
- Edmund Cokayne, 3. Baron Cullen of Ashbourne (18. Mai 1916 – 5. Dezember 2016), britischer Adliger
- Martin Čokl (12. Oktober 1907 – 13. November 2014), jugoslawischer Forstwissenschaftler
- Roswell K. Colcord (25. April 1839 – 30. Oktober 1939), US-amerikanischer Politiker, Gouverneur von Nevada
- Alphaeus Philemon Cole (12. Juli 1876 – 25. November 1988), US-amerikanischer Künstler und Graveur
- Cornelius Cole (17. September 1822 – 3. November 1924), US-amerikanischer Politiker und Senator
- Orlando Cole (16. August 1908 – 25. Januar 2010), US-amerikanischer Cellist
- Abe Coleman (20. September 1905 – 28. März 2007), US-amerikanischer Wrestler
- Eleanor Collins (21. November 1919 – 3. März 2024), kanadische Jazzsängerin und Fernsehmoderatorin
- Denise Colomb (1. April 1902 – 1. Januar 2004), französische Fotografin
- Chris Columbus (17. Juni 1902 – 20. August 2002), US-amerikanischer Jazz-Schlagzeuger
- Ruth Johnson Colvin (16. Dezember 1916 – 18. August 2024), US-amerikanische Gründerin
- Mac Conner (12. November 1913 – 26. September 2019), US-amerikanischer Illustrator
- Jacinto Convit (11. September 1913 – 12. Mai 2014), venezolanischer Mediziner
- Alice Cooke (12. Juli 1882 – 6. Juni 1985), US-amerikanische Schauspielerin
- William David Coolidge (23. Oktober 1873 – 3. Februar 1975), US-amerikanischer Ingenieur und Physiker (u. a. Elektronenröhre)
- Anna J. Cooper (10. August 1858 – 27. Februar 1964), US-amerikanische Schriftstellerin und Pädagogin
- Anton Coppola (21. März 1917 – 9. März 2020), US-amerikanischer Komponist und Dirigent
- Horacio Coppola (31. Juli 1906 – 18. Juni 2012), argentinischer Fotograf
- Daniel Cordier (10. August 1920 – 20. November 2020), französischer Widerstandskämpfer, Kunsthändler und Historiker
- Irwin Corey (29. Juli 1914 – 6. Februar 2017), US-amerikanischer Komiker und Schauspieler
- Pierre Cornu (16. November 1895 – 9. November 1996), französischer Maler
- Júlia Coromines (17. Oktober 1910 – 30. März 2011), spanische Kinderärztin und Psychoanalytikerin
- Willy Corsari (26. Dezember 1897 – 11. Mai 1998), niederländische Schriftstellerin
- Norman Corwin (3. Mai 1910 – 18. Oktober 2011), US-amerikanischer Drehbuchautor und Journalist
- Teodor Cosma (7. August 1910 – 9. Oktober 2011), rumänischer Pianist und Dirigent
- Ion Costea (12. April 1912 – 2. Juni 2013), rumänischer Fußballspieler und -trainer
- Monica Cöster-Molbeck (27. März 1914 – 10. Juli 2015), schwedisch-spanische Malerin
- Elizabeth Couchman (19. April 1876 – 18. November 1982), australische Politikerin
- Jules Coupier (30. April 1919 – 26. November 2020), französischer Romanist, Okzitanist und Lexikograf
- Ernest D. Courant (26. März 1920 – 21. April 2020), US-amerikanischer Physiker
- Louis-Martin de Courten (11. November 1835 – 4. März 1937), Schweizer Oberst, Kommandant der Päpstlichen Schweizergarde
- Robert Couturier (2. Mai 1905 – 1. Oktober 2008), französischer Bildhauer
- Arnold Wilson Cowen (20. Dezember 1905 – 28. Oktober 2007), US-amerikanischer Jurist
- Fleur Fenton Cowles (20. Januar 1908 – 5. Juni 2009), US-amerikanische Autorin und Künstlerin
- Raymond Coxon (18. August 1896 – 31. Januar 1997), britischer Maler
- James Coyne (17. Juli 1910 – 12. Oktober 2012), kanadischer Ökonom
- Victoriano Crémer (18. Dezember 1907 – 27. Juni 2009), spanischer Schriftsteller und Journalist
- John Cremona (6. Januar 1918 – 24. Dezember 2020), maltesischer Jurist, Lyriker und Sachbuchautor
- Ray Crist (8. März 1900 – 23. Juli 2005), US-amerikanischer Chemiker
- Iris Critchell (21. Dezember 1920 – 24. Januar 2025), US-amerikanische Schwimmerin und Militärpilotin
- Isabel Crook (15. Dezember 1915 – 20. August 2023), kanadisch-chinesische Ethnologin
- Eric Cross (31. Mai 1902 – 1. März 2004), britischer Kameramann
- Roy Cross (23. April 1924 – 24. April 2024), britischer Marinemaler
- Joseph Medicine Crow (27. Oktober 1913 – 3. April 2016), US-amerikanischer Anthropologe und Historiker
- Héctor Croxatto Rezzio (3. Juli 1908 – 28. September 2010), chilenischer Wissenschaftler
- John Crutcher (19. Dezember 1916 – 13. März 2017), US-amerikanischer Politiker
- Susan Ahn Cuddy (16. Januar 1915 – 24. Juni 2015), koreanisch-US-amerikanische Offizierin
- Hugues Cuénod (26. Juni 1902 – 6. Dezember 2010), Schweizer Tenor
- Maxwell Cummings (19. April 1898 – 23. Mai 2001), kanadischer Bauunternehmer und Philanthrop
- George Baker Cummins (29. August 1904 – 30. März 2007), US-amerikanischer Mykologe
- Raymond Lee Cunningham (17. Januar 1905 – 30. Juli 2005), US-amerikanischer Baseballspieler
- Ève Curie (6. Dezember 1904 – 22. Oktober 2007), französische Journalistin
- Richard Current (5. Oktober 1912 – 26. Oktober 2012), US-amerikanischer Historiker
- Louise Currie (7. April 1913 – 8. September 2013), US-amerikanische Schauspielerin
- Yvonne Curtet (28. Mai 1920 – 21. Februar 2025), französische Weitspringerin
- Kathleen Maisey Curtis (15. August 1892 – 5. September 1994), neuseeländische Botanikerin und Mykologin
- Winifred Mary Curtis (15. Juni 1905 – 14. Oktober 2005), englisch-australische Botanikerin
- Dorothy Custer (30. Mai 1911 – 22. April 2015), US-amerikanische Komödiantin und Harmonikaspielerin
- Josef Czikel (7. Februar 1873 – 7. April 1973), polnischer General

### D
- Bernard Binlin Dadié (10. Januar 1916 – 9. März 2019), ivorischer Schriftsteller
- Ruth Dajan (6. März 1917 – 5. Februar 2021), israelische Modedesignerin und politische sowie soziale Aktivistin
- Robin Dalton (22. Dezember 1920 – 8. Juli 2022), australische Literaturagentin, Filmproduzentin, Autorin und Person des öffentlichen Lebens
- Sam Dana (7. August 1903 – 29. Oktober 2007), US-amerikanischer Footballspieler
- Leila Danette (23. August 1909 – 4. September 2012), US-amerikanische Schauspielerin
- Mary Daniel (20. Juli 1911 – 21. Juni 2012), argentinische Schauspielerin
- Maria Dank (21. März 1907 – 7. November 2009), deutsche Politikerin (SED)
- Signe Danning (25. August 1878 – 10. Februar 1980), norwegische Schauspielerin
- Sylvia Daoust (24. Mai 1902 – 19. Juli 2004), kanadische Bildhauerin
- Robert Darène (10. Januar 1914 – 15. Januar 2016), französischer Schauspieler, Regisseur und Drehbuchautor
- Danielle Darrieux (1. Mai 1917 – 17. Oktober 2017), französische Schauspielerin
- Roger David (16. Mai 1911 – 10. Januar 2012), französischer Biologe
- Alexandra David-Néel (24. Oktober 1868 – 8. September 1969), französische Entdeckerin und Schriftstellerin
- Hope Hale Davis (2. November 1903 – 2. Oktober 2004), US-amerikanische Feministin und Schriftstellerin
- Jim Davis (23. März 1896 – 6. Februar 2000), US-amerikanischer Motorradsportler
- Jimmie Davis (11. September 1899 – 5. November 2000), US-amerikanischer Gouverneur und Sänger
- Kathryn Wasserman Davis (25. Februar 1907 – 23. April 2013), US-amerikanische Philanthropin
- Sylvia Davis (10. April 1910 – 3. November 2010), US-amerikanische Schauspielerin
- Glen Dawson (3. Juni 1912 – 22. März 2016), US-amerikanischer Bergsteiger und Verleger
- Quirino De Ascaniis (5. August 1908 – 11. Januar 2009), italienischer römisch-katholischer Priester
- Francesco De Bartolomeis (20. Januar 1918 – 29. Juni 2023), italienischer Pädagoge
- Frans De Blaes (17. September 1909 – 27. Februar 2010), belgischer Kanute
- Peter J. De Muth (1. Januar 1892 – 3. April 1993), US-amerikanischer Politiker und Abgeordneter des Repräsentantenhauses
- Max De Vries (8. Januar 1914 – 9. Oktober 2014), belgischer kommunistischer Widerstandskämpfer
- Gloria Dea (25. August 1922 – 18. März 2023), US-amerikanische Zauberkünstlerin und Schauspielerin
- Margia Dean (7. April 1922 – 23. Juni 2023), US-amerikanische Schauspielerin und Filmproduzentin
- Geoffrey Dearmer (21. März 1893 – 18. August 1996), britischer Dichter
- Alexi Decurtins (20. November 1923 – 7. Januar 2024), Schweizer Romanist und Sprachwissenschaftler
- Rosa Del Conte (10. April 1907 – 3. August 2011), italienische Romanistin, Rumänistin und Übersetzerin
- Suzy Delair (31. Dezember 1917 – 15. März 2020), französische Schauspielerin und Sängerin
- Rosine Delamare (11. Juni 1911 – 17. März 2013), französische Kostümbildnerin
- Jean Delannoy (12. Januar 1908 – 18. Juni 2008), französischer Filmregisseur
- Bessie Delany (3. September 1891 – 25. September 1995), US-amerikanische Bürgerrechtlerin, Schriftstellerin und Schwester von Sadie Delany
- Sadie Delany (19. September 1889 – 25. Januar 1999), US-amerikanische Bürgerrechtlerin, Schriftstellerin und Schwester von Bessie Delany
- Cella Delavrancea (15. Dezember 1887 – 9. August 1991), rumänische Pianistin und Musikpädagogin
- Kate Delbarre (8. Juni 1925 – 14. Juni 2025), französische Fechterin
- Mario Delitala (16. September 1887 – 28. August 1990), italienischer Künstler und Kunsthistoriker
- Phil Della Penna (18. Februar 1924 – 3. Dezember 2024), US-amerikanischer Jazz- und Unterhaltungsmusiker (Piano, Arrangement, Orchesterleitung)
- Natalja Lwowna Delone (4. November 1923 – 23. Juli 2024), sowjetische Genetikerin und Hochschullehrerin
- Ellen Delp (9. Februar 1890 – 25. Februar 1990), deutsche Schriftstellerin und Schauspielerin
- Peter Demetz (21. Oktober 1922 – 30. April 2024), US-amerikanischer Germanist
- Zsófia Dénes (14. Januar 1885 – 23. Januar 1987), ungarische Journalistin und Schriftstellerin
- Harold A. Denmark (3. Juli 1921 – 5. November 2021), US-amerikanischer Acarologe und Entomologe
- Leila Denmark (1. Februar 1898 – 1. April 2012), US-amerikanische Medizinerin (Keuchhusten-Impfung)
- Alfred Denning (23. Januar 1899 – 5. März 1999), englischer Richter und Master of the Rolls
- A. Wallace Denny (19. Dezember 1906 – 17. Juni 2008), kanadischer Pfadfinder
- Albert Denvers (21. Februar 1905 – 31. Dezember 2006), französischer Politiker
- Dinkar Balwant Deodhar (14. Januar 1892 – 24. August 1993), indischer Cricketspieler und Sanskritist
- Anthony DePalma (12. Oktober 1904 – 6. April 2005), US-amerikanischer Mediziner
- Dorothy Dermody (26. April 1909 – 10. April 2012), irische Fechterin
- Joseph Frederick Wallet DesBarres (22. November 1721 – 27. Oktober 1824), schweizerisch-kanadischer Politiker und Kartograph
- Max Desfor (8. November 1913 – 19. Februar 2018), US-amerikanischer Fotograf
- Ardito Desio (18. April 1897 – 12. Dezember 2001), italienischer Entdecker, Bergsteiger, Geologe und Kartograph
- Konstantinos Despotopoulos (8. Februar 1913 – 7. Februar 2016), griechischer Widerstandskämpfer und Philosoph, Präsident der Akademie von Athen
- Leon Mathis Despres (2. Februar 1908 – 6. Mai 2009), US-amerikanischer Jurist und Politiker
- Maria Dessauer (3. August 1920 – 22. Januar 2021), deutsche Schriftstellerin, Herausgeberin, Lektorin, Kinderbuchautorin und Übersetzerin
- Georges-Casimir Dessaulles (27. September 1827 – 19. April 1930), kanadischer Senator und Geschäftsmann
- Walter Deutsch (29. April 1923 – 13. Januar 2025), österreichischer Musikwissenschaftler
- Sukh Dev (17. Juni 1923 – 16. Oktober 2024), indischer Chemiker
- Marcelle Devaud (7. Januar 1908 – 4. September 2008), französische Politikerin
- Indra Devi (12. Mai 1899 – 25. April 2002), russisch-amerikanische Yogalehrerin
- Charles S. Dewey (10. November 1880 – 27. Dezember 1980), US-amerikanischer Politiker
- Frances Dewey Wormser (23. Juni 1903 – 28. Januar 2008), US-amerikanische Schauspielerin
- Vittorio Di Pace (13. Juni 1907 – 21. Mai 2013), italienischer Architekt
- Dora Dick (5. Februar 1911 – 23. Januar 2012), deutsch-jüdische Widerstandskämpferin gegen den Nationalsozialismus
- Gerhard Dickel (28. Oktober 1913 – 3. November 2017), deutscher Chemiker
- Tom Dickinson (20. Juli 1897 – 29. Oktober 1999), US-amerikanischer Footballspieler
- Harro Dicks (3. Oktober 1911 – 24. Januar 2013), deutscher Opernregisseur
- Dorothy Dickson (25. Juli 1893 – 25. September 1995), englische Schauspielerin
- Karl Diehl (4. Mai 1907 – 19. Januar 2008), deutscher Unternehmer (Diehl Stiftung)
- Theodor O. Diener (28. Februar 1921 – 28. März 2023), schweizerisch-US-amerikanischer Pflanzenpathologe
- Albert Dietrich (2. November 1912 – 25. Dezember 2015), deutscher Arabist
- Hilde Dietze (9. Januar 1923 – 25. März 2023), deutsche Turnerin
- Jacqueline Diffring (7. Februar 1920 – 28. September 2020), deutsch-britische Bildhauerin
- Julia Dingwort-Nusseck (6. Oktober 1921 – 7. Juni 2025), deutsche Wirtschaftsjournalistin, erste Präsidentin der Landeszentralbank Niedersachsen
- Gérard Dionne (19. Juni 1919 – 13. Mai 2020), kanadischer römisch-katholischer Bischof
- Aaron Director (21. September 1901 – 11. September 2004), russisch-amerikanischer Wirtschaftswissenschaftler der Chicagoer Schule
- Fritz Discher (8. September 1880 – 23. Februar 1983), deutscher Maler
- Anna Disselnkötter (28. Januar 1904 – 23. November 2006), deutsche Fürsorgerin und Gerechte unter den Völkern
- Gisela Distler-Brendel (11. Januar 1919 – 11. Januar 2022), deutsche Musikerin, Musikpädagogin und Hochschullehrerin
- John Ditlev-Simonsen (18. Oktober 1898 – 10. Januar 2001), norwegischer Segler
- Neagu Djuvara (18. August 1916 – 25. Januar 2018), rumänischer Historiker
- Đỗ Mười (2. Februar 1917 – 1. Oktober 2018), vietnamesischer Politiker und Generalsekretär der Kommunistischen Partei Vietnams
- Dobri Dobrew (20. Juli 1914 – 13. Februar 2018), bulgarischer Bettler
- Antoni Dobrowolski (8. Oktober 1904 – 21. Oktober 2012), polnischer Widerstandskämpfer und Holocaustüberlebender
- Wilhelm Dodenhoff (10. Januar 1920 – 3. Juli 2022), deutscher Jurist
- Ralph Edward Dodge (25. Januar 1907 – 8. August 2008), US-amerikanischer Bischof der evangelisch-methodistischen Kirche
- Hans Dolezalek (14. Mai 1912 – 19. Oktober 2015), deutscher Physiker
- Jewdokija Dolja (1. März 1885 – 15. November 1988), ukrainische Schauspielerin und Mezzosopranistin
- Nikolai Antonowitsch Dolleschal (27. Oktober 1899 – 20. November 2000), sowjetischer Nuklearingenieur
- Kurt Domke (22. Juni 1914 – 20. März 2018), deutscher Turner
- Sergio Donadoni (13. Oktober 1914 – 31. Oktober 2015), italienischer Ägyptologe
- Haddon Donald (20. März 1917 – 23. April 2018), neuseeländischer Politiker
- Hans von Donat (6. Juli 1891 – 12. Juni 1992), deutscher Generalleutnant
- Lloyd H. Donnell (20. Mai 1895 – 7. November 1997), US-amerikanischer Ingenieurwissenschaftler
- Horace James Donnelly (24. Oktober 1879 – 24. März 1981), US-amerikanischer Anwalt
- Jelena Alexandrowna Donskaja (28. Oktober 1915 – 29. März 2016), sowjetische Sportschützin
- Fred J. Doocy (5. Mai 1913 – 7. Dezember 2017), US-amerikanischer Politiker
- Alfred Doppler (12. Juni 1921 – 9. Juni 2025), österreichischer Literaturwissenschaftler
- Gillo Dorfles (12. April 1910 – 2. März 2018), italienischer Kunstkritiker, Maler und Philosoph
- Renée Doria (13. Februar 1921 – 6. März 2021), französische Opernsängerin
- Kazi Lhendup Dorji Khangsarpa (11. Oktober 1904 – 28. Juli 2007), indischer Politiker, Chief Minister von Sikkim
- Rudolf Dörrier (18. September 1899 – 7. Dezember 2002), deutscher Bibliothekar und Chronist
- Friedrich Dörries (10. Juli 1852 – 21. Februar 1953), deutscher Forschungsreisender und Tierpfleger
- Herb Douglas (9. März 1922 – 22. April 2023), US-amerikanischer Weitspringer
- Kirk Douglas (9. Dezember 1916 – 5. Februar 2020), US-amerikanischer Schauspieler
- Roy Douglas (12. Dezember 1907 – 23. März 2015), britischer Komponist
- William Gould Dow (30. September 1895 – 17. Oktober 1999), US-amerikanischer Erfinder und Physiker
- Marion Downs (26. Januar 1914 – 13. November 2014), US-amerikanische Audiologin
- Willem Drees (5. Juli 1886 – 14. Mai 1988), niederländischer Politiker und Ministerpräsident
- Rachel Dror (19. Januar 1921 – 14. Dezember 2024), deutsche Lehrerin und Zeitzeugin
- Liselotte Dross (3. Oktober 1887 – 15. Februar 1996), deutsche Malerin und Illustratorin
- Lise Drougge (1. Dezember 1919 – 12. August 2022), schwedische Schriftstellerin und Künstlerin
- Andreana Družina (26. Januar 1920 – 7. März 2021), jugoslawische Widerstandskämpferin während des Zweiten Weltkriegs
- Mohammad Ali Dschamalzade (13. Januar 1892 – 8. November 1997), iranischer Schriftsteller
- Ernst Dubach (20. Januar 1881 – 14. Januar 1982), Schweizer Radrennfahrer
- Cornelis Dubbink (12. Januar 1914 – 8. Juli 2014), niederländischer Jurist
- Sophia Dubnow-Erlich (9. März 1885 – 4. Mai 1986), russisch-amerikanische Schriftstellerin
- Paulette Dubost (8. Oktober 1910 – 21. September 2011), französische Schauspielerin
- Claire Du Brey (31. August 1892 – 1. August 1993), US-amerikanische Schauspielerin
- Jacques Duchesne-Guillemin (21. April 1910 – 8. Februar 2012), belgischer Iranist
- Muriel Duckworth (31. Oktober 1908 – 22. August 2009), kanadische Pazifistin und Feministin
- Jacques Duclaux (14. Mai 1877 – 13. Juli 1978), französischer Biologe
- Henri Dufaux (18. September 1879 – 25. Dezember 1980), Schweizer Flieger und Flugzeugbauer
- Al Duffy (20. September 1906 – 22. Dezember 2006), US-amerikanischer Jazzgeiger
- Charles Duguid (6. April 1884 – 5. Dezember 1986), britischer Arzt, Kämpfer für die Rechte der Aborigines und Mitbegründer der Ernabella-Mission
- Eleanor Lansing Dulles (1. Juni 1895 – 30. Oktober 1996), US-amerikanische Diplomatin und Volkswirtschaftlerin
- Roland Dumas (23. August 1922 – 3. Juli 2024), französischer Politiker und Außenminister von Frankreich
- Andrée Dumon (5. September 1922 – 30. Januar 2025), belgische Resistance-Kämpferin
- David Douglas Duncan (23. Januar 1916 – 7. Juni 2018), US-amerikanischer Fotojournalist
- Helena Dunicz (28. Juli 1915 – 12. Juni 2018), polnische Musikerin, Autorin, Übersetzerin und Holocaustüberlebende
- Milt Dunnell (24. Dezember 1905 – 3. Januar 2008), kanadischer Sportjournalist
- Margaret Isabel Dunning (26. Juni 1910 – 17. Mai 2015), US-amerikanische Philanthropin
- Karl Dunz (2. Februar 1917 – 7. November 2020), deutscher Heimatforscher
- Georges-Hilaire Dupont (16. November 1919 – 29. Januar 2020), französischer römisch-katholischer Bischof
- Armand Dupuis (16. August 1891 – 30. Oktober 1993), französischer Politiker
- Alicia Dussán (16. Oktober 1920 – 17. Mai 2023), kolumbianische Anthropologin
- Olha Dutschyminska (8. Juni 1883 – 24. September 1988), ukrainische Schriftstellerin, Literaturkritikerin, Übersetzerin, Journalistin und Organisatorin der galizischen Frauenbewegung
- Robert James Dvorak (3. Oktober 1919 – 22. Juli 2020), US-amerikanischer Komponist, Musikpädagoge und Hornist
- Oscar Dystel (31. Oktober 1912 – 28. Mai 2014), US-amerikanischer Verleger
- Lech Działoszyński (21. Dezember 1912 – 3. März 2014), polnischer Biochemiker

### E
- Samuel Broadus Earle (11. März 1878 – 10. Mai 1978), US-amerikanischer Maschinenbauingenieur
- Doris Eaton Travis (14. März 1904 – 11. Mai 2010), US-amerikanische Schauspielerin
- Richard Eberhart (5. April 1904 – 9. Juni 2005), US-amerikanischer Schriftsteller
- Lily Ebert (29. Dezember 1923 – 9. Oktober 2024), ungarisch-britische Holocaustüberlebende
- Luis Echeverría Álvarez (17. Januar 1922 – 8. Juli 2022), mexikanischer Politiker
- Fanny Edelman (27. Februar 1911 – 1. November 2011), argentinische Politikerin
- Ilse Edelmann (17. Mai 1905 – 4. Juni 2009), deutsche sozialdemokratische Politikerin
- Clarissa Eden (28. Juni 1920 – 15. November 2021), britische Adlige und Autorin
- Hermann Edtbauer (29. Mai 1911 – 15. Dezember 2012), österreichischer Pädagoge, Chorleiter und Mundartautor
- Don Edwards (6. Januar 1915 – 1. Oktober 2015), US-amerikanischer Politiker und Abgeordneter des Repräsentantenhauses
- Hein Eersel (9. Juni 1922 – 11. Juni 2022), surinamischer Sprach- und Kulturforscher
- Nikolaus Egender (19. August 1923 – 31. Mai 2025), belgischer römisch-katholischer Ordensgeistlicher, Abt der Dormitio-Abtei in Jerusalem
- Marta Eggerth (17. April 1912 – 26. Dezember 2013), ungarisch-amerikanische Operettensängerin und Schauspielerin
- Alfred Ehrentreich (18. Juni 1896 – 11. April 1998), deutscher Reformpädagoge
- Sidney Myer Ehrman (23. August 1873 – 26. April 1975), US-amerikanischer Anwalt
- Willy Eichberger (14. Juni 1902 – 4. Dezember 2004), österreichisch-amerikanischer Schauspieler
- Annette Eick (13. September 1909 – 25. Februar 2010), deutsche Schriftstellerin und Journalistin
- Franz Eilmansberger (12. Dezember 1921 – 21. Januar 2022), österreichischer Ingenieur
- Judah David Eisenstein (21. November 1855 – 17. Mai 1956), russisch-amerikanischer Schriftsteller
- Jan Ekier (29. August 1913 – 15. August 2014), polnischer Komponist und Pianist
- Aleksander Elango (21. Februar 1902 – 17. März 2004), estnischer Pädagoge
- Ela Elborg (8. Januar 1899 – 3. Mai 2004), deutsche Drehbuchautorin, Dialogregisseurin und Schauspieleragentin
- Dan Eley (1. Oktober 1914 – 3. September 2015), britischer Chemiker
- Joel Elkes (12. November 1913 – 30. Oktober 2015), US-amerikanischer Psychopharmakologe
- Jules Ellenberger (16. Januar 1871 – 20. August 1973), südafrikanischer Resident Commissioner von Betschuanaland
- Mary Ellis (15. Juni 1897 – 30. Januar 2003), US-amerikanisch-englische Sängerin und Schauspielerin
- Mary Ellis (2. Februar 1917 – 24. Juli 2018), englische Pilotin
- Manuel Conrad Elmer (5. Dezember 1886 – 1. April 1988), US-amerikanischer Soziologe und Hochschullehrer
- Nils Elowsson (23. Oktober 1890 – 27. Oktober 1999), schwedischer Journalist und Politiker
- Aina Elvius (26. Juni 1917 – 23. Mai 2019), schwedische Astronomin
- William J. Ely (29. Dezember 1911 – 20. September 2017), US-amerikanischer Generalleutnant
- Joseph Schalom Elyashiv (10. April 1910 – 18. Juli 2012), israelischer Rabbi und jüdischer Rechtsgelehrter
- Murray B. Emeneau (28. Februar 1904 – 29. August 2005), kanadisch-amerikanischer Sprachwissenschaftler (nichtliterarische dravidische Sprachen)
- Peter Endrich (6. März 1886 – 29. Juni 1986), deutscher Historiker
- William A. Enemark (23. August 1913 – 17. April 2016), US-amerikanischer Generalmajor
- Fritz Engel (4. November 1904 – 30. November 2004), österreichischer klassischer Gitarrist und Kopf der „Engelfamilie aus Tirol“
- Ernst Engelberg (5. April 1909 – 18. Dezember 2010), deutscher Historiker
- Muriel Engelman (12. Januar 1921 – 30. Juni 2022), US-amerikanische Krankenschwester und Militärveteranin
- Leopold Engleitner (23. Juli 1905 – 21. April 2013), österreichischer NS-Verfolgter
- Ephraim Engleman (24. März 1911 – 2. September 2015), US-amerikanischer Rheumatologe
- Fanita English (22. Oktober 1916 – 20. Januar 2022), US-amerikanische Psychoanalytikerin
- Abram B. Enns (23. April 1887 – 25. Februar 1993), schwarzmeerdeutscher Schriftsteller, Kunstkritiker und Pädagoge
- Charles Reginald Enock (23. November 1868 – 7. April 1970), britischer Ingenieur, Lateinamerikaforscher und Autor
- Georg Eppen (13. März 1874 – 4. April 1974), deutscher Papierfabrikant
- Hildegard Eppler (25. April 1898 – 10. Mai 1998), deutsche Lehrerin und Kommunalpolitikerin
- Anthony Epstein (18. Mai 1921 – 6. Februar 2024), britischer Virologe
- Jean Erdman (20. Februar 1916 – 4. Mai 2020), US-amerikanische Tänzerin und Choreografin
- Rica Erickson (10. August 1908 – 8. September 2009), australische Biologin
- Edel Hætta Eriksen (17. Oktober 1921 – 13. August 2023), norwegisch-samische Pädagogin und Kulturpolitikerin
- Hans Erni (21. Februar 1909 – 21. März 2015), Schweizer Maler, Grafiker und Bildhauer
- Hubertus Ernst (8. April 1917 – 19. Mai 2017), niederländischer römisch-katholischer Bischof
- Juliette Ernst (12. Januar 1900 – 28. März 2001), französische klassische Philologin
- Tamar Eshel (24. Juli 1920 – 24. Juli 2022), israelische Diplomatin und Politikerin
- Erika Estis (14. November 1922 – 14. Januar 2023), deutsche Holocaustüberlebende
- Kurt Eulenburg (22. Februar 1879 – 10. April 1982), deutscher Musikverleger
- Christopher Evans (7. November 1909 – 30. Juli 2012), britischer anglikanischer Theologe
- Griffith H. Evans (7. August 1835 – 7. Dezember 1935), britischer Bakteriologe
- Jeannette Eyerly (7. Juni 1908 – 18. August 2008), US-amerikanische Kolumnistin und Romanautorin
- Ralph Lee Eyman (5. August 1885 – 28. April 1986), US-amerikanischer Erziehungswissenschaftler

### F
- Fritz Faber (13. August 1915 – 31. Juli 2017), deutscher Unternehmer und Stiftungsgründer
- Horst Faber (11. September 1921 – 4. Dezember 2022), deutscher Eiskunstläufer
- Erwin Fabian (5. November 1915 – 19. Januar 2020), australischer Bildhauer deutscher Herkunft
- Ferdinand Fabra (8. Oktober 1906 – 22. Dezember 2007), deutscher Fußballtrainer
- Henri Fabre (29. Juni 1882 – 1. Juli 1984), französischer Luftfahrtpionier (erster Flug mit einem Wasserflugzeug)
- Emile Fabry (30. Dezember 1865 – 27. Februar 1966), belgischer Maler
- Helmut Fahrion (16. August 1912 – 6. April 2013), deutscher Geologe und Paläontologe
- Gordon S. Fahrni (13. April 1887 – 3. November 1995), kanadischer Mediziner
- Carl Falck (27. Mai 1907 – 23. Juli 2016), norwegischer Manager
- Ida Falkenberg-Liefrinck (22. Juli 1901 – 20. Januar 2006), niederländische Innenarchitekten und Designerin
- Eduard Alexandrowitsch von Falz-Fein (14. September 1912 – 17. November 2018), liechtensteinischer Adliger, Unternehmer, Journalist und Sportfunktionär
- Fan Xuji (5. Januar 1914 – 21. November 2015), chinesischer Ingenieur und Präsident der Universität Shanghai
- Rosalie Fänger (4. September 1900 – 19. Dezember 2000), deutsche KPD-Politikerin und Landtagsabgeordnete Nordrhein-Westfalens
- Otto Färber (22. Februar 1892 – 15. März 1993), deutscher Journalist, Schriftsteller und Verleger
- Klara Farkas (2. Dezember 1910 – 21. Oktober 2014), US-amerikanische Fotografin ungarischer Abstammung
- Hubert Faure (28. Mai 1914 – 17. April 2021), französischer Kämpfer der Resistance
- Edgar Fay (8. Oktober 1908 – 14. November 2009), britischer Autor, Richter und Gutachter
- Hellmut Federhofer (6. August 1911 – 1. Mai 2014), österreichischer Musikwissenschaftler
- Klaus Federn (21. Dezember 1910 – 26. Juni 2014), deutscher Maschinenbauingenieur
- Magda Fedor (14. Januar 1914 – 8. Dezember 2017), ungarische Sportschützin
- Joseph Maximos Fahmé (4. April 1924 – 27. März 2025), syrisch-französischer Kantor und Priester der melkitischen griechisch-katholischen Kirche
- Gertrude Fehr (5. März 1895 – 16. August 1996), deutsche Fotografin
- Moisey Feigin (23. Oktober 1904 – 26. April 2008), russischer Künstler
- Irving Fein (21. Juni 1911 – 10. August 2012), US-amerikanischer Film- und Fernsehproduzent
- Sylvia Fein (20. November 1919 – 1. April 2024), US-amerikanische surrealistische Malerin und Sachbuchautorin
- Marko Feingold (28. Mai 1913 – 19. September 2019), österreichischer jüdischer Aktivist und Präsident der Israelitischen Kultusgemeinde Salzburg
- Theodore Lux Feininger (11. Juni 1910 – 7. Juli 2011), deutsch-amerikanischer Maler und Fotograf
- Josef Felder (24. August 1900 – 28. Oktober 2000), deutscher SPD-Politiker
- Pauline Feldmann (19. Juli 1884 – 28. April 1986), österreichische Gynäkologin, Vertreterin der Organisation der Ärztinnen Österreichs und NS-Verfolgte
- Walter Felicetti-Liebenfels (17. Februar 1899 – 17. Dezember 2000), österreichischer Kunsthistoriker
- Edward Fenlon (7. Oktober 1903 – 19. September 2010), US-amerikanischer Politiker
- Lionel Ferbos (17. Juli 1911 – 19. Juli 2014), US-amerikanischer Trompeter des New Orleans Jazz
- Benjamin Ferencz (11. März 1920 – 7. April 2023), US-amerikanischer Jurist
- Donald N. Ferguson (30. Juni 1882 – 11. Mai 1985), US-amerikanischer Musikwissenschaftler
- Lawrence Ferlinghetti (24. März 1919 – 22. Februar 2021), US-amerikanischer Schriftsteller und Dichter der Beat-Generation
- Braulio Fernández Aguirre (21. November 1912 – 3. Dezember 2013), mexikanischer Politiker
- Gerardo Fernández Albor (7. September 1917 – 12. Juli 2018), spanischer Politiker und Präsident von Galizien
- Anne-Marie Ferrières (7. Februar 1888 – 30. August 1992), belgische Komikerin und Comiczeichnerin (richtiger Name: Jeanne Hovine)
- Henri Ferru (13. Mai 1905 – 4. Mai 2006), französischer Politiker
- Antonio Ferrua (31. März 1901 – 25. Mai 2003), italienischer Archäologe
- François Fertiault (25. Juni 1814 – 5. Oktober 1915), französischer Schriftsteller
- Ernst Fettner (29. Mai 1921 – 15. Dezember 2021), österreichischer Journalist und Opfer des Nationalsozialismus
- Gwen Ffrangcon Davies (25. Januar 1891 – 27. Januar 1992), britische Schauspielerin
- Julien Ficher (7. August 1888 – 2. November 1989), belgischer Maler
- Karl Fiebinger (20. Januar 1913 – 27. November 2014), österreichischer Ingenieur
- Franz Josef Fieger (8. April 1921 – 29. September 2022), deutscher Kaufmann
- Irving Fields (4. August 1915 – 20. August 2016), US-amerikanischer Pianist und Songwriter
- Nathaniel Fiennes, 21. Baron Saye and Sele (22. September 1920 – 20. Januar 2024), britischer Peer, Politiker und Geschäftsmann
- Adele Filene (14. Juni 1909 – 8. August 2010), deutsche Modedesignerin
- Edward Filgate (16. September 1915 – 19. Januar 2017), irischer Politiker und Abgeordneter der Fianna Fáil
- Gjorgji Filipovski (6. Mai 1919 – 21. Dezember 2019), jugoslawischer bzw. nordmazedonischer Bodenkundler
- Juan Filloy (1. August 1894 – 15. Juli 2000), argentinischer Schriftsteller
- Gerhard Finke (31. März 1917 – 31. Dezember 2020), deutscher Maler, Grafiker und Bildhauer
- John William Finn (23. Juli 1909 – 27. Mai 2010), US-amerikanischer Marineoffizier und Kriegsheld
- Robert Finn (8. August 1922 – 16. August 2022), US-amerikanischer Mathematiker
- D. J. Finney (3. Januar 1917 – 12. November 2018), britischer Statistiker
- Raymond Firth (25. März 1901 – 22. Februar 2002), neuseeländischer Anthropologe (Ozeanien)
- Alois Fischer (21. Oktober 1902 – 19. August 2003), deutscher Pädagoge, Philosoph und römisch-katholischer Theologe
- Edmond Henri Fischer (6. April 1920 – 27. August 2021), schweizerisch-amerikanischer Biochemiker und Nobelpreisträger
- Gunnar Fischer (18. November 1910 – 11. Juni 2011), schwedischer Kameramann
- Hanno Fischer (15. November 1924 – 25. November 2024), deutscher Flugzeugkonstrukteur
- Irene Kaminka Fischer (27. Juli 1907 – 22. Oktober 2009), österreichisch-US-amerikanische Mathematikerin und Geodätin
- Margarete Fischer (31. August 1900 – 27. Dezember 2004), deutsche Schriftstellerin
- Paul Fischer (14. Februar 1898 – 14. September 2003), französischer Zoologe
- Heinrich Fischler Graf von Treuberg (9. Mai 1919 – 11. Februar 2023), deutscher Brigadegeneral
- Hamilton Fish III (7. Dezember 1888 – 18. Januar 1991), US-amerikanischer Kongressabgeordneter (Republikaner)
- Bernard Fisher (23. August 1918 – 16. Oktober 2019), US-amerikanischer Mediziner und Pionier in der Erforschung und Behandlung des Brustkrebses
- Emily Fisher Landau (23. August 1920 – 27. März 2023), US-amerikanische Kunstsammlerin
- Mabel Purefoy FitzGerald (3. August 1872 – 24. August 1973), britische Physiologin und klinische Pathologin
- Joaquim Fiúza (8. Februar 1908 – 4. März 2010), portugiesischer Segler
- Emil Flatz (9. April 1889 – 21. Mai 1989), österreichischer Maschinenbauingenieur und Industriemanager
- Billie Fleming (13. April 1914 – 12. Mai 2014), britische Radsportlerin
- Wilhelm Flitner (20. August 1889 – 21. Januar 1990), deutscher Pädagoge
- Ángeles Flórez Peón (17. November 1918 – 23. Mai 2024), spanische Krankenschwester, Politikerin, Schriftstellerin und Frauenrechtlerin
- Peter Florjančič (5. März 1919 – 13. November 2020), jugoslawischer bzw. slowenischer Erfinder
- Wera Nikolajewna Florowskaja (22. Februar 1912 – 22. Januar 2018), sowjetische bzw. russische Geologin, Geochemikerin und Hochschullehrerin
- Hans Hinrich Flöter (3. August 1910 – 3. Juli 2011), deutscher reformierter Theologe und Pädagoge
- Werner Flume (12. September 1908 – 28. Januar 2009), deutscher Rechtswissenschaftler
- James N. Folks (19. Oktober 1897 – 20. Januar 2001), US-amerikanischer Politiker
- Odette Roy Fombrun (13. Juni 1917 – 23. Dezember 2022), haitianische Schriftstellerin
- Elna Fonnesbech-Sandberg (22. März 1892 – 6. März 1994), dänische Kunstsammlerin und Malerin
- Maurice Fontaine (28. Oktober 1904 – 14. Juli 2009), französischer Biologe
- Micol Fontana (8. November 1913 – 12. Juni 2015), italienische Modeschöpferin
- Eduard Fontserè i Riba (1. März 1870 – 18. September 1970), spanischer Meteorologe
- Robert Humphrey Forbes (15. Mai 1867 – 26. April 1968), US-amerikanischer Agrarwissenschaftler
- Thelma Forbes (26. September 1910 – 5. Januar 2012), kanadische Politikerin
- Loretta C. Ford (28. Dezember 1920 – 22. Januar 2025), US-amerikanische Krankenschwester
- Traute Foresti (15. März 1915 – 3. April 2015), österreichische Schauspielerin, Lyrikerin und Nachdichterin
- Gregor Formanek (18. September 1924 – 2. April 2025), deutscher KZ-Wachmann
- Irmgard Först (11. Januar 1915 – 6. Januar 2019), österreichische Schauspielerin
- Yves Fortier (17. August 1914 – 19. August 2014), kanadischer Geologe
- John S. Foster junior (18. September 1922 – 25. April 2025), kanadisch-US-amerikanischer Physiker
- Ronald Martin Foster (3. Oktober 1896 – 2. Februar 1998), US-amerikanischer Ingenieur
- Yann Fouéré (26. Juli 1910 – 21. Oktober 2011), französischer nationalistischer Politiker
- Pierre Fourcaud (27. März 1898 – 2. Mai 1998), französischer Militär
- Jean Fourquet (23. Juni 1899 – 18. September 2001), französischer Germanist
- Fred Fox (14. Juli 1914 – 21. Mai 2019), US-amerikanischer Musiker
- Vincent Foy (14. August 1915 – 13. März 2017), kanadischer römisch-katholischer Kleriker und Theologe
- Renée Frachon (11. Juli 1881 – 24. Juli 1983), französische Dichterin und Mäzenin
- Rina Franchetti (23. Dezember 1907 – 18. August 2010), italienische Schauspielerin
- Arden N. Frandsen (4. Februar 1902 – 13. Februar 2002), US-amerikanischer Psychologe
- Marcel Frange (3. November 1910 – 1. Oktober 2016), französischer Unternehmer und Mitbegründer von Polydor
- Arnold Frank (6. März 1859 – 20. März 1965), britischer evangelischer Theologe ungarischer Herkunft in der Judenmission
- Eugene Maxwell Frank (11. Dezember 1907 – 13. Oktober 2009), US-amerikanischer Bischof der methodistischen Kirche
- Hannah Frank (23. August 1908 – 18. Dezember 2008), schottische Bildhauerin
- Margarete Franke (27. Januar 1909 – 24. Juni 2011), deutsche Innenarchitektin und Künstlerin
- Paul Franke (21. Oktober 1881 – 25. Juli 1984), deutscher Verleger
- Wolfgang Fränkel (4. Januar 1905 – 29. November 2010), deutscher Jurist und Generalbundesanwalt
- Walter Frankenstein (30. Juni 1924 – 21. April 2025), deutschstämmiger schwedischer Ingenieur, Holocaustüberlebender und Zeitzeuge
- William Frankland (19. März 1912 – 2. April 2020), britischer Immunologe
- Lidija Franklin (17. Mai 1917 – 5. Dezember 2019), russische Tänzerin, Tanzpädagogin und Choreografin
- Philomena Franz (21. Juli 1922 – 28. Dezember 2022), deutsche Sintizza, Autorin, Auschwitz-Überlebende, Zeitzeugin
- John Franzese (6. Februar 1917 – 24. Februar 2020), italoamerikanischer Mafioso
- Renzo Franzo (16. Dezember 1914 – 3. März 2018), italienischer Politiker
- Frankie Muse Freeman (24. November 1916 – 12. Januar 2018), US-amerikanische Bürgerrechtlerin
- Jim Freeman (23. Januar 1914 – 11. August 2015), US-amerikanischer Footballspieler und -trainer
- Ulrich Freimuth (16. Oktober 1914 – 11. November 2014), deutscher Lebensmittelchemiker
- Harold French (23. April 1897 – 10. Oktober 1997), britischer Regisseur und Schauspieler
- Mariana Frenk-Westheim (4. Juni 1898 – 24. Juni 2004), spanisch-mexikanische Schriftstellerin und Übersetzerin
- Jacque Fresco (13. März 1916 – 18. Mai 2017), US-amerikanischer Autor, Erfinder und Industriedesigner
- Marie-Mathilde Freuler-Bühler (28. November 1911 – 4. August 2016), Schweizer Redaktorin und Feministin
- Gisela Freund (30. November 1920 – 9. März 2023), deutsche urgeschichtliche Archäologin
- Max Freund (27. Februar 1879 – 16. Juni 1980), US-amerikanischer Germanist und Hochschullehrer deutscher Herkunft
- Karl Frey (3. September 1886 – 4. August 1987), deutscher Lehrer, Geschäftsmann, Senator der Südafrikanischen Union
- Gerhard Fricke (25. Oktober 1921 – 29. Januar 2024), deutscher Experimentalphysiker und Hochschullehrer
- Margot Friedländer (5. November 1921 – 9. Mai 2025), deutsche Holocaustüberlebende und Zeitzeugin
- Sophie Friedländer (17. Januar 1905 – 20. Februar 2006), deutsch-britische Pädagogin
- Margarete Fries (14. Juni 1911 – 18. Januar 2012), österreichische Schauspielerin
- Bruno Frietsch (2. Dezember 1896 – 9. Dezember 1996), finnischer Sportschütze
- Jean Fritz (16. November 1915 – 14. Mai 2017), US-amerikanische Kinderbuchautorin
- Curt Froboese (3. Mai 1891 – 16. Juli 1994), deutscher Pathologe und Hochschullehrer
- Franz Fromme (17. Mai 1910 – 24. Januar 2012), deutscher Autor von Werken in plattdeutscher Sprache
- Günter Fronius (11. November 1907 – 21. Juli 2015), rumänisch-österreichischer Unternehmer
- Dorothy Frooks (12. Februar 1896 – 13. April 1997), US-amerikanische Schriftstellerin und Schauspielerin
- Katherine Fryer (26. August 1910 – 11. Januar 2017), britische Holzstich-Künstlerin
- Fu Hao (13. April 1916 – 17. Juni 2016), chinesischer Politiker und Diplomat
- Marianne Fuchs (4. November 1908 – 11. März 2010), deutsche Begründerin der Körperpsychotherapie (Funktionelle Entspannung)
- Gregorio Fuentes (11. Juli 1897 – 13. Januar 2002), kubanischer Kapitän, wohl Vorbild für den Fischer in Der alte Mann und das Meer
- Yoshio Fujita (28. September 1908 – 9. Januar 2013), japanischer Astronom
- Marian Fuks (28. September 1914 – 23. Oktober 2022), polnischer Historiker
- Ida May Fuller (6. September 1874 – 27. Januar 1975), erste Person in den USA, die Leistungen aus der 1935 gegründeten Rentenversicherung (Social Security) erhielt
- Reginald C. Fuller (12. September 1908 – 21. April 2011), englischer Priester und römisch-katholischer Theologe
- Yuan-Cheng Fung (15. September 1919 – 15. Dezember 2019), US-amerikanischer Ingenieur
- Hilde Fürstenberg (1. Februar 1902 – 30. Januar 2005), deutsche Schriftstellerin und Verlegerin
- Evelyn Furtsch (17. April 1914 – 5. März 2015), US-amerikanische 100-m-Läuferin
- Elisabeth Furtwängler (20. Dezember 1910 – 5. März 2013), deutsche Schriftstellerin, Ehefrau des Dirigenten Wilhelm Furtwängler

### G
- Lisl Gaal (17. Januar 1924 – 7. Oktober 2024), österreichisch-amerikanische Mathematikerin und Hochschullehrerin
- Frances Gabe (23. Juni 1915 – 26. Dezember 2016), US-amerikanische Erfinderin und Künstlerin
- Imrich Gablech (4. November 1915 – 16. Dezember 2016), tschechoslowakischer Brigadegeneral
- Gabre Gabric (17. Oktober 1914 – 16. Dezember 2015), italienische Leichtathletin
- Hans-Georg Gadamer (11. Februar 1900 – 13. März 2002), deutscher Philosoph
- Henry Jacques Gaisman (5. Dezember 1869 – 6. August 1974), US-amerikanischer Erfinder
- Irineos Galanakis (10. November 1911 – 30. April 2013), griechischer Bischof der griechisch-orthodoxen Kirche, Metropolit von Deutschland
- Alexandra Prinzessin Galitzyn (7. Mai 1905 – 5. Dezember 2006), russische Prinzessin
- Anthony Galla-Rini (18. Januar 1904 – 30. Juli 2006), italienisch-amerikanischer Akkordeonist
- Fridolin Gallati (17. März 1885 – 19. August 1987), Schweizer Unternehmer
- Eilene Galloway (4. Mai 1906 – 2. Mai 2009), US-amerikanische Politikwissenschaftlerin und Autorin
- Maud Galtier (21. April 1913 – 7. April 2014), französische Tennisspielerin
- Corrado Galzio (3. November 1919 – 19. April 2020), italienischer Pianist und Musikpädagoge
- Tatjana Gamerith (4. Januar 1919 – 3. Mai 2021), deutsch-österreichische Umweltaktivistin, Malerin und Grafikerin
- Reg Gammon (9. Januar 1894 – 22. April 1997), britischer Maler
- Maurice de Gandillac (14. Februar 1906 – 20. April 2006), französischer Philosoph
- Mohammad Hassan Ganji (11. Juni 1912 – 19. Juli 2012), iranischer Meteorologe
- Augusto Gansser (28. Oktober 1910 – 9. Januar 2012), Schweizer Geologe
- Victor Garaygordóbil Berrizbeitia (17. Oktober 1915 – 24. April 2018), spanischer römisch-katholischer Prälat
- José de Jesús García Ayala (30. Mai 1910 – 15. Januar 2014), mexikanischer römisch-katholischer Bischof
- Manuel García junior (17. März 1805 – 1. Juli 1906), spanischer Opernsänger (Bariton), Gesangslehrer und Musikpädagoge
- Margaret Gardiner (22. April 1904 – 2. Januar 2005), britische Kunstmäzenin
- Arthur Gardner (7. Juni 1910 – 19. Dezember 2014), US-amerikanischer Filmproduzent und Schauspieler
- Marie de Garis (15. Juni 1910 – 10. August 2010), Lexikografin aus Guernsey
- Gabriella Garland (15. November 1912 – 23. November 2016), schwedische Journalistin
- Milton Garland (23. August 1895 – 27. Juli 2000), US-amerikanischer Erfinder von Kühlsystemen („Mr. Refrigeration“)
- Tilly de Garmo (3. April 1888 – 21. März 1990), deutsche Opernsängerin im Stimmfach Sopran und Gesangslehrerin
- Adolf Hartmut Gärtner (3. Juni 1916 – 9. Februar 2017), deutscher Musiklehrer und Chorleiter
- Elizabeth Hawley Gasque (26. Februar 1886 – 2. November 1989), US-amerikanische Politikerin
- A. G. Gaston (4. Juli 1892 – 19. Januar 1996), US-amerikanischer Geschäftsmann
- Philippe de Gaulle (28. Dezember 1921 – 13. März 2024), französischer Admiral und Politiker
- Guy-Pierre Gautier (8. September 1924 – 30. Dezember 2024), französischer Résistance-Kämpfer und Dachau-Überlebender
- Margot Gayle (14. Mai 1908 – 28. September 2008), US-amerikanische Denkmalpflegerin und Autorin
- Edward K. Gaylord (5. März 1873 – 30. Mai 1974), US-amerikanischer Unternehmer und Verleger
- Theodore Geballe (20. Januar 1920 – 23. Oktober 2021), US-amerikanischer Physiker
- Ruth Geede (13. Februar 1916 – 17. April 2018), deutsche Schriftstellerin und Journalistin
- Ferdinand Gehr (6. Januar 1896 – 10. Juli 1996), Schweizer Maler
- Rupprecht Geiger (26. Januar 1908 – 6. Dezember 2009), deutscher Maler
- Léonie Geisendorf (8. April 1914 – 17. März 2016), schwedische Architektin
- Johanne von Gemmingen (10. Juni 1901 – 13. September 2001), deutsche Schriftstellerin
- Xenija Petrowna Gemp (17. Dezember 1894 – 3. Februar 1998), russische bzw. sowjetische Algologin und Ethnographin
- İlham Gençer (30. August 1922 – 24. Mai 2023), türkischer Jazzmusiker (Gesang, Piano, Komposition)
- Oreste Genta (2. November 1911 – 13. November 2018), italienischer General
- James George (14. September 1918 – 7. Februar 2020), kanadischer Diplomat
- Thanassis Georgiu (7. Januar 1914 – 3. März 2014), griechischer Journalist und Autor
- Pierre Gérald (26. Mai 1906 – 24. März 2012), französischer Schauspieler
- Louis Gérard (16. April 1899 – 10. Mai 2000), französischer Unternehmer und Automobilrennfahrer
- Rolf Gérard (9. August 1909 – 19. November 2011), britischer Bühnen- und Kostümbildner, Maler
- Peter L. Gerety (19. Juli 1912 – 20. September 2016), US-amerikanischer römisch-katholischer Bischof
- Dietrich Gerhardt (11. Februar 1911 – 20. November 2011), deutscher Slawist
- Hans Gericke (27. Juli 1912 – 15. Februar 2014), deutscher Architekt, Chefarchitekt von Ost-Berlin
- Hubert Germain (6. August 1920 – 12. Oktober 2021), französischer Politiker
- John Gerrish (14. August 1910 – 29. November 2010), US-amerikanischer Komponist
- Jacques Gerschwiler (10. September 1898 – 4. Mai 2000), Schweizer Eiskunstlauftrainer
- Hans Gerstmayr (14. April 1882 – 28. Oktober 1987), österreichischer Stahlschneider
- Erwin Geschonneck (27. Dezember 1906 – 12. März 2008), deutscher Schauspieler
- Andrée Geulen-Herscovici (6. September 1921 – 31. Mai 2022), belgische Judenretterin während der Zeit des Nationalsozialismus
- Temima Gezari (21. Dezember 1905 – 5. März 2009), US-amerikanische Künstlerin
- Andrew Ghareeb (20. März 1898 – 12. März 2000), libanesisch-amerikanischer Schriftsteller und Übersetzer Khalil Gibrans
- Bruno Giacometti (24. August 1907 – 21. März 2012), Schweizer Architekt
- Pietro Giampaoli (13. Februar 1898 – 27. Februar 1998), italienischer Medailleur und Graveur
- Henry R. Gibson (24. Dezember 1837 – 25. Mai 1938), US-amerikanischer Politiker
- Johnny Gibson (3. Juli 1905 – 29. Dezember 2006), US-amerikanischer 400-Meter-Hürden-Weltrekordler
- Julie Gibson (6. September 1913 – 2. Oktober 2019), US-amerikanische Schauspielerin und Sängerin
- Charlotte Giebelmann (13. Oktober 1899 – 28. Februar 2002), deutsche Eiskunstlauftrainerin
- Miep Gies (15. Februar 1909 – 11. Januar 2010), niederländische Helferin von Anne Frank und „Gerechte unter den Völkern“
- Richard Giese (11. August 1876 – 15. Januar 1978), deutscher Jurist in der Finanzverwaltung
- Volkmar Gieseler (23. Februar 1907 – 19. Juni 2008), deutscher Jurist und Landrat
- Peggy Gilbert (17. Januar 1905 – 12. Februar 2007), US-amerikanische Jazz-Musikerin, Saxophonistin und Bandleader
- Mollie Gillen (1. November 1908 – 3. Januar 2009), australische Historikerin und Schriftstellerin
- Samuel Hazard Gillespie Jr. (12. Juli 1910 – 7. März 2011), US-amerikanischer Jurist
- Françoise Gilot (26. November 1921 – 6. Juni 2023), französische Malerin und Geliebte von Pablo Picasso
- Erich Gimpel (25. März 1910 – 3. September 2010), deutscher Spion in den USA
- Alfred Gisel (5. Juni 1911 – 29. Februar 2012), österreichischer Mediziner und Politiker
- Erminio Giudici (14. Dezember 1919 – 11. März 2023), Schweizer Brigadier und Militärhistoriker
- Bernard de Give (8. Mai 1913 – 27. Januar 2020), belgischer Mönch und Autor
- Wolfgang Glaesemer (14. März 1899 – 10. April 1999), deutscher Oberst im Zweiten Weltkrieg
- Erich Glagau (17. Juli 1914 – 6. Juni 2017), deutscher Autor und Holocaustleugner
- Marija Alfredowna Glasowskaja (26. Januar 1912 – 20. November 2016), russische Geochemikerin
- Bill Glassford (8. März 1914 – 19. September 2016), US-amerikanischer American-Football-Spieler
- Kay Glasson Taylor (8. Juli 1893 – 14. Mai 1998), australische Schriftstellerin
- Hans Glathe (21. Dezember 1899 – 23. Mai 2000), deutscher Mikrobiologe
- Archibald Glenn (24. Mai 1911 – 4. Januar 2012), australischer Industriemanager und Kanzler der La Trobe University Melbourne
- Fred Gloden (21. Dezember 1918 – 25. Februar 2019), US-amerikanischer American-Football-Spieler
- Marie Glory (3. März 1905 – 24. Januar 2009), französische Schauspielerin
- Alice, Duchess of Gloucester (25. Dezember 1901 – 29. Oktober 2004), britische Adelige
- Gaby Glückselig (27. April 1914 – 22. April 2015), deutschamerikanische Goldschmiedin
- Salome Gluecksohn-Waelsch (6. Oktober 1907 – 7. November 2007), deutsch-amerikanische Genetikerin
- Davuldena Gnanissara Thero (31. Dezember 1915 – 3. April 2017), sri-lankischer Gelehrter, buddhistischer Mönch (Bhikkhu), Leiter der Sekte Amarapura Nikaya
- Go Seigen (12. Juni 1914 – 30. November 2014), chinesisch-japanischer Go-Spieler
- George Godber (4. August 1908 – 7. Februar 2009), britischer Mediziner und Politiker
- Renee Goddard (2. Februar 1923 – 12. März 2025), deutsch-britische Schauspielerin
- Charles Godfrey (24. September 1917 – 24. Juli 2022), kanadischer Politiker und Aktivist
- Joseph Goedert (27. Juli 1908 – 9. August 2012), luxemburgischer Historiker
- Herbert Goering (22. März 1925 – 2. Mai 2025), deutscher Mathematiker
- Marinus van der Goes van Naters (21. Dezember 1900 – 12. Februar 2005), niederländischer Politiker
- Delia Goetz (14. Juni 1896 – 26. Juni 1996), US-amerikanische Kinderbuchautorin und Übersetzerin
- Auguste Goffin (23. April 1914 – 2. November 2014), belgischer Motorradrennfahrer
- Itche Goldberg (22. März 1904 – 27. Dezember 2006), jiddischer Schriftsteller und Kulturwissenschaftler
- Cécile Goldet (15. März 1914 – 27. Oktober 2019), französische Politikerin
- Esther Goldfrank (5. Mai 1896 – 23. April 1997), US-amerikanische Anthropologin
- Maurice Goldhaber (18. April 1911 – 11. Mai 2011), österreichisch-amerikanischer Physiker
- Ze'ev Goldmann (2. April 1905 – 26. Juni 2010), deutsch-israelischer Archäologe, Kunsthistoriker, Philosoph und Byzantinist
- Harry E. Goldsworthy (3. April 1914 – 16. Februar 2022), US-amerikanischer General der Luftwaffe
- Ebrahim Golestan (19. Oktober 1922 – 22. August 2023), iranischer Filmregisseur, Drehbuchautor, Filmproduzent und Schriftsteller
- Francis Golffing (10. November 1910 – 9. Januar 2012), österreichisch-US-amerikanischer Schriftsteller
- Marino Golinelli (11. Oktober 1920 – 19. Februar 2022), italienischer Unternehmer und Philanthrop
- Manuel Gómez-Moreno (21. Februar 1870 – 7. Juni 1970), spanischer Kunsthistoriker, Archäologe und Epigraphiker
- Dercy Gonçalves (23. Juni 1907 – 19. Juli 2008), brasilianische Schauspielerin
- Pablo González Casanova (11. Februar 1922 – 18. April 2023), mexikanischer Soziologe
- Bernardino González Ruíz (11. Januar 1911 – 15. März 2012), panamaischer Politiker und Staatspräsident
- David Goodall (4. April 1914 – 10. Mai 2018), australischer Botaniker und Ökologe
- Coleridge Goode (29. November 1914 – 2. Oktober 2015), britischer Jazz-Bassist
- John B. Goodenough (25. Juli 1922 – 25. Juni 2023), US-amerikanischer Physiker, Materialwissenschaftler und Nobelpreisträger
- Richard M. Goody (19. Juni 1921 – 3. August 2023), britisch-US-amerikanischer Geophysiker und Meteorologe
- Sidonie Goossens (19. Oktober 1899 – 15. Dezember 2004), britische Harfenistin
- Albert Hamilton Gordon (21. Juli 1901 – 1. Mai 2009), US-amerikanischer Geschäftsmann (Kidder, Peabody & Co.)
- Bert I. Gordon (24. September 1922 – 8. März 2023), US-amerikanischer Filmregisseur, Filmproduzent und Drehbuchautor
- Milton M. Gordon (3. Oktober 1918 – 4. Juni 2019), US-amerikanischer Soziologe
- Norman Gordon (6. August 1911 – 2. September 2014), südafrikanischer Cricketspieler
- Guido Gorgatti (5. Dezember 1919 – 11. Mai 2023), italienisch-argentinischer Schauspieler
- Jasper-Wilhelm Gottschalk (5. April 1909 – 11. Mai 2009), deutscher Jurist und Oberkreisdirektor des Landkreises Osterholz
- Karl Otto Götz (22. Februar 1914 – 19. August 2017), deutscher Maler
- Alfred Goullet (8. April 1891 – 11. März 1995), australischer Radrennfahrer
- Milan Gozew (2. Oktober 1906 – 16. Oktober 2010), bulgarisch-makedonischer Politiker
- Friedrich Grade (29. März 1916 – 13. Oktober 2023), deutscher Ingenieur und Marineoffizier
- Alfred Byrd Graf (23. November 1901 – 14. Dezember 2001), deutsch-amerikanischer Botaniker
- Francis Graham-Smith (25. April 1923 – 20. Juni 2025), britischer Astronom
- Achilleas Grammatikopoulos (28. September 1908 – 30. Dezember 2008), griechischer Fußballspieler
- George F. Grant (18. September 1906 – 2. November 2008), US-amerikanischer Autor
- Edgar Granville, Baron Granville of Eye (12. Februar 1898 – 14. Februar 1998), britischer Politiker
- Martin Graßnick (5. Mai 1917 – 4. Juli 2020), deutscher Architekt und Architekturhistoriker
- Dieter Grau (24. April 1913 – 17. Dezember 2014), deutsch-US-amerikanischer Raketentechniker
- Siet Gravendaal-Tammens (29. Juli 1914 – 27. September 2014), niederländische Widerstandskämpferin
- Cecil H. Green (6. August 1900 – 12. April 2003), US-amerikanischer Mitbegründer von Texas Instruments
- Elsie Green (27. Januar 1908 – 4. September 2009), britische Hürdenläuferin
- Concordia A. Gregorieff (28. Dezember 1903 – 27. Juni 2007), russische Adelige
- Friedrich Greil (8. Dezember 1902 – 8. Januar 2003), deutscher Lehrer und Radiosprecher
- Giuseppe Greppi (25. März 1819 – 8. Mai 1921), italienischer Diplomat und Politiker
- Mike Grgich (1. April 1923 – 13. Dezember 2023), US-amerikanischer Pionier des amerikanischen Weinbaus
- Gertrude Gries (16. Oktober 1924 – 22. Mai 1925), österreichische Turnerin
- Della Griffin (12. Juni 1922 – 9. August 2022), US-amerikanische Jazzsängerin und Schlagzeugerin
- Maxine Grimm (18. Mai 1914 – 10. Februar 2017), US-amerikanische Philanthropin und Gemeindeaktivistin
- Giuseppe Grioli (10. April 1912 – 4. März 2015), italienischer Mathematiker
- Klaus von der Groeben (7. Januar 1902 – 23. Januar 2002), deutscher Verwaltungsjurist
- Jules Gros (2. Februar 1890 – 25. Dezember 1992), französischer Linguist
- Howard Groskloss (10. April 1906 – 15. Juli 2006), US-amerikanischer Baseballspieler
- Feliks Gross (17. Juni 1906 – 9. November 2006), polnischer Soziologe
- Franzi Groszmann (27. Dezember 1904 – 20. September 2005), deutsche Schauspielerin
- Rodolfo Groth (2. Januar 1881 – 7. Februar 1985), deutscher Mäzen (Lübeck)
- Gertraud Gruber (24. Mai 1921 – 12. März 2022), deutsche Kosmetikerin und Unternehmerin
- Ruth Gruber (30. September 1911 – 17. November 2016), US-amerikanische Journalistin und Fotografin
- Doris Grumbach (12. Juli 1918 – 4. November 2022), US-amerikanische Schriftstellerin und Hochschullehrerin
- Hilde Grünbaum (31. August 1923 – 28. Februar 2024), deutsche jüdische Musikerin und Holocaustüberlebende
- Béla Grunberger (22. Februar 1903 – 25. Februar 2005), französischer Psychoanalytiker ungarischer Herkunft
- Ekkehard Grundmann (28. September 1921 – 25. März 2022), deutscher Onko-Pathologe
- Traute Gruner (9. Dezember 1924 – 20. Juli 2025), deutsche Künstlerin
- Antonio Guarino (16. Mai 1914 – 2. Oktober 2014), italienischer Jurist
- Martha Gubler-Waigand (20. Februar 1902 – 19. Juli 2005), Schweizer Fotografin
- Boris Ignatjewitsch Guds (19. August 1902 – 27. Dezember 2006), russischer Geheimagent und Schriftsteller
- Alexandre Guéniot (8. November 1832 – 15. Juli 1935), französischer Chirurg, Frauenarzt und Geburtshelfer
- Raymonde Guerbe (21. April 1894 – 10. Februar 1995), französische Bildhauerin des Art déco
- Emídio Guerreiro (6. September 1899 – 29. Juni 2005), portugiesischer Freiheitskämpfer und Politiker
- Ann Hutchinson Guest (3. November 1918 – 9. April 2022), US-amerikanische Tänzerin und Tanzforscherin
- Jean-Michel Guilcher (24. September 1914 – 27. März 2017), französischer Ethnologe
- Roger Guillemin (11. Januar 1924 – 21. Februar 2024), französisch-US-amerikanischer Biochemiker und Nobelpreisträger
- Amedeo Guillet (7. Februar 1909 – 16. Juni 2010), italienischer Diplomat
- Luther Gulick (17. Januar 1892 – 10. Januar 1993), US-amerikanischer Politikwissenschaftler
- Hermann Gundersheimer (25. April 1903 – 14. Mai 2004), deutsch-amerikanischer Kunsthistoriker
- Siegfried Günther (10. Juli 1891 – 19. Juli 1992), deutscher Lehrer und Musikwissenschaftler
- Anselm Günthör (16. März 1911 – 1. Februar 2015), deutscher Benediktiner und römisch-katholischer Moraltheologe
- Nico Gunzburg (2. September 1882 – 5. März 1984), belgischer Kriminologe
- Guo Jie (16. Januar 1912 – 15. November 2015), chinesischer Leichtathlet
- Elaine Gurr (8. November 1896 – 12. Dezember 1996), neuseeländische Ärztin und medizinische Administratorin
- Lino Gutiérrez (26. Oktober 1876 – 15. Dezember 1984), venezolanischer Komponist, Musiker und Musikpädagoge
- Emil von Guttenberg (4. Januar 1841 – 30. Januar 1941), österreichischer Militär und Eisenbahnminister
- Eva Guttsman Ostwalt (2. April 1902 – 13. Mai 2010), deutsche Holocaustüberlebende
- Richard Kenneth Guy (30. September 1916 – 9. März 2020), britischer Mathematiker

### H
- Lina Haag (18. Januar 1907 – 18. Juni 2012), deutsche Widerstandskämpferin
- William E. Haast (30. Dezember 1910 – 15. Juni 2011), US-amerikanischer Schlangenforscher
- Yvonne Hackenbroch (27. April 1912 – 7. September 2012), deutsch-US-amerikanische Kunsthistorikerin
- Rose Hacker (3. März 1906 – 4. Februar 2008), britische Sozialaktivistin und Politikerin
- Sami Hadawi (6. März 1904 – 22. April 2004), palästinensischer Gelehrter und Autor
- Doris Haddock (24. Januar 1910 – 9. März 2010), US-amerikanische Politaktivistin
- Martin Hadelich (21. November 1903 – 6. August 2004), deutscher Bildhauer und Grafiker
- Walter Haefner (13. September 1910 – 19. Juni 2012), Schweizer Unternehmer
- Oscar Hagen (4. April 1895 – 1. September 1996), deutscher CDU-Politiker und Landtagsabgeordneter Baden-Württembergs
- Earl Hager (10. April 1909 – 19. Dezember 2011), US-amerikanischer Politiker
- Paul Hählen (7. Januar 1921 – 10. März 2023), Schweizer Architekt und Maler
- Otto Haibach (24. Juni 1897 – 5. Mai 1999), deutscher Kartograph und Markscheidekundler
- Liane Haid (16. August 1895 – 28. November 2000), österreichische Schauspielerin
- Gustaf Håkansson (15. Oktober 1885 – 9. Juni 1987), schwedischer Radsportler
- Kathleen Hale (24. Mai 1898 – 26. Januar 2000), britische Schriftstellerin
- Mustafa bin Halim (29. Januar 1921 – 7. Dezember 2021), libyscher Politiker und Premierminister
- Doreen Hall (25. Mai 1921 – 19. Januar 2025), kanadische Geigerin und Musikpädagogin
- Halldóra Bjarnadóttir (14. Oktober 1873 – 27. November 1981), isländische Lehrerin, Politikerin und Autorin
- Karl Haller (12. Oktober 1916 – 15. April 2022), US-amerikanischer Ornithologe
- Margarete Haller (1. August 1893 – 22. Juli 1995), deutsche Kinder- und Jugendbuchautorin
- Ebby Halliday (9. März 1911 – 8. September 2015), US-amerikanische Geschäftsfrau
- Clara Halls (26. Februar 1895 – 2. Januar 1997), US-amerikanische Lehrerin und Politikerin (Republikanische Partei)
- Anna Halprin (13. Juli 1920 – 24. Mai 2021), US-amerikanische Tänzerin und Choreografin
- Gail Halvorsen (10. Oktober 1920 – 16. Februar 2022), US-amerikanischer Pilot (Rosinenbomber)
- Stein Grieg Halvorsen (19. Oktober 1909 – 11. November 2013), norwegischer Schauspieler
- Viktor Hamburger (9. Juli 1900 – 12. Juni 2001), deutsch-amerikanischer Neuroembryologe
- Alice Hamilton (27. Februar 1869 – 22. September 1970), US-amerikanische Medizinerin und Toxikologin
- Clarence Herbert Hamilton (8. Januar 1886 – 6. Juli 1986), US-amerikanischer Religionswissenschaftler und Sinologe
- Bram Hammacher (12. November 1897 – 19. April 2002), niederländischer Kunsthistoriker und Kunstkritiker
- Renilde Hammacher-van den Brande (31. März 1913 – 10. Dezember 2014), belgische Kunsthistorikerin
- Frank Handlen (27. September 1916 – 25. Mai 2023), US-amerikanischer Maler
- Robert Hanhart (6. Juli 1925 – 11. Juli 2025), Schweizer evangelischer Theologe
- Shimetarō Hara (4. Oktober 1882 – 18. Juni 1991), japanischer Arzt
- Reinhard Hardegen (18. März 1913 – 9. Juni 2018), deutscher U-Boot-Kommandant und Abgeordneter der Bremischen Bürgerschaft
- Ruth Inge Hardison (3. Februar 1914 – 23. März 2016), US-amerikanische Bildhauerin und Künstlerin
- Judith Hare, Countess of Listowel (12. Juli 1903 – 15. Juli 2003), britisch-ungarische Journalistin und Schriftstellerin
- Charles Hargens (30. April 1893 – 30. Januar 1997), US-amerikanischer Maler
- Arthur A. Hargrave (15. August 1856 – 13. September 1957), US-amerikanischer Journalist und Zeitungsherausgeber
- Marguerite Harl (3. April 1919 – 30. August 2020), französische Gräzistin
- Alice Seeley Harris (24. Mai 1870 – 24. November 1970), britische Missionarin und Fotografin
- Elwin Elmer Harris (11. November 1897 – 8. Juni 2000), US-amerikanischer Chemiker
- Errol Harris (19. Februar 1908 – 21. Juni 2009), südafrikanischer Philosoph und Autor
- Jack Harris (23. Juli 1906 – 26. August 2009), neuseeländischer Unternehmer und Adliger
- Kathleen Harrison (23. Februar 1892 – 7. Dezember 1995), britische Schauspielerin
- Philip D’Arcy Hart (25. Juni 1900 – 30. Juli 2006), britischer Mediziner
- Ilse Härter (12. Januar 1912 – 28. Dezember 2012), deutsche evangelische Theologin
- Philip Hartman (16. Mai 1915 – 28. August 2015), US-amerikanischer Mathematiker
- Erich Hartmann (26. Januar 1920 – 6. Juli 2020), deutscher Kontrabassist und Komponist
- Karl Hartmann (9. November 1869 – 8. Februar 1971), deutscher Lehrer und Historiker
- Elisabeth Hartnagel (27. Februar 1920 – 28. Februar 2020), deutsche Zeitzeugin, Schwester von Hans und Sophie Scholl
- Charles Hartshorne (5. Juni 1897 – 9. Oktober 2000), US-amerikanischer Philosoph
- Johann Caspar Hartung (18. Juni 1622 – 9. Januar 1725), deutscher Baumeister
- Malik Dohan al-Hasan (1. Juli 1919 – 23. Mai 2021), irakischer Politiker
- Karl-Günther von Hase (15. Dezember 1917 – 9. Mai 2021), deutscher Diplomat und ZDF-Intendant
- Walter Hase (6. November 1905 – 9. Juni 2007), deutscher Forstmann
- Shinobu Hashimoto (18. April 1918 – 19. Juli 2018), japanischer Drehbuchautor, Filmregisseur und Produzent
- Cosmo Haskard (25. November 1916 – 21. Februar 2017), britischer Politiker
- Erich Häßler (22. April 1899 – 2. Dezember 2005), deutscher Kindermediziner
- Marcel Hastir (22. März 1906 – 2. Juli 2011), belgischer Maler
- Tadashi Hattori (17. März 1908 – 2. August 2008), japanischer Komponist
- Hau Pei-tsun (8. August 1919 – 30. März 2020), taiwanischer General, Politiker und Premierminister
- Ralph Hauenstein (20. März 1912 – 10. Januar 2016), US-amerikanischer Philanthrop
- Otto Haupt (5. März 1887 – 10. November 1988), deutscher Mathematiker
- Wilhelm Hauser (10. August 1883 – 8. September 1983), deutscher Mathematiker und Hochschullehrer
- Jaap Havekotte (16. März 1912 – 23. April 2014), niederländischer Eisschnellläufer
- João Havelange (8. Mai 1916 – 16. August 2016), brasilianischer Fußballfunktionär und Rechtsanwalt
- Olivia de Havilland (1. Juli 1916 – 26. Juli 2020), britisch-US-amerikanische Filmschauspielerin
- Leopold Hawelka (11. April 1911 – 29. Dezember 2011), österreichischer Gründer und Betreiber des Café Hawelka
- Augustus F. Hawkins (31. August 1907 – 10. November 2007), US-amerikanischer Bürgerrechtler und Politiker
- Bert Hazell (18. April 1907 – 11. Januar 2009), britischer Politiker (Labour Party) und Abgeordneter des Unterhauses
- Gilbert Simon Heathcote (21. September 1913 – 15. April 2014), britischer Adliger
- Clyde Alexander Heatly (12. Oktober 1897 – 17. Januar 2001), US-amerikanischer Arzt
- Ken Hechler (20. September 1914 – 10. Dezember 2016), US-amerikanischer Politiker
- Friedrich Hecht (29. August 1918 – 16. Dezember 2019), deutscher Parteifunktionär und Politiker (SED)
- Karl Heck (18. November 1896 – 2. Juni 1997), deutscher Jurist und Richter des Bundesverfassungsgerichts
- Johannes Heesters (5. Dezember 1903 – 24. Dezember 2011), niederländisch-österreichischer Schauspieler und Operettenstar
- Albrecht Hege (9. Mai 1917 – 16. August 2017), deutscher evangelischer Theologe
- Michael Heidelberger (29. April 1888 – 25. Juni 1991), US-amerikanischer Immunologe
- Heinrich Heidersberger (10. Juni 1906 – 14. Juli 2006), deutscher Fotograf
- Hanna Heidt (12. Januar 1920 – 3. September 2020), deutsche Autorin
- Albin Heimann (16. März 1914 – 19. Dezember 2015), Schweizer Politiker
- Bobbie Heine (5. Dezember 1909 – 31. Juli 2016), südafrikanische Tennisspielerin
- Richard Heine (30. Mai 1890 – 8. September 1991), deutscher Arzt und Kommunalpolitiker
- Basil Heiser (4. Januar 1909 – 12. Januar 2009), US-amerikanischer römisch-katholischer Geistlicher, Generalminister der Franziskaner-Observanten (Minoriten)
- John Netherland Heiskell (2. November 1872 – 28. Dezember 1972), US-amerikanischer Senator
- Rudolf Heiss (27. September 1903 – 13. September 2009), deutscher Ingenieur und Hochschullehrer
- Horst Heitzenröther (21. Mai 1921 – 3. Juni 2023), deutscher Publizist und Dramaturg
- Ilse Helbich (22. Oktober 1923 – 26. Januar 2024), österreichische Publizistin und Schriftstellerin
- Ernst Held (28. März 1901 – 9. August 2005), Schweizer Mediziner
- Gerard Helders (9. März 1905 – 6. Januar 2013), niederländischer Politiker
- Adolf Helke (14. September 1902 – 23. November 2006), deutscher Geologe und Lagerstättenkundler
- Rudolf Hell (19. Dezember 1901 – 11. März 2002), deutscher Erfinder (u. a. Faxgerät und Scanner)
- Åke Hellman (19. Juli 1915 – 18. Dezember 2017), finnischer Maler
- Ivar Hellman (21. Januar 1891 – 19. Februar 1994), schwedischer Dirigent und Komponist
- Fritz Hellwig (3. August 1912 – 22. Juli 2017), deutscher Politiker und EG-Kommissar
- Olaf Helmer (4. Juni 1910 – 14. April 2011), deutsch-US-amerikanischer Mathematiker und Futurologe
- Eugen Hemberg (9. November 1845 – 14. März 1946), schwedischer Forstmann und Schriftsteller
- Judith Hemmendinger (2. Oktober 1923 – 24. März 2024), israelische Autorin
- James McLaren Henderson (1. Mai 1907 – 5. März 2009), schottischer Rugbyspieler
- Roy Henderson (4. Juli 1899 – 16. März 2000), britischer Bariton
- Andrés Henestrosa (30. November 1906 – 10. Januar 2008), mexikanischer Schriftsteller und Historiker
- Lore Henkel (28. Juli 1914 – 2. Mai 2017), deutsche Kommunalpolitikerin
- Ernst Jakob Henne (22. Februar 1904 – 22. Mai 2005), deutscher Motorradweltrekordler
- Kilian Hennessy (19. Februar 1907 – 2. Oktober 2010), französischer Geschäftsmann
- Paul Rudolf Henning (15. August 1886 – 11. Oktober 1986), deutscher Architekt und Bildhauer
- Federico Henríquez y Carvajal (16. September 1848 – 4. Februar 1952), dominikanischer Schriftsteller
- Trevor Henry (9. Mai 1902 – 20. Juni 2007), neuseeländischer Jurist
- Encarna Hernández (13. Januar 1917 – 19. Dezember 2022), spanische Basketballpionierin
- Richard Herr (7. April 1922 – 29. Mai 2022), US-amerikanischer Historiker
- Carmen Herrera (31. Mai 1915 – 12. Februar 2022), kubanisch-amerikanische Malerin
- Felix Herriger (21. Juni 1908 – 29. November 2009), deutscher Elektrotechniker und Manager
- Pendleton Herring (27. Oktober 1903 – 17. August 2004), US-amerikanischer Politikwissenschaftler
- Paul Herrmann (16. Dezember 1913 – 19. Oktober 2015), deutscher Politiker (CDU)
- Charles D. Herron (13. März 1877 – 23. April 1977), US-amerikanischer Generalleutnant der United States Army
- Erik Herseth (9. Juli 1892 – 28. Januar 1993), norwegischer Segler
- Alice Herz-Sommer (26. November 1903 – 23. Februar 2014), österreichisch-tschechisch-israelisch-britische Pianistin („Die Pianistin von Theresienstadt“)
- Emmy Herzog (13. April 1903 – 30. August 2009), deutsche Autorin
- Milan Herzog (23. August 1908 – 20. April 2010), US-amerikanischer Dokumentarfilmer
- Kurt Luis Hess (3. Oktober 1908 – 9. Februar 2010), deutsch-dominikanischer Landwirt und Schulleiter
- Frances Hesselbein (1. November 1915 – 11. Dezember 2022), US-amerikanische Autorin und Pfadfinderfunktionärin
- Rangimarie Hetet (24. Mai 1892 – 14. Juni 1995), neuseeländische Weberin und Textilkünstlerin
- Christian Heurich (12. September 1842 – 7. März 1945), US-amerikanischer Brauereibesitzer und Philanthrop
- Pál Hevesy (9. April 1883 – 15. März 1988), ungarischer Diplomat
- Lenox Hewitt (7. Mai 1917 – 28. Februar 2020), australischer Politiker
- Irmgard Heydorn (24. März 1916 – 17. Mai 2017), deutsche Sozialistin und Widerstandskämpferin
- Jenny Heymann (28. Oktober 1890 – 13. Juni 1996), deutsche Pädagogin
- Shuntarō Hida (1. Januar 1917 – 20. März 2017), japanischer Arzt
- Ernst Hierl (8. August 1880 – 24. Februar 1981), deutscher Schriftsteller
- Naruhiko Higashikuni (3. Dezember 1887 – 26. Januar 1990), japanischer Adliger und Premierminister
- George Higginson (21. Juni 1826 – 1. Februar 1927), britischer General
- Joel Henry Hildebrand (16. November 1881 – 30. April 1983), US-amerikanischer Chemiker
- Johann Christoph Hilf (1. November 1783 – 7. Juli 1885), deutscher Musiker
- Oliver Hill (1. Mai 1907 – 5. August 2007), US-amerikanischer Bürgerrechtler
- Wilhelm von Hillern-Flinsch (26. März 1884 – 11. April 1986), deutscher Maler und Grafiker
- Roc Hillman (13. Juli 1910 – 31. Mai 2011), US-amerikanischer Gitarrist und Komponist
- Otto Hiltbrunner (29. Dezember 1913 – 19. Januar 2017), Schweizer Klassischer Philologe
- John L. Hines (21. Mai 1868 – 13. Oktober 1968), US-amerikanischer General
- Shigeaki Hinohara (4. Oktober 1911 – 18. Juli 2017), japanischer Mediziner
- Arthur R. von Hippel (19. November 1898 – 31. Dezember 2003), deutsch-amerikanischer Materialwissenschaftler und Physiker (Radar)
- Denchū Hirakushi (15. Januar 1872 – 30. Dezember 1979), japanischer Bildhauer
- Unichi Hiratsuka (17. September 1895 – 18. November 1997), japanischer Künstler
- Edith Hirsch (2. November 1899 – 7. Januar 2003), deutsch-US-amerikanische Wirtschaftswissenschaftlerin und Unternehmensberaterin
- Helmut Hirsch (2. September 1907 – 21. Januar 2009), deutscher Historiker
- Elizabeth Hirschfelder (25. April 1902 – 29. September 2002), US-amerikanische Mathematikerin und Hochschullehrerin
- Hoàng Anh (10. Februar 1912 – 10. Mai 2016), vietnamesischer Politiker (KPV) und Oberst
- Mike Hoare (17. März 1919 – 2. Februar 2020), irischer Offizier, Söldner und Autor
- Asher Hobson (26. November 1889 – 29. Februar 1992), US-amerikanischer Agrarökonom
- Paul C. Hodges (6. Januar 1893 – 27. Dezember 1996), US-amerikanischer Radiologe
- Hermann Hoepke (13. Mai 1889 – 22. Dezember 1993), deutscher Anatom
- Gottfried Eduard Hofer (20. Oktober 1891 – 20. Oktober 1993), Schweizer Unternehmer
- May Hofer (8. September 1896 – 3. Mai 2000), Südtiroler Textil- und Emaillekünstlerin
- Rudolf Höfer (18. März 1923 – 9. November 2023), österreichischer Mediziner
- Chet Hoff (8. Mai 1891 – 17. September 1998), US-amerikanischer Baseballspieler
- Ilse Ester Hoffe (8. Mai 1906 – 2. September 2007), Sekretärin des Schriftstellers und Kafka-Herausgebers Max Brod
- Dorrit Hoffleit (12. März 1907 – 9. April 2007), US-amerikanische Astronomin
- Edith Hoffmann (24. Juli 1907 – 4. Januar 2016), tschechoslowakisch-britisch-israelische Kunstkritikerin und Kunsthistorikerin
- Gretel Hoffmann-Kienscherf (5. September 1912 – 17. Oktober 2012), Schweizer Politikerin (EVP)
- Elisabeth Hoffmeier (19. August 1878 – 15. Januar 1979), deutsche Kommunalpolitikerin in Hannover
- Albert Hofmann (11. Januar 1906 – 29. April 2008), Schweizer Chemiker und Entdecker des LSD
- Armin Hofmann (29. Juni 1920 – 18. Dezember 2020), Schweizer Grafiker, Bühnenbildner, Buchgestalter und Bildhauer
- Randolph Hokanson (22. Juni 1915 – 18. Oktober 2018), US-amerikanischer Pianist
- William Holland (28. Dezember 1907 – 8. Mai 2008), neuseeländisch-amerikanischer Ökonom und Asienforscher
- Clare Hollingworth (10. Oktober 1911 – 10. Januar 2017), britische Journalistin
- Philip Hollom (9. Juni 1912 – 20. Juni 2014), britischer Ornithologe
- Felice Holman (24. Oktober 1919 – 2. März 2023), US-amerikanische Kinder- und Jugendbuchautorin
- Niels Holst-Sørensen (19. Dezember 1922 – 24. Oktober 2023), dänischer Leichtathlet
- Helen F. Holt (16. August 1913 – 12. Juli 2015), US-amerikanische Politikerin
- Helma Holthausen-Krüll (21. Oktober 1916 – 20. Januar 2020), deutsche Malerin
- Edward Augustus Holyoke (1. August 1728 – 31. März 1829), US-amerikanischer Mediziner
- Karl Holzamer (13. Oktober 1906 – 22. April 2007), deutscher Philosoph, Pädagoge und Intendant des ZDF
- Ada Hondius-Crone (28. September 1893 – 2. Januar 1996), niederländische Kunstsammlerin und archäologische Schriftstellerin
- Blanche Honegger (23. September 1909 – 10. Februar 2011), schweizerisch-US-amerikanische Violinistin und Dirigentin
- Karl Lukas Honegger (14. August 1902 – 27. Januar 2003), Schweizer Maler und Plastiker
- Sinclair Hood (31. Januar 1917 – 18. Januar 2021), britischer Archäologe
- Mary Rockwell Hook (8. September 1877 – 8. September 1978), US-amerikanische Architektin
- Olivia Hooker (12. Februar 1915 – 21. November 2018), US-amerikanische Bürgerrechtlerin
- Bob Hope (29. Mai 1903 – 27. Juli 2003), US-amerikanischer Schauspieler, Komiker und Ehemann von Dolores Hope
- Dolores Hope (27. Mai 1909 – 19. September 2011), US-amerikanische Sängerin und Ehefrau von Bob Hope
- Wilhelm Horkel (3. Dezember 1909 – 29. Juli 2012), deutscher evangelischer Pfarrer und Schriftsteller
- Marjorie G. Horning (23. August 1917 – 11. Juni 2020), US-amerikanische Biochemikerin und Pharmakologin
- Christopher Hornsrud (15. November 1859 – 12. Dezember 1960), norwegischer Politiker und Premierminister
- Mieczysław Horszowski (23. Juni 1892 – 22. Mai 1993), polnischer Pianist
- Ralph Horween (3. August 1896 – 26. Mai 1997), US-amerikanischer Footballspieler
- A. E. Hotchner (28. Juni 1917 – 15. Februar 2020), US-amerikanischer Schriftsteller
- Alwine Hotter (29. April 1895 – 5. September 1995), österreichische Malerin, Grafikerin und Kunstgewerblerin
- Shep Houghton (4. Juni 1914 – 15. Dezember 2016), US-amerikanischer Schauspieler
- Francis Hovell-Thurlow-Cumming-Bruce, 8. Baron Thurlow (9. März 1912 – 24. März 2013), britischer Adliger und Diplomat
- Jürgen Hövermann (15. März 1922 – 11. Januar 2024), deutscher Geograph und Hochschullehrer
- Klaus Howaldt (22. Dezember 1914 – 18. Januar 2015), deutscher Reeder
- David Howard (5. März 1918 – 21. Januar 2023), kanadischer Regattasegler
- Edward Daniel Howard (5. November 1877 – 2. Januar 1983), US-amerikanischer Geistlicher, ältester nachgewiesener römisch-katholischer Erzbischof
- Yvonne Howell (31. Juli 1905 – 27. Mai 2010), US-amerikanische Schauspielerin
- Emily Howland (20. November 1827 – 29. Januar 1929), US-amerikanische Philanthropin und Feministin
- Juraj Hrženjak (10. März 1917 – 15. Juni 2020), jugoslawischer bzw. kroatischer Politiker, Richter, Publizist und Verbandsfunktionär
- Henry Hu (20. Januar 1920 – 27. Juli 2025), Diplomat aus Hong Kong
- Shiu Ying Hu (22. Februar 1910 – 22. Mai 2012), chinesische Botanikerin und Hochschullehrerin
- Jehudith Hübner (19. März 1921 – 30. Dezember 2023), israelische Beamtin, Diplomatin und Politikerin
- Ellis Herndon Hudson (17. Juni 1890 – 6. Januar 1992), US-amerikanischer Mediziner und Hochschullehrer
- H. Claude Hudson (12. Juni 1887 – 26. Januar 1989), US-amerikanischer Geschäftsmann und Bürgerrechtler (Direktor der National Association for the Advancement of Colored People)
- Walter Hueber (23. November 1920 – 25. März 2023), deutscher Jurist und Richter
- Willi Hüfner (8. Februar 1908 – 28. Mai 2010), deutscher Statistiker
- Arthur Montague D’Urban Hughes (3. November 1873 – 11. Januar 1974), englischer Philologe
- James D. Hughes (7. Juli 1922 – 12. Januar 2024), US-amerikanischer General der Air Force
- Stanley J. Hughes (17. September 1918 – 7. November 2019), britisch-kanadischer Mykologe
- Ramón Huidobro Domínguez (9. August 1916 – 19. Januar 2019), chilenischer Diplomat
- Valeriana Huillca Condori (14. Februar 1913 – 18. Mai 2014), peruanische Quechua-Landarbeiterin und Mitglied des Gemeinderates von Aqupiya
- Johan van Hulst (28. Januar 1911 – 22. März 2018), niederländischer Pädagoge und Politiker
- Jenny Humbert-Droz (27. August 1892 – 4. Januar 2000), Schweizer Frauenrechtlerin und Politikerin
- Helmut von Hummel (29. Juli 1910 – 22. November 2012), deutscher Jurist, SS-Sturmbannführer und Manager
- Edith Humphrey (11. September 1875 – 25. Februar 1978), britische anorganische Chemikerin
- Emyr Humphreys (15. April 1919 – 30. September 2020), walisischer Schriftsteller
- Friedrich Hund (4. Februar 1896 – 31. März 1997), deutscher Physiker (Hundsche Regeln)
- Marsha Hunt (17. Oktober 1917 – 7. September 2022), US-amerikanische Schauspielerin
- Heinrich Hunziker (9. Dezember 1879 – 26. April 1982), Schweizer Mediziner
- Francis Huré (5. Oktober 1916 – 4. November 2021), französischer Diplomat
- Margaret Hurley (10. September 1909 – 29. August 2015), US-amerikanische Politikerin
- Ralph Gibney Hurlin (30. September 1888 – 14. November 1992), US-amerikanischer Statistiker
- Józef Hurwic (23. Mai 1911 – 27. Juli 2016), polnischer Physiker
- Harry Huskey (19. Januar 1916 – 9. April 2017), US-amerikanischer Mathematiker und Computeringenieur
- James Metcalf Hutchinson (29. November 1896 – 7. November 2000), englischer Cricketspieler und ältester nachgewiesener First-Class-Spieler
- Jeremy Hutchinson (28. März 1915 – 13. November 2017), britischer Anwalt, Politiker und Mitglied des House of Lords
- Arnold Hutschnecker (13. Mai 1898 – 28. Dezember 2000), österreichisch-amerikanischer Psychotherapeut (u. a. von Richard Nixon)
- María Isabel Hylton Scott (16. August 1889 – 1. September 1990), argentinische Zoologin, Malakologin und Hochschullehrerin
- Esther Hymer (20. Juli 1898 – 4. April 2001), US-amerikanische Frauenrechtlerin und Friedensaktivistin
- Ludmilla Hypius (2. Mai 1911 – 25. Januar 2015), deutsche Trompeterin und Musikpädagogin
- Hyun Seung-jong (26. Januar 1919 – 25. Mai 2020), südkoreanischer Politiker und Premierminister

### I
- Vladimir Ibler (25. Juni 1913 – 30. April 2015), jugoslawischer Rechtswissenschaftler
- Émile Idée (19. Juli 1920 – 30. Dezember 2024), französischer Radrennfahrer
- Wilma Iggers (23. März 1921 – 24. Februar 2025), deutsch-tschechisch-US-amerikanische Germanistin und Kulturhistorikerin
- Damián Iguacén Borau (12. Februar 1916 – 24. November 2020), spanischer römisch-katholischer Bischof
- Olha Ilkiw (21. Juni 1920 – 6. Dezember 2021), ukrainische Partisanin und Verbindungsoffizierin der Ukrainischen Aufständischen Armee (UPA)
- Alexander Imich (4. Februar 1903 – 8. Juni 2014), polnisch-US-amerikanischer Chemiker und Parapsychologe
- Aloys Immenkamp (8. September 1906 – 2. November 2007), deutscher Mediziner und Zahnmediziner
- Michael Imoudu (7. September 1902 – 22. Juni 2005), nigerianischer Gewerkschaftsführer
- Halil İnalcık (26. Mai 1916 – 25. Juli 2016), türkischer Historiker
- Ulrich Inderbinen (3. Dezember 1900 – 14. Juni 2004), Schweizer Alpinist und Bergführer
- Terence Ingold (3. Juli 1905 – 31. Mai 2010), britischer Mykologe
- Collingwood Ingram (28. Oktober 1880 – 19. Mai 1981), englischer Botaniker und Ornithologe
- Pietro Ingrao (30. März 1915 – 27. September 2015), italienischer Journalist und Politiker
- Helge Ingstad (30. Dezember 1899 – 28. März 2001), norwegischer Entdecker
- Karl Innerebner (6. April 1870 – 5. September 1970), österreichischer Bauunternehmer
- Johann Innerhofer (27. September 1837 – 5. Dezember 1937), österreichischer Fremdenverkehrspionier
- Minoru Inuzuka (15. Februar 1901 – 17. September 2007), japanischer Drehbuchautor und Filmregisseur
- Mircea Ionescu-Quintus (18. März 1917 – 15. September 2017), rumänischer Politiker
- Ion Irimescu (27. Februar 1903 – 28. Oktober 2005), rumänischer Bildhauer
- Frederick Augustus Irving (3. September 1894 – 12. September 1995), US-amerikanischer Generalmajor der United States Army
- Josef Isenschmid (21. Juni 1908 – 17. September 2009), Schweizer Politiker
- Momoko Ishii (10. März 1907 – 2. April 2008), japanische Autorin
- Jane Ising (2. Februar 1902 – 2. Februar 2012), deutsch-amerikanische Ökonomin
- Monique Isnardon (21. Dezember 1919 – 4. März 2021), französische Filmeditorin
- Betty Isolani-Perl (21. Juli 1873 – 5. August 1978), Schweizer Schauspielerin
- Shokichi Iyanaga (2. April 1906 – 1. Juni 2006), japanischer Mathematiker

### J
- Fernand Jaccard (8. Oktober 1907 – 15. April 2008), Schweizer Fußballspieler
- Esther Cooper Jackson (21. August 1917 – 23. August 2022), US-amerikanische Bürgerrechtlerin
- Francis Jackson (2. Oktober 1917 – 10. Januar 2022), britischer Organist und Komponist
- George Gee Jackson (5. Oktober 1920 – 16. Oktober 2020), US-amerikanischer Mediziner
- Richard H. Jackson (10. Mai 1866 – 2. Oktober 1971), US-amerikanischer Admiral
- Florence S. Jacobsen (7. April 1913 – 5. März 2017), US-amerikanische Missionarin der Kirche Jesu Christi der Heiligen der letzten Tage (Mormonen)
- Theodor Jacobsen (6. Februar 1901 – 17. Juli 2003), dänisch-amerikanischer Astronom
- Hans Jacoby (21. August 1904 – 23. November 2004), deutsch-niederländischer Buchhändler
- Al Jaffee (13. März 1921 – 10. April 2023), US-amerikanischer Cartoonist
- Cornelis de Jager (29. April 1921 – 27. Mai 2021), niederländischer Astronom
- Elisabeth Jäger (30. August 1912 – 16. September 2012), deutsche Archivarin, Chronistin und Heimatforscherin
- Gisela Jahn (15. August 1920 – 19. März 2024), deutsche Forstwissenschaftlerin und Hochschullehrerin
- Mara Jakisch (4. September 1905 – 27. Dezember 2005), deutsche Opernsängerin und Schauspielerin
- Anton Jakobsen (13. Dezember 1874 – 26. Januar 1983), norwegischer Politiker
- Arthur Walter James (30. Juni 1912 – 5. August 2015), britischer Politiker
- Vilma Jamnická (13. November 1906 – 12. August 2008), slowakische Schauspielerin
- Dorothy Janis (19. Februar 1910 – 10. März 2010), US-amerikanische Schauspielerin
- Dirk Janssen (11. Juli 1881 – 12. November 1986), niederländischer Turner
- Jao Tsung-I (9. August 1917 – 6. Februar 2018), chinesischer Dichter, Maler und Sinologe
- Lucy Jarvis (24. Juni 1917 – 26. Januar 2020), US-amerikanische Fernsehproduzentin
- Stefan Mustafa Jasiński (18. Februar 1911 – 4. September 2015), polnischer Imam
- Joli Jászai (21. Mai 1907 – 26. September 2008), ungarische Schauspielerin
- Gertrude Jeannette (28. November 1914 – 4. April 2018), US-amerikanische Schauspielerin
- Henri Jeannin (21. Mai 1872 – 4. September 1973), französisch-deutscher Automobilrennfahrer und Unternehmer
- Wacław Jędrzejewicz (29. Januar 1893 – 30. November 1993), polnischer Diplomat und Politiker
- Herb Jeffries (24. September 1913 – 25. Mai 2014), US-amerikanischer Jazz-Musiker und Schauspieler
- Boris Jefimowitsch Jefimow (28. September 1900 – 1. Oktober 2008), russischer Karikaturist
- Elizabeth Jenkins (31. Oktober 1905 – 5. September 2010), britische Schriftstellerin, Erzählerin und Biografin
- Ella Jenkins (6. August 1924 – 9. November 2024), US-amerikanische Musikerin
- Ronald Jervis, 7. Viscount St. Vincent (3. Mai 1905 – 4. September 2006), britischer Adliger und Politiker
- Alexander Alexandrowitsch Jeschewski (3. November 1915 – 15. Januar 2017), sowjetischer Politiker
- Mizzi Jezel (19. Juli 1883 – 27. Juni 1984), österreichische Operettensängerin (Sopran)
- Paul Johansen (28. Mai 1910 – 5. Januar 2012), dänischer Aktuar und Manager
- Signe Johansson-Engdahl (27. Mai 1905 – 9. Mai 2010), schwedische Schwimmerin
- Bruno Johnke (19. Juni 1906 – 3. August 2007), deutscher Turner
- Glynis Johns (5. Oktober 1923 – 4. Januar 2024), walisische Schauspielerin, Pianistin, Sängerin und Tänzerin
- Evelyn Johnson (4. November 1909 – 10. Mai 2012), US-amerikanische Pilotin („Mama Bird“)
- Isaac Johnson (28. Januar 1811 – 29. November 1911), britischer Erfinder des Klinkers
- Johnny Johnson (25. November 1921 – 7. Dezember 2022), britischer Pilot, Offizier der Luftwaffe, Lehrer und Kommunalpolitiker
- Katherine Johnson (26. August 1918 – 24. Februar 2020), US-amerikanische Mathematikerin
- Charles Wycliffe Joiner (14. Februar 1916 – 10. März 2017), US-amerikanischer Richter
- Paul Jonas (15. Oktober 1904 – 30. Januar 2010), deutscher Maschinenbauingenieur und Strömungsmechaniker
- Alun Jones, Baron Chalfont (5. Dezember 1919 – 10. Januar 2020), britischer Peer und Politiker
- Denny Jones (21. September 1910 – 25. April 2012), US-amerikanischer Politiker
- Howard W. Jones (30. Dezember 1910 – 31. Juli 2015), US-amerikanischer Gynäkologe
- Keith Jones (7. Juli 1911 – 2. März 2012), australischer Mediziner
- Piet de Jong (3. April 1915 – 27. Juli 2016), niederländischer Politiker und Ministerpräsident
- Marien de Jonge (21. September 1911 – 17. Juli 2012), niederländischer Militär
- Walter Jonigkeit (24. April 1907 – 25. Dezember 2009), deutscher Kinobetreiber
- Erwin Jöris (5. Oktober 1912 – 17. November 2013), deutscher Widerstandskämpfer und Schriftsteller
- Franz Jörissen (31. August 1895 – 14. Oktober 1996), deutscher Baumeister
- Maurice Journeau (17. November 1898 – 9. Juni 1999), französischer Komponist
- Muhammad Ibrahim Joyo (12. August 1915 – 9. November 2017), pakistanischer Schriftsteller
- Elsbeth Juda (2. Mai 1911 – 5. Juli 2014), britische Fotografin
- Raymond Julien (12. September 1913 – 24. April 2016), französischer Politiker
- Russell Jump (16. März 1895 – 18. April 2000), US-amerikanischer Politiker und Bürgermeister von Wichita
- Manich Jumsai (5. Oktober 1908 – 3. Januar 2009), thailändischer Gelehrter und Pädagoge
- Ernst Jünger (29. März 1895 – 17. Februar 1998), deutscher Schriftsteller
- Joseph M. Juran (24. Dezember 1904 – 28. Februar 2008), rumänisch-amerikanischer Ökonom und Pionier des Qualitätsmanagements
- Irena Jurgielewiczowa (13. Januar 1903 – 25. Mai 2003), polnische Schriftstellerin
- Isabella Danilowna Jurjewa (7. September 1899 – 20. Januar 2000), russische Volksmusiksängerin

### K
- Karl Käfer (10. Januar 1898 – 30. Juli 1999), Schweizer Betriebswirtschaftler
- Irving Kahn (19. Dezember 1905 – 24. Februar 2015), US-amerikanischer Finanzanalyst
- Robert L. Kahn (28. März 1918 – 6. Januar 2019), US-amerikanischer Psychologe
- Naum Lwowitsch Kaidanowski (26. Oktober 1907 – 11. November 2010), sowjetischer bzw. russischer Radioastronom
- Aarne Kainlauri (25. Mai 1915 – 11. März 2020), finnischer Hindernisläufer
- Berthe Kal (10. November 1913 – 25. April 2015), französische Sängerin und Pädagogin
- Konstantinos Kallias (9. Juli 1901 – 7. April 2004), griechischer Politiker
- Ata Kandó (17. September 1913 – 14. September 2017), niederländische Fotografin
- Jasper H. Kane (15. Juli 1903 – 16. November 2004), US-amerikanischer Biochemiker
- Joseph Nathan Kane (23. Januar 1899 – 22. September 2002), US-amerikanischer Sachbuchautor
- Augustinos Andreas Kantiotis (20. April 1907 – 28. August 2010), griechischer Geistlicher, Bischof der griechisch-orthodoxen Kirche
- Lieselotte Kantner (27. November 1923 – 26. April 2024), deutsche Produktdesignerin
- Mordechai M. Kaplan (11. Juni 1881 – 8. November 1983), US-amerikanischer jüdischer Theologe und Begründer des Rekonstruktionismus
- Andrejs Kapmals (5. November 1889 – 21. Januar 1994), russischer Marathonläufer
- Stavros Karamaniolas (13. Mai 1911 – 18. April 2014), griechischer Dichter und Komponist
- Alexander George Karczmar (9. Mai 1917 – 17. August 2017), polnisch-amerikanischer Neurowissenschaftler
- Roger Karl (29. April 1882 – 4. Mai 1984), französischer Schauspieler
- Wacław Karłowicz (15. September 1907 – 8. Dezember 2007), polnischer römisch-katholischer Geistlicher
- Paula Karpinski (6. November 1897 – 8. März 2005), deutsche SPD-Politikerin und Hamburger Senatorin
- Tatjana Michailowna Karpowa (17. Januar 1916 – 26. Februar 2018), russische Schauspielerin
- Martin Karsten (21. Dezember 1890 – 19. Dezember 1995), deutscher Politiker (DDP, CDU)
- Dhondo Keshav Karve (18. April 1858 – 9. November 1962), indischer Sozialreformer
- Wally Karveno (14. Oktober 1914 – 15. Juli 2015), französisch-deutsche Komponistin und Pianistin
- Toshikazu Kase (12. Januar 1903 – 21. Mai 2004), japanischer Diplomat
- Ottilie Kasper (14. Oktober 1905 – 30. April 2009), deutsche Malerin
- Veikko Kasslin (9. Januar 1919 – 19. November 2021), finnischer Radrennfahrer
- Piet Kasteel (4. November 1901 – 12. Dezember 2003), niederländischer Diplomat und Gouverneur von Curaçao
- Salme Katajavuori (2. Mai 1912 – 8. September 2016), finnische Politikerin
- Tamako Kataoka (5. Januar 1905 – 16. Januar 2008), japanische Malerin
- Yutaka Katayama (15. September 1909 – 19. Februar 2015), japanischer Manager
- Miyozō Katō (25. Januar 1912 – 10. Mai 2012), japanischer Maler
- Shizue Katō (2. März 1897 – 22. Dezember 2001), japanische Frauenrechtlerin und Politikerin
- Jekaterina Sergejewna Katukowa (13. Januar 1914 – 5. Februar 2015), russische Stenotypistin, Feldscherin und Schriftstellerin
- Estella Katzenellenbogen (24. Februar 1886 – 17. Februar 1991), deutsche Kunstsammlerin und Galeristin
- Bel Kaufman (10. Mai 1911 – 25. Juli 2014), russisch-US-amerikanische Schriftstellerin
- Hans Kaufmann (22. Dezember 1910 – 20. März 2012), deutscher Informatiker
- Sheila Kaul (7. Februar 1915 – 13. Juni 2015), indische Politikerin
- Herbert von Kaven (8. Februar 1908 – 25. Juli 2009), deutscher Mathematiker
- F. Ray Kayer Sr. (29. September 1898 – 7. März 2001), US-amerikanischer Jurist und Politiker (Mitglied des Supreme Court von Vermont)
- Jan Kazimierczak (16. Mai 1910 – 5. Juli 2011), polnischer Pädagoge und Politiker
- Dan Keating (2. Februar 1902 – 2. Oktober 2007), irischer Politiker (Sinn Féin)
- Ed Keats (30. Januar 1915 – 2. März 2019), US-amerikanischer Konteradmiral
- Elisabeth Keers-Laseur (8. März 1890 – 18. Dezember 1997), niederländische nationalsozialistische Aktivistin
- Hans Keilson (12. Dezember 1909 – 31. Mai 2011), niederländischer Arzt, Psychoanalytiker und Schriftsteller
- Josef Keindl (20. November 1903 – 16. Dezember 2007), österreichischer Gymnasiallehrer und Geograph
- Sydney Keith-Falconer, 11. Countess of Kintore (20. September 1874 – 21. September 1974), britische Peeress
- Vilho Kekkonen (21. Februar 1909 – 20. Oktober 2014), finnischer Sänger
- Ágnes Keleti (9. Januar 1921 – 2. Januar 2025), ungarisch-israelische Kunstturnerin
- René Keller (29. Juni 1900 – 15. Dezember 2003), Schweizer Jurist
- Walter Keller (13. März 1900 – 23. März 2001), US-amerikanischer Geologe
- Willis Kelly (2. Dezember 1909 – 14. September 2012), US-amerikanischer Jazztrompeter
- Frances Oldham Kelsey (24. Juli 1914 – 7. August 2015), US-amerikanische Pharmakologin
- Beatrix Kempf (1. November 1908 – 19. August 2009), österreichische Redakteurin, Friedensaktivistin und Biographin Bertha von Suttners
- Lothar Kempter (1. Mai 1900 – 12. Februar 2001), Schweizer Schriftsteller und Germanist
- Rezső Kende (31. Dezember 1908 – 19. Juni 2011), ungarischer Turner
- John Kenley (20. Februar 1906 – 23. Oktober 2009), US-amerikanischer Theaterdirektor
- George F. Kennan (16. Februar 1904 – 17. März 2005), US-amerikanischer Diplomat
- Rose Kennedy (22. Juli 1890 – 22. Januar 1995), Mutter von John F. Kennedy
- Barbara Kent (16. Dezember 1907 – 13. Oktober 2011), kanadische Schauspielerin
- Lou Kenton (1. September 1908 – 17. September 2012), britischer Politaktivist und Künstler
- Hermann Kerger (3. März 1906 – 12. April 2009), deutscher Allgemeinarzt und ärztlicher Standespolitiker
- David Morris Kern (4. August 1909 – 3. Mai 2013), US-amerikanischer Pharmakologe und Unternehmer
- Olga Kešeljević-Barbezat (15. August 1913 – 21. Dezember 2015), französische Schauspielerin
- Hans Alwin Ketels (19. Oktober 1913 – 12. April 2017), deutscher Politiker und Landtagsabgeordneter Schleswig-Holsteins
- Ancel Keys (26. Januar 1904 – 20. November 2004), US-amerikanischer Ernährungswissenschaftler
- Abdul Rashid Khan (19. August 1908 – 18. Februar 2016), indischer Musiker und Komponist
- Feroze Khan (9. September 1904 – 21. April 2005), pakistanischer Hockeyspieler
- Muhammad Aslam Khan Khattak (5. April 1908 – 10. Oktober 2008), pakistanischer Politiker und Diplomat
- Paul Khoury (19. September 1921 – 24. November 2021), libanesischer Philosoph
- Mary Stewart Kilgour (24. September 1851 – 31. März 1955), britische Lehrerin, Autorin und Frauenrechtlerin
- Erik Kinell (15. September 1912 – 9. Februar 2013), schwedischer Maler
- Inge King (26. November 1915 – 24. April 2016), deutsch-australische Bildhauerin
- Phyllis King (23. August 1905 – 27. Januar 2006), britische Tennisspielerin und Wimbledonsiegerin
- Ronold W. P. King (19. September 1905 – 10. April 2006), US-amerikanischer angewandter Physiker
- William Donald Aelian King (23. Juni 1910 – 21. September 2012), britischer Marineoffizier
- Hilda Kingslake (16. Februar 1902 – 14. Februar 2003), britische Optikexpertin und Ehefrau von Rudolf Kingslake
- Robert Kinoshita (24. Februar 1914 – 9. Dezember 2014), US-amerikanischer Filmdesigner
- H. David Kirk (5. März 1918 – 14. Dezember 2019), kanadischer Soziologe
- Wilhelm Kirschey (27. März 1906 – 13. Mai 2006), deutscher antifaschistischer Widerstandskämpfer
- Henry Kissinger (27. Mai 1923 – 29. November 2023), deutsch-US-amerikanischer Politikwissenschaftler, Politiker und Friedensnobelpreisträger
- Barys Kit (6. April 1910 – 1. Februar 2018), belarussischer Mathematiker, Physiker, Chemiker und Philosoph
- Seibō Kitamura (16. Dezember 1884 – 4. März 1987), japanischer Bildhauer
- Charles Kittel (18. Juli 1916 – 15. Mai 2019), US-amerikanischer Physiker
- Jalmari Kivenheimo (25. September 1889 – 29. Oktober 1994), finnischer Geräteturner
- Gerhard Klages (11. September 1915 – 7. September 2017), deutscher Physiker
- Kurt Klaudy (12. April 1905 – 3. Dezember 2009), österreichischer Architekt
- Fritz Klee (24. August 1876 – 12. Dezember 1976), deutscher Architekt und Porzellandesigner
- Lis Kleeberg (27. August 1916 – 19. Februar 2019), deutsche Schriftstellerin
- Jørgen Kleemann (7. März 1923 – 11. Mai 2023), grönländischer Musiker
- Emil Klein (3. Dezember 1905 – 22. Februar 2010), deutscher Politiker der NSDAP und Reichstagsabgeordneter
- Wilhelm Klein (24. März 1889 – 7. Januar 1996), deutscher römisch-katholischer Theologe und Spiritual
- Erich Kleineidam (3. Januar 1905 – 21. April 2005), deutscher Philosoph und römisch-katholischer Theologe
- Edward E. Kleinschmidt (9. September 1876 – 22. August 1977), deutsch-amerikanischer Erfinder
- Nathaniel Kleitman (26. April 1895 – 13. August 1999), russisch-amerikanischer Schlafforscher (REM-Schlaf)
- Alfred Klemm (15. Februar 1913 – 23. Februar 2013), deutscher Chemiker
- Hans Kleppen (16. März 1907 – 12. April 2009), norwegischer Skispringer
- Walter Klestadt (26. Februar 1883 – 20. Januar 1985), deutschamerikanischer HNO-Arzt
- Lotte Kliebert (15. Oktober 1887 – 27. November 1991), deutsche Musikerin
- Erich Kliefert (20. Juni 1893 – 30. Januar 1994), deutscher Maler
- Bertha Klingberg (21. Oktober 1898 – 7. November 2005), deutsche Blumenbinderin und Ehrenbürgerin der Stadt Schwerin
- Werner Klippert (22. April 1923 – 19. November 2024), deutscher Autor und Dramaturg
- Paul E. Klopsteg (30. Mai 1889 – 28. April 1991), US-amerikanischer Physiker
- Werner Knapp (24. September 1921 – 10. Januar 2025), deutscher Antifaschist und Vertragsunterhändler für den internationalen zivilen Luftverkehr der DDR
- Herbert Kneifel (17. März 1908 – 29. Juni 2010), österreichischer Archivar und Politiker
- Florence Knoll (24. Mai 1917 – 25. Januar 2019), US-amerikanische Architektin und Möbeldesignerin
- Dorothy Knowles (28. März 1906 – 10. November 2010), britische Romanistin und Theaterwissenschaftlerin
- Durward Knowles (2. November 1917 – 24. Februar 2018), bahamaischer Segler
- Stina Kobell (19. Juli 1909 – 6. November 2012), deutsche Kunsthistorikerin
- Alfred Koch (23. Juni 1907 – 18. August 2013), deutscher Sportmediziner
- Elly Koch (24. Juli 1916 – 27. Juli 2017), Schweizer Stickerin und Autorin
- Helmut Koch (30. April 1922 – 29. Januar 2024), deutscher Politiker (SED)
- Lotte Koch (9. März 1913 – 7. Mai 2013), deutsche Schauspielerin
- Hans F. Koenekamp (3. Dezember 1891 – 12. September 1992), US-amerikanischer Kameramann und Spezialeffektkünstler
- Herbert Köfer (17. Februar 1921 – 24. Juli 2021), deutscher Schauspieler
- Wilhelm Kohl (9. Dezember 1913 – 2. Oktober 2014), deutscher Historiker und Archivar
- Hebe Charlotte Kohlbrugge (8. April 1914 – 13. Dezember 2016), niederländische Widerstandskämpferin gegen das NS-Regime und reformierte (autodidaktische) Theologin
- Ingeborg Köhler-Rieckenberg (4. Dezember 1914 – 10. Juni 2015), deutsche Volkswirtin
- Gert Kohlmann (3. Dezember 1919 – 31. Dezember 2021), deutscher Generalmajor der Bundeswehr
- Vera Kohn (24. März 1912 – 29. Juni 2012), Schauspielerin, Psychologin und Therapeutin
- Masajirō Kojima (31. Januar 1894 – 24. März 1994), japanischer Schriftsteller
- Eleanor Koldofsky (9. September 1920 – 14. Februar 2023), kanadische Musik- und Filmproduzentin und Autorin
- Mykola Kolessa (6. Dezember 1903 – 8. Juni 2006), ukrainischer Komponist und Dirigent
- Karl Koller (16. April 1919 – 26. Oktober 2019), österreichischer Skirennläufer und Skilehrer
- Walter Martin Kollmorgen (10. Februar 1907 – 22. Juli 2008), US-amerikanischer Geograph
- Felix Kolmer (3. Mai 1922 – 5. August 2022), tschechischer Physiker und Holocaustüberlebender
- Lidija Konstantinowna Komarowa (24. Märzjul. / 6. April 1902greg. – 24. Juni 2002), sowjetische Architektin
- Daniil Semjonowitsch Komissarow (1. Mai 1907 – 20. Mai 2008), russischer Iranist, Übersetzer und sowjetischer Diplomat
- Keizō Komura (25. Juni 1896 – 14. Mai 2000), japanischer Admiral
- Juliana Koo (26. September 1905 – 24. Mai 2017), chinesisch-US-amerikanische Diplomatin
- Steve Kordek (26. Dezember 1911 – 19. Februar 2012), US-amerikanischer Geschäftsmann und Designer
- Jacob Korevaar (25. Januar 1923 – 18. März 2025), niederländisch-US-amerikanischer Mathematiker
- Boris Alexejewitsch Koroljow (7. Dezember 1909 – 26. Februar 2010), sowjetischer Mediziner
- Nikita Leontjewitsch Korsch (30. Maijul. / 10. Juni 1731greg. – 30. Oktoberjul. / 11. November 1835greg.), russischer Geschichtenerzähler
- Bolesław Kostkiewicz (25. Juli 1908 – 23. März 2011), polnischer Militär
- Joseph Kowalewski (31. Dezember 1899 – 30. März 2000), US-amerikanischer Pharmaforscher und physikalischer Chemiker
- Zofia Kozarynowa (20. November 1890 – 17. April 1992), polnische Schriftstellerin
- Jaroslav Kozlík (22. Mai 1907 – 21. Oktober 2012), tschechischer Pädagoge
- Leopold Kozłowski-Kleinman (26. November 1918 – 12. März 2019), polnischer Pianist, Komponist und Dirigent
- Werner Kraft (7. September 1917 – 1. Juli 2020), deutscher Bauingenieur und Bauunternehmer
- Mara Kralj (9. September 1909 – 22. Oktober 2010), jugoslawische bzw. slowenische Malerin und Puppendesignerin
- Eileen Kramer (8. November 1914 – 15. November 2024), australische Tänzerin und Choreografin
- Helmut Kramer (7. Juli 1910 – 6. Mai 2011), deutscher evangelisch-lutherischer Theologe
- Otto Krammer (18. Juli 1903 – 16. April 2007), österreichischer Ministerialbeamter und Studentenhistoriker
- Hans Krasensky (2. Juli 1903 – 15. November 2006), österreichischer Wirtschaftspädagoge
- Maria Krasna (14. Mai 1909 – 7. Juli 2011), deutsche Schauspielerin und Hörspielsprecherin
- Edith Kraus (16. Mai 1913 – 3. September 2013), israelische Pianistin
- Martha Krause-Lang (26. März 1912 – 14. Dezember 2016), deutsche Sozialarbeiterin
- William Krehm (23. Dezember 1913 – 19. April 2019), kanadischer Autor, Journalist und politischer Aktivist
- Herbert Kreibich (24. März 1910 – 7. Januar 2019), deutsch-schweizerischer Industriemanager
- Trude Kreibich (9. Juni 1910 – 21. August 2012), deutsch-schweizerische Malerin
- Emmanuel Kriaras (28. November 1906 – 22. August 2014), griechischer Altphilologe und Lexikograf
- T. Krishnamacharya (18. November 1888 – 28. Februar 1989), indischer Yogalehrer
- Hans Kristiansen (14. August 1913 – 9. August 2015), norwegischer Dichter, Dramatiker und Librettist
- Stanko Kristl (29. Januar 1922 – 18. Januar 2024), slowenischer Architekt
- Heinrich Reinhard Kröh (7. Mai 1841 – 14. Dezember 1941), deutscher Landschaftsmaler
- Elisabeth Kronseder (14. Februar 1890 – 29. November 1990), deutsche Bildhauerin und Malerin
- Juta Krulc (18. April 1913 – 22. Juni 2015), jugoslawische bzw. slowenische Landschaftsarchitektin
- Ernst Krupka (15. Oktober 1890 – 25. Februar 1991), deutscher Evangelist der Deutschen Zeltmission
- Harald Krusche (21. März 1909 – 27. Januar 2014), polnischer Chemiker
- Imrich Kružliak (8. Dezember 1914 – 1. Februar 2019), slowakischer Politiker, Publizist, Schriftsteller, Historiker, Übersetzer und Exilarbeiter
- Phyllis Krystal (11. Mai 1914 – 10. Dezember 2016), britische Psychotherapeutin
- Josef Štefan Kubín (7. Oktober 1864 – 25. November 1965), tschechischer Ethnograph und Schriftsteller
- Joachim P. Kuettner (21. September 1909 – 24. Februar 2011), deutsch-amerikanischer Physiker und Segelflieger
- Hermann von Kuhl (2. November 1856 – 4. November 1958), deutscher General und Militärhistoriker
- Ernst Kuhn (11. August 1916 – 26. Januar 2020), Schweizer Internist
- Manfred Kujawski (20. Mai 1924 – 2. August 2024), deutscher Setdesigner, Modellbauer und Formgestalter
- Motoichi Kumagai (12. Juli 1909 – 6. November 2010), japanischer Fotograf
- Fred Kummerow (4. Oktober 1914 – 31. Mai 2017), US-amerikanischer Chemiker
- John Kundla (3. Juli 1916 – 23. Juli 2017), US-amerikanischer Basketballtrainer
- Stanley Kunitz (29. Juli 1905 – 14. Mai 2006), US-amerikanischer Dichter
- Artur Kunz (26. April 1916 – 6. August 2018), deutscher Unternehmer
- Magdalena Kupfer (9. Oktober 1910 – 25. Februar 2011), deutsche Pädagogin und Politikerin
- Hans Kurath (13. Dezember 1891 – 2. Januar 1992), US-amerikanischer Sprachwissenschaftler
- Sári Kürthy (12. September 1874 – 1. Mai 1978), ungarische Schauspielerin
- Heinz Kurze (21. November 1918 – 23. März 2020), deutscher Hochschullehrer und Funktionär
- Alfred Kusche (21. April 1884 – 9. Juli 1984), deutscher Künstler und Kunstgewerbler
- Fuki Kushida (17. Februar 1899 – 5. Februar 2001), japanische Frauenrechtlerin
- Helmut Kuß (26. März 1906 – 9. Dezember 2006), deutscher Verwaltungsjurist
- Laura Maria Kutzer (5. August 1896 – 16. Dezember 1997), deutsche Literaturübersetzerin
- Victor Küzdő (18. September 1859 – 24. Februar 1966), ungarisch-amerikanischer Violinist, Komponist und Musikpädagoge
- Martha Kyrle (17. April 1917 – 15. Juli 2017), österreichische Philanthropin und First Lady

### L
- Mae Laborde (13. Mai 1909 – 9. Januar 2012), US-amerikanische Schauspielerin
- Suzanne Lacore (30. Mai 1875 – 6. November 1975), französische Politikerin und erstes weibliches Regierungsmitglied (Unterstaatssekretärin für Jugendschutz von 1936 bis 1937)
- Marcelle de Lacour (6. November 1896 – 24. März 1997), französische Cembalistin
- Léon Lacroix (23. November 1909 – 1. August 2016), belgischer Numismatiker und Klassischer Archäologe
- Carla Laemmle (20. Oktober 1909 – 12. Juni 2014), US-amerikanische Schauspielerin
- Traute Lafrenz (3. Mai 1919 – 6. März 2023), deutsche Widerstandskämpferin gegen den Nationalsozialismus
- Irène Lagut (3. Januar 1893 – 4. August 1994), französische Malerin
- Aimo Laiho (6. Januar 1914 – 29. September 2014), finnischer Politiker
- Dean S. Laird (7. Februar 1921 – 10. August 2022), US-amerikanischer Kampf- und Stuntpilot
- Abel Lajtha (22. September 1922 – 25. Mai 2024), ungarischer Mediziner
- Braj Basi Lal (2. Mai 1921 – 10. September 2022), indischer Archäologe
- Eleanor Lambert (10. August 1903 – 7. Oktober 2003), US-amerikanische Modejournalistin
- Jeanne Lamouche (6. August 1920 – 19. November 2022), französische Leichtathletin
- Karolina Lanckorońska (11. August 1898 – 25. August 2002), polnische Kunsthistorikerin und Schriftstellerin
- Malwa Nojewna Landa (4. August 1918 – 3. Juli 2019), sowjetisch-russische Geologin und Menschenrechtlerin
- Johanna Landgraf (11. Oktober 1908 – 3. Juni 2012), deutsche Judenretterin
- Alf Landon (9. September 1887 – 12. Oktober 1987), US-amerikanischer Gouverneur und Präsidentschaftskandidat
- Vytautas Landsbergis-Žemkalnis (10. März 1893 – 21. Mai 1993), litauischer Architekt
- Octave Landuyt (26. Dezember 1922 – 7. August 2024), belgischer Bildhauer und Maler
- Charles Lane (26. Januar 1905 – 9. Juli 2007), US-amerikanischer Schauspieler
- Robert E. Lane (19. August 1917 – 31. Dezember 2017), US-amerikanischer Politikwissenschaftler und Hochschullehrer
- Anna Lang (5. Mai 1911 – 27. September 2019), deutsche Weberin
- Ernst Michael Lang (16. Oktober 1913 – 21. Oktober 2014), schweizerischer Veterinärmediziner
- Franz Lang (31. Oktober 1916 – 12. Dezember 2017), deutscher Landrat
- Margaret Ruthven Lang (27. November 1867 – 29. Mai 1972), US-amerikanische Komponistin
- Johnny Lange (15. August 1905 – 6. Januar 2006), US-amerikanischer Komponist
- Ilse Langguth (29. Mai 1921 – 1. Juli 2022), deutsche Aktivistin der Frauenbewegung
- Hermod Lannung (9. November 1895 – 4. Oktober 1996), dänischer Jurist und Politiker
- Gustav Lantschner (12. August 1910 – 19. März 2011), österreichisch-deutscher Skirennläufer
- Erik Sture Larre (31. März 1914 – 11. November 2014), norwegischer Jurist und Naturschützer
- Henning Larsen (12. Dezember 1910 – 11. Januar 2011), dänischer Marathonläufer
- Mykolas Lasinskas (1. Dezember 1916 – 25. Mai 2020), litauischer Hydrotechniker, Flussforscher und Hochschullehrer
- Juliette Lasserre (14. April 1907 – 9. Juli 2007), deutsch-schweizerische Fotografin und literarische Übersetzerin
- Max Lattmann (25. August 1910 – 10. Mai 2011), Schweizer Ingenieur
- Silvana Lattmann (8. November 1918 – 19. Juli 2023), Schweizer Schriftstellerin
- Judith Lauand (26. Mai 1922 – 9. Dezember 2022), brasilianische Grafikerin und Malerin
- Ernst Laue (13. Februar 1922 – 23. März 2022), deutscher Heimatforscher
- Walther Lauersen (14. März 1906 – 7. September 2007), deutscher Wirtschaftswissenschaftler
- Hugues Laurent (24. Juni 1885 – 16. September 1990), französischer Filmarchitekt und Kurzfilmregisseur
- Olga Lauristin (28. April 1903 – 25. Juni 2005), estnische kommunistische Politikerin
- André Lavagne (12. Juli 1913 – 21. März 2014), französischer Komponist
- Sidney Laverents (5. August 1908 – 6. Mai 2009), US-amerikanischer Filmproduzent
- Anthony Lawrence (12. August 1912 – 24. September 2013), britischer Journalist
- Harold Lawton (27. Juli 1899 – 24. Dezember 2005), britischer Frankoromanist
- Lucile Layton (22. Juli 1903 – 21. Dezember 2004), US-amerikanische Schauspielerin (Ziegfeld Follies)
- Madeleine Lazard (14. Januar 1921 – 15. Mai 2022), französische Romanistin und Literaturwissenschaftlerin
- Erna Lazarus (16. Juni 1903 – 19. Februar 2006), US-amerikanische Drehbuchautorin
- Guy Lazorthes (4. Juli 1910 – 26. März 2014), französischer Mediziner
- Renée Le Calm (18. September 1918 – 8. Juni 2019), französische Schauspielerin
- Paul Le Flem (18. März 1881 – 31. Juli 1984), französischer Komponist
- René Le Hénaff (26. April 1901 – 5. Januar 2005), französischer Regisseur und Filmeditor
- Charles Le Maresquier (16. Oktober 1870 – 6. Januar 1972), französischer Architekt
- Léon Le Minor (16. April 1920 – 21. April 2021), französischer Mikrobiologe
- Guy Le Rumeur (12. November 1901 – 28. Dezember 2003), französischer Offizier und Schriftsteller
- Lê Thành Khôi (3. Mai 1923 – 28. Januar 2025), vietnamesisch-französischer Bildungs- und Wirtschaftswissenschaftler sowie Autor, UNESCO-Berater und Hochschullehrer
- David Le Vita (2. Juni 1906 – 26. August 2006), US-amerikanischer Musikwissenschaftler, Pianist und Musikpädagoge
- Guillermo Leaden (20. Juli 1913 – 14. Juli 2014), argentinischer römisch-katholischer Weihbischof
- Norman Lear (27. Juli 1922 – 5. Dezember 2023), US-amerikanischer Fernsehautor und Produzent
- Yvette Lebon (14. August 1910 – 28. Juli 2014), französische Schauspielerin
- Roger Lebranchu (22. Juli 1922 – 10. Januar 2025), französischer Ruderer
- Wolf Leder (13. Januar 1906 – 24. August 2009), deutscher Kostüm- und Bühnenbildner
- Francis Lederer (6. November 1899 – 25. Mai 2000), tschechischer Schauspieler
- Jerome F. Lederer (26. September 1902 – 6. Februar 2004), US-amerikanischer Pionier der Flugsicherheit („Mr. Aviation Safety“)
- Shih-Ying Lee (30. April 1918 – 2. Juli 2018), US-amerikanischer Erfinder und Ingenieur
- Adrianus Cornelis van Leeuwen (30. Oktober 1887 – 30. Juni 1991), niederländischer Komponist und Dirigent
- Wilhelm Lefèbre (6. Dezember 1873 – 26. Mai 1974), deutscher Maler, Radierer und Lithograph
- Heinz Leferenz (15. Juli 1913 – 29. April 2015), deutscher Psychiater und Kriminologe
- Sydney Leff (18. November 1901 – 10. Dezember 2005), US-amerikanischer Künstler (Notenblätter)
- Lucienne Legrand (18. Juli 1920 – 19. Oktober 2022), französische Schauspielerin
- Denise Legrix (16. Mai 1910 – 25. August 2010), französische Schriftstellerin und Malerin
- Gladys Lehman (24. Januar 1892 – 7. April 1993), US-amerikanische Drehbuchautorin
- Inge Lehmann (13. Mai 1888 – 21. Februar 1993), dänische Seismologin
- Maxime Lehmann (17. Dezember 1906 – 24. April 2009), französischer Fußballspieler schweizerischer Herkunft
- Emma Lehmer (6. November 1906 – 7. Mai 2007), russisch-amerikanische Mathematikerin
- Joseph Lehner (29. Oktober 1912 – 5. August 2013), US-amerikanischer Mathematiker
- Arthur Lehning (23. Oktober 1899 – 1. Januar 2000), niederländischer Historiker und Philosoph
- Matti Lehtinen (24. April 1922 – 16. August 2022), finnischer Opernsänger (Bariton)
- Lei Jieqiong (12. Dezember 1905 – 9. Januar 2011), chinesische Soziologin und Politikerin
- George N. Leighton (22. Oktober 1912 – 6. Juni 2018), US-amerikanischer Jurist
- Anton Leischner (22. Mai 1908 – 17. September 2010), deutscher Neurologe und Linguist
- Rita Lejeune (22. November 1906 – 18. März 2009), belgische Philologin und Hochschullehrerin
- Ulrich Leman (15. Oktober 1885 – 22. April 1988), deutscher Maler
- Frances Lennon (12. September 1912 – 24. Januar 2015), britische Künstlerin
- Gita Lenz (9. Oktober 1910 – 20. Januar 2011), US-amerikanische Fotografin
- Julio César León (2. Februar 1925 – 17. August 2025), venezolanischer Radrennfahrer
- Conrad Leonard (24. Oktober 1898 – 19. April 2003), britischer Musiker
- Samuel L. Leonard (26. November 1905 – 11. November 2007), US-amerikanischer Zoologe
- Felice Leonardo (9. März 1915 – 15. April 2015), italienischer römisch-katholischer Bischof
- August Leopolder (6. Juli 1905 – 31. August 2006), deutscher Pianist und Klavierpädagoge
- Galo Leoz (22. April 1879 – 23. Januar 1990), spanischer Augenarzt
- Marguerite Lescop (8. November 1915 – 3. April 2020), kanadische Autorin
- Perez Leshem (5. September 1903 – 6. Oktober 2003), jüdisch-zionistischer Aktivist und israelischer Diplomat
- Wolf Leslau (14. November 1906 – 18. November 2006), polnisch-amerikanischer Sprachwissenschaftler (semitische Sprachen)
- Aleen Leslie (5. Februar 1908 – 2. Februar 2010), US-amerikanische Dramatikerin
- Arthur Lessac (9. September 1909 – 7. April 2011), US-amerikanischer Erfinder des Kinesensic Training
- Walter Leßner (5. Januar 1909 – 6. November 2010), deutscher Politiker, Oberbürgermeister von Göttingen
- Alessandro Lessona (9. September 1891 – 10. November 1991), italienischer Heeresoffizier und faschistischer Politiker
- Evelyn Lett (17. Oktober 1896 – 26. März 1999), kanadische Frauenrechtlerin
- William E. Leuchtenburg (28. September 1922 – 28. Januar 2025), US-amerikanischer Historiker
- Géry Leuliet (12. Januar 1910 – 1. Januar 2015), französischer römisch-katholischer Bischof
- Elsy Leuzinger (7. Februar 1910 – 27. April 2010), Schweizer Kunstethnologin
- Rita Levi-Montalcini (22. April 1909 – 30. Dezember 2012), italienisch-US-amerikanische Neurologin und Nobelpreisträgerin
- Claude Lévi-Strauss (28. November 1908 – 30. Oktober 2009), französischer Ethnologe und Anthropologe
- Alfred Levitt (15. August 1894 – 29. Mai 2000), belarussisch-amerikanischer Maler
- Waldemar Levy Cardoso (4. Dezember 1900 – 13. Mai 2009), brasilianischer Feldmarschall
- Fritz Leweke (28. Januar 1901 – 29. Januar 2001), deutscher Kirchenmaler, Restaurator und Gestalter von Orgelprospekten
- Bernard Lewis (31. Mai 1916 – 19. Mai 2018), britisch-amerikanischer Historiker und Publizist
- Stanley Cornwell Lewis (18. Dezember 1905 – 9. September 2009), walisischer Maler und Illustrator
- Maria Ley (1. August 1898 – 14. Oktober 1999), österreichisch-amerikanische Tänzerin, Tanzlehrerin und Ehefrau von Erwin Piscator
- Erich Leyens (13. Januar 1898 – 1. Oktober 2001), deutsch-US-amerikanischer Kaufmann und Holocaustüberlebender
- William Jefferson Lhamon (16. September 1855 – 21. Oktober 1955), US-amerikanischer Geistlicher der Christian Church (Disciples of Christ)
- Li Rui (13. April 1917 – 16. Februar 2019), chinesischer Politiker
- Jessie Lichauco (10. Januar 1912 – 1. November 2021), US-amerikanisch-philippinische Philanthropin
- Eleonora Jakowlewna Lichtenberg (29. Januar 1925 – 2. Februar 2025), sowjetische bzw. russische Architektin
- Eduards Līcis (25. März 1884 – 25. November 1987), lettischer Schriftsteller
- Eric Lidow (22. Dezember 1912 – 18. Januar 2013), US-amerikanischer Unternehmer
- Haakon Lie (22. September 1905 – 25. Mai 2009), norwegischer Politiker und Generalsekretär der Arbeiderpartiet
- Wolfgang Liebe (17. Juni 1917 – 1. August 2017), deutscher Apotheker
- Pamina Liebert-Mahrenholz (27. April 1904 – 27. September 2004), deutsch-englische Bildhauerin und Malerin
- Jack Liebowitz (10. Oktober 1900 – 11. Dezember 2000), US-amerikanischer Gründer von DC Comics
- Jegor Kusmitsch Ligatschow (29. November 1920 – 7. Mai 2021), sowjetischer Politiker
- Lilibert (30. November 1923 – 3. Oktober 2024), luxemburgisch-deutsche Schlagertexterin und Rundfunkmoderatorin
- Helmut Lilie (11. März 1923 – 27. Januar 2025), deutscher Chemiker, Hochschullehrer und Politiker der SED
- Sven Liljeblad (30. Mai 1899 – 17. März 2000), schwedischer Anthropologe und Märchenforscher
- Marija Filippowna Limanskaja (12. April 1924 – 25. November 2024), sowjetische Militärpolizistin
- Paul Moyer Limbert (27. Mai 1897 – 24. Dezember 1998), Generalsekretär des Christlichen Vereins Junger Menschen
- Peter Limbourg (18. April 1915 – 28. Dezember 2015), deutscher Diplomat
- María Teresa Linares (14. August 1920 – 26. Januar 2021), kubanische Musikwissenschaftlerin und -pädagogin
- Levi Robert Lind (29. Juli 1906 – 22. September 2008), US-amerikanischer Klassischer Philologe
- Charles E. Lindblom (21. März 1917 – 30. Januar 2018), US-amerikanischer Politik- und Wirtschaftswissenschaftler
- Horst Linde (6. April 1912 – 10. September 2016), deutscher Architekt und Stadtplaner
- Ernst Linderoth (1. Februar 1916 – 3. Februar 2016), deutscher Dokumentarfotograf
- Herbert Lindlar (15. März 1909 – 27. Juni 2009), britisch-schweizerischer Chemiker
- Erwin Lindner (7. April 1888 – 30. November 1988), deutscher Entomologe
- Joachim Lindner (25. April 1924 – 4. Dezember 2024), deutscher Schriftsteller und Herausgeber
- Randi Lindtner Næss (11. Mai 1905 – 20. Mai 2009), norwegische Sängerin und Schauspielerin
- Paula Linhart (22. März 1906 – 7. August 2012), deutsche Sozialarbeiterin und Filmkritikerin
- Heinz Maria Lins (25. November 1916 – 27. Dezember 2020), deutscher Sänger in der Stimmlage Bariton
- Margot Linsert (26. Februar 1909 – 26. Oktober 2009), deutsche Widerstandskämpferin gegen den Nationalsozialismus und Mitglied des Internationalen Sozialistischen Kampfbunds (ISK)
- Robert Lippl (7. Dezember 1908 – 6. Mai 2009), deutscher Bildhauer und Maler
- Germán List Arzubide (31. Mai 1898 – 17. Oktober 1998), mexikanischer Schriftsteller
- Hans List (30. April 1896 – 10. September 1996), österreichischer Unternehmer
- Heinrich List (15. März 1915 – 18. Juli 2018), deutscher Richter und Präsident des Bundesfinanzhofs
- Leonard Litwin (16. Oktober 1914 – 2. April 2017), US-amerikanischer Immobilienentwickler
- Natalja Liwyzka-Cholodna (15. Juni 1902 – 26. März 2005), ukrainische Schriftstellerin und Übersetzerin
- Stanislaw Ljudkewytsch (24. Januar 1879 – 10. September 1979), ukrainischer Komponist
- René Llense (14. Juli 1913 – 12. März 2014), französischer Fußballspieler
- Norman Lloyd (8. November 1914 – 11. Mai 2021), US-amerikanischer Regisseur, Produzent und Schauspieler
- Isabelle Gräfin von Loë (13. Februar 1903 – 10. Januar 2009), deutsche Rhein- und Wildgräfin und Schlossherrin von Schloss Wissen
- Michael Loewe (2. November 1922 – 1. Januar 2025), britischer Sinologe
- Georg Loewenstein (18. April 1890 – 27. Mai 1998), deutscher Dermatologe, Sexualwissenschaftler und Sozialhygieniker
- Edward Lofgren (18. Januar 1914 – 6. September 2016), US-amerikanischer Physiker
- Wilhelm Lohmeyer (8. September 1912 – 27. Dezember 2012), deutscher Gärtner, Pflanzensoziologe und Vegetationskundler
- Hilde Löhr (11. September 1897 – 29. September 1998), deutsche Fotografin
- Georges Loinger (29. August 1910 – 28. Dezember 2018), französischer Historiker und Mitglied der Résistance
- Budimir Lončar (1. April 1924 – 1. September 2024), jugoslawischer Politiker und Außenminister
- Huey Long (25. April 1904 – 10. Juni 2009), US-amerikanischer Musiker und Mitglied der Gesangsgruppe The Ink Spots
- Leonard Long (25. April 1911 – 3. November 2013), australischer Maler
- Trento Longaretti (27. September 1916 – 7. Juni 2017), italienischer Maler
- Deolinda Lopes Vieira (8. Juli 1888 – 6. Juni 1993), portugiesische Grundschullehrerin, feministische und anarchosyndikalistische Aktivistin
- Tamás Lossonczy (12. August 1904 – 3. November 2009), ungarischer Maler
- Hubertus Lossow (2. Januar 1911 – 16. August 2011), deutscher Kunsthistoriker und Sachbuchautor
- Pierre Louis-Dreyfus (17. Mai 1908 – 15. Januar 2011), französischer Reeder und Bankier
- James Lovelock (26. Juli 1919 – 26. Juli 2022), britischer Chemiker, Mediziner, Biophysiker und Erfinder
- Adolph Lowe (4. März 1893 – 3. Juni 1995), deutscher Soziologe und Nationalökonom
- Megan Lowe (17. November 1915 – 16. Mai 2017), britische Cricketspielerin
- Lü Zhengcao (4. Januar 1905 – 13. Oktober 2009), chinesischer General
- Seymour Lubetzky (28. April 1898 – 5. April 2003), US-amerikanischer Bibliothekar und Katalogtheoretiker
- Bill Lucas (16. Januar 1917 – 24. März 2018), britischer Langstreckenläufer
- Elena Lucena (25. September 1914 – 7. Oktober 2015), argentinische Schauspielerin
- Lawrence Lucie (18. Dezember 1907 – 14. August 2009), US-amerikanischer Jazzgitarrist
- Alice Ludes (20. Dezember 1912 – 12. Februar 2017), US-amerikanische Sängerin
- John Walter Guerrier Lund (27. November 1912 – 21. März 2015), britischer Biologe
- Yvette Lundy (22. April 1916 – 3. November 2019), französische Widerstandskämpferin und KZ-Überlebende
- Marianne Lunzer (22. Juli 1919 – 29. Juli 2021), österreichische Medienwissenschaftlerin und Hochschullehrerin
- Luo Hong (19. November 1910 – 27. Februar 2017), chinesische Schriftstellerin
- Don Lusk (28. Oktober 1913 – 30. Dezember 2018), US-amerikanischer Animator und Regisseur
- Ingrid Luterkort (28. Juni 1910 – 3. August 2011), schwedische Schauspielerin
- Kurt Lütjohann (8. Februar 1918 – 6. Mai 2021), deutscher Lehrer und niederdeutscher Autor
- Martin Lutter (14. Oktober 1874 – 13. April 1978), deutscher Offizier, Gutsbesitzer und Politiker
- Lidija Pawlowna Lykowa (23. März 1913 – 16. November 2016), russische Politikerin
- Vera Lynn (20. März 1917 – 18. Juni 2020), britische Sängerin
- John Lysak (16. August 1914 – 8. Januar 2020), US-amerikanischer Kanute

### M
- Ma Shitu (14. Januar 1915 – 28. März 2024), chinesischer Politiker und Schriftsteller
- Joseph Ma Zhongmu (1. November 1919 – 25. März 2020), mongolisch-chinesischer römisch-katholischer Bischof
- Onni Määttänen (10. Februar 1908 – 13. Juni 2010), finnischer Kämpfer im Zweiten Weltkrieg und Inhaber des Mannerheim-Kreuzes
- Lincoln Maazel (12. Februar 1903 – 15. September 2009), US-amerikanischer Schauspieler
- Eleanor Maccoby (15. Mai 1917 – 11. Dezember 2018), US-amerikanische Psychologin
- Eleanor Josephine Macdonald (4. März 1906 – 27. Juli 2007), US-amerikanische Epidemiologin
- James Hector MacDonald (28. April 1925 – 30. Mai 2025), kanadischer römisch-katholischer Erzbischof
- James Ross Macdonald (27. Februar 1923 – 30. März 2024), US-amerikanischer Physiker
- Amaro Macedo (10. Mai 1914 – 27. Juni 2014), brasilianischer Botaniker
- Wilmer Worthington MacElree (17. Dezember 1859 – 16. Januar 1960), US-amerikanischer Jurist, Historiker und Schriftsteller
- Maciej Maciejewski (1. Oktober 1914 – 17. Mai 2018), polnischer Schauspieler
- Nancy Mackay (16. Mai 1922 – 4. Januar 2024), kanadische Sprinterin
- Garnet Hercules Mackley (9. Dezember 1883 – 24. April 1986), neuseeländischer Politiker und Geschäftsmann
- Dorothy Maclean (10. Januar 1920 – 12. März 2020), kanadische Autorin esoterischer Literatur
- Jean S. MacLeod (20. Januar 1908 – 20. April 2011), britische Schriftstellerin
- Stanisław Maczek (31. März 1892 – 11. Dezember 1994), polnischer General im Zweiten Weltkrieg
- József Madarász (27. August 1814 – 31. Januar 1915), ungarischer Dramatiker und Politiker
- Karl Mädler (9. Dezember 1902 – 22. Oktober 2003), deutscher Paläobotaniker und Palynologe
- Michio Mado (16. November 1909 – 28. Februar 2014), japanischer Dichter
- Kurt Maetzig (25. Januar 1911 – 8. August 2012), deutscher Filmregisseur
- Sergio Maggini (14. Februar 1920 – 5. April 2021), italienischer Radrennfahrer
- Martin Magner (5. März 1900 – 25. Januar 2002), deutsch-amerikanischer Theater-, Radio- und Fernsehdirektor
- Denis Mahon (8. November 1910 – 24. April 2011), britischer Kunstsammler
- Hans Maier (11. Juli 1916 – 29. November 2018), niederländischer Wasserballspieler und Schwimmer
- Hedwig Maier (20. Januar 1905 – 4. Juli 2006), deutsche Juristin
- Pierre Maillard (24. Juni 1916 – 22. Juli 2018), französischer Diplomat und Berater von Charles de Gaulle
- Wade Mainer (21. April 1907 – 12. September 2011), US-amerikanischer Musiker
- Ananda Maitreya (24. August 1896 – 18. Juli 1998), sri-lankischer Theravada-Gelehrter
- Mohammed Makiya (14. Januar 1914 – 19. Juli 2015), irakischer Architekt und Stadtplaner
- Paul Makler (22. Oktober 1920 – 12. Mai 2022), US-amerikanischer Fechter
- Don Malarkey (3. April 1905 – 28. Juli 2006), US-amerikanischer Golfer
- Jean Malaurie (22. Dezember 1922 – 5. Februar 2024), französischer Geomorphologe, Ethnologe, Anthropologe und Eskimologe
- Albert Malbois (17. November 1915 – 12. Februar 2017), französischer römisch-katholischer Bischof
- Henri Maldiney (4. August 1912 – 6. Dezember 2013), französischer Philosoph
- Tony Malinosky (5. Oktober 1909 – 8. Februar 2011), US-amerikanischer Baseballspieler
- Branko Mamula (30. Mai 1921 – 19. Oktober 2021), jugoslawischer Admiral und Politiker
- Fritz Manasse (3. November 1904 – 14. Oktober 2006), deutscher Jurist
- René Manaut (23. September 1891 – 6. September 1992), französischer Politiker
- Ernest Manheim (27. Januar 1900 – 28. Juli 2002), ungarischer Soziologe, Anthropologe und Komponist
- Lia Mann (10. Juli 1919 – 25. September 2020), österreichische Schriftstellerin und Aktivistin
- Stella Mann (24. Januar 1912 – 5. Januar 2013), österreichische Tänzerin und Choreografin
- John Manners (25. September 1914 – 7. März 2020), britischer Cricketspieler
- Ruth Manning-Sanders (21. August 1886 – 12. Oktober 1988), britische Schriftstellerin
- Edith Mannlicher (22. Juni 1908 – 4. Dezember 2008), österreichische Bibliothekarin
- Josip Manolić (22. März 1920 – 15. April 2024), jugoslawischer bzw. kroatischer Politiker und Ministerpräsident
- Leroy J. Manor (21. Februar 1921 – 25. Februar 2021), US-amerikanischer Generalleutnant der United States Air Force
- Diran Manoukian (22. März 1919 – 5. Mai 2020), französischer Feldhockeyspieler
- Karl Maramorosch (16. Januar 1915 – 9. Mai 2016), polnisch-amerikanischer Entomologe und Mikrobiologe
- Carla Marangoni (13. November 1915 – 18. Januar 2018), italienische Turnerin
- Dominique Marcas (8. August 1920 – 15. Februar 2022), französische Schauspielerin
- Clément Marchand (12. September 1912 – 22. April 2013), kanadischer Dichter und Journalist
- Enric Marco (12. April 1921 – 21. Mai 2022), Präsident einer spanischen KZ-Überlebendenorganisation
- Joe Marhefka (16. Februar 1902 – 30. Juni 2003), US-amerikanischer Footballspieler
- Andrée Marik (22. Mai 1914 – 3. August 2016), französische Dichterin
- Klára Marik (18. März 1903 – 25. Januar 2005), ungarische Schriftstellerin
- Léo Marjane (27. August 1912 – 18. Dezember 2016), französische Sängerin
- Aksel Mark (7. Junijul. / 20. Juni 1913greg. – 17. Juni 2014), estnischer Agrarwissenschaftler und Journalist
- Rosa Markmann (30. Juli 1907 – 12. Juni 2009), chilenische Bürgerrechtlerin und First Lady
- Jelena Wladimirowna Markowa (24. April 1923 – 10. Mai 2023), sowjetische bzw. russische Kybernetikerin
- Annemarie Marks-Rocke (7. Dezember 1901 – 9. August 2004), deutsche Schauspielerin und Schauspielpädagogin
- Conrado Marrero (25. April 1911 – 23. April 2014), kubanischer Baseballspieler
- Arthur Marshall (4. Dezember 1903 – 16. März 2007), britischer Flugpionier
- Lorna Marshall (14. September 1898 – 8. Juli 2002), US-amerikanische Anthropologin
- Elizabeth Holloway Marston (20. Februar 1893 – 27. März 1993), US-amerikanische Psychologin
- Mario Marti (19. Mai 1914 – 4. Februar 2015), italienischer Literaturwissenschaftler
- Claire Martin (18. April 1914 – 18. Juni 2014), kanadische Schriftstellerin
- Ludwig Martin (25. April 1909 – 31. März 2010), deutscher Jurist und Generalbundesanwalt
- Monroe Harnish Martin (7. Februar 1907 – 12. März 2007), US-amerikanischer Mathematiker
- Cecilia Martínez (22. November 1913 – 23. September 2015), venezolanische Moderatorin
- Carmen Martínez Sierra (3. Mai 1904 – 6. November 2012), spanische Schauspielerin und Sängerin
- Leslie H. Martinson (16. Januar 1915 – 3. September 2016), US-amerikanischer Fernseh- und Filmregisseur
- Leo Marx (15. November 1919 – 8. März 2022), US-amerikanischer Amerikaforscher
- Juan Vicente Mas Quiles (25. Januar 1921 – 25. Oktober 2021), spanischer Komponist und Dirigent
- Guido Masanetz (17. Mai 1914 – 5. November 2015), deutscher Komponist und Kapellmeister
- Lambert Mascarenhas (17. September 1914 – 27. Juni 2021), indischer Journalist und politischer Aktivist
- Ingeborg Maschmann (9. März 1921 – 2. Januar 2023), deutsche Schulpädagogin und Hochschullehrerin
- Margery Mason (27. September 1913 – 26. Januar 2014), englische Schauspielerin
- Esther Master (11. September 1922 – 3. Dezember 2022), kanadische Pianistin und Musikpädagogin
- Helmut Matheis (21. November 1917 – 1. März 2021), deutscher Kalligraf und Grafiker
- Richard B. Mather (11. November 1913 – 28. November 2014), US-amerikanischer Sinologe
- Petar Matić Dule (6. Juli 1920 – 4. Oktober 2024), jugoslawischer General und Politiker
- Draga Matković (4. November 1907 – 29. Juli 2013), deutsche Pianistin
- Roy Matsumoto (1. Mai 1913 – 21. April 2014), US-amerikanischer Armeeangehöriger
- Leni Matthaei (2. Juni 1873 – 24. Januar 1981), deutsche Künstlerin
- Henry Evans Maude (1. Oktober 1906 – 4. November 2006), britischer Kolonialbeamter, Ethnologe und Historiker des Südpazifiks
- Louis Maurer (21. Februar 1832 – 19. Juli 1932), deutsch-amerikanischer Lithograph
- Sherman Leander Maxwell (18. Dezember 1907 – 16. Juli 2008), US-amerikanischer Sportreporter
- Isaac H. Mayer (6. Juli 1864 – 24. September 1967), US-amerikanischer Jurist
- Robert Mayer (5. Juni 1879 – 9. Januar 1985), deutsch-britischer Geschäftsmann und Musikmäzen
- Ernst Mayr (5. Juli 1904 – 3. Februar 2005), deutsch-amerikanischer Naturforscher und Evolutionstheoretiker
- Camille Mayran (29. Januar 1889 – 26. April 1989), französische Schriftstellerin
- Otto Mayrhofer (2. November 1920 – 21. Juni 2024), österreichischer Anästhesist und Hochschullehrer an der Universität Wien
- Colette Maze (16. Juni 1914 – 19. November 2023), französische Pianistin
- Jerônimo Mazzarotto (11. April 1898 – 23. Mai 1999), brasilianischer römisch-katholischer Titular- und Weihbischof
- Amadou-Mahtar M'Bow (20. März 1921 – 24. September 2024), senegalesischer Politiker und Generaldirektor der UNESCO
- Kenneth McAlpine (21. September 1920 – 8. April 2023), britischer Automobilrennfahrer
- William V. McBride (25. Mai 1922 – 26. August 2022), US-amerikanischer General der United States Air Force
- Roberta McCain (7. Februar 1912 – 12. Oktober 2020), US-amerikanische Figur des öffentlichen Lebens, Mutter von John McCain
- Hazel McCallion (14. Februar 1921 – 29. Januar 2023), kanadische Politikerin
- Doris McCarthy (7. Juli 1910 – 25. November 2010), US-amerikanische Malerin
- Virginia Halas McCaskey (5. Januar 1923 – 6. Februar 2025), US-amerikanische Unternehmerin und Besitzerin des NFL-Teams Chicago Bears
- Neil McCorkell (23. März 1912 – 28. Februar 2013), britischer Cricketspieler
- Walton Brooks McDaniel (4. März 1871 – 16. September 1978), US-amerikanischer klassischer Philologe
- Joseph McDivitt (23. Juli 1917 – 20. Januar 2019), US-amerikanischer Offizier
- Millicent Carey McIntosh (30. November 1898 – 3. Januar 2001), US-amerikanische Frauenrechtlerin und Dekanin des Barnard College
- Seth J. McKee (6. November 1916 – 26. Dezember 2016), US-amerikanischer General
- Fay McKenzie (19. Februar 1918 – 16. April 2019), US-amerikanische Schauspielerin
- Parker McKenzie (15. November 1897 – 5. März 1999), US-amerikanischer Historiker und Sprachforscher (Kiowa)
- Bernard Joseph McLaughlin (19. November 1912 – 5. Januar 2015), US-amerikanischer römisch-katholischer Bischof
- Donal McLaughlin (26. Juli 1907 – 27. September 2009), US-amerikanischer Architekt, Schöpfer des UNO-Symbols
- Samuel McLaughlin (8. September 1871 – 6. Januar 1972), kanadischer Geschäftsmann (McLaughlin Motor Car Co.) und Philanthrop
- Enolia McMillan (20. Oktober 1904 – 24. Oktober 2006), US-amerikanische Bürgerrechtsaktivistin, erste Präsidentin des National Association for the Advancement of Colored People
- Leland McPhie (10. März 1914 – 3. September 2015), US-amerikanischer Leichtathlet
- Rogers McVaugh (30. Mai 1909 – 24. September 2009), US-amerikanischer Botaniker
- Mariuccia Medici (18. Februar 1910 – 23. Februar 2012), schweizerisch-italienische Schauspielerin
- Harold R. Medina (16. Februar 1888 – 14. März 1990), US-amerikanischer Jurist
- James Megellas (11. März 1917 – 2. April 2020), US-amerikanischer Offizier
- José Osvaldo de Meira Penna (14. März 1917 – 29. Juli 2017), brasilianischer Diplomat
- Wilhelm Meise (12. September 1901 – 24. August 2002), deutscher Ornithologe
- Adelmo Melecci (18. Mai 1899 – 31. August 2004), kanadischer Musikpädagoge, Komponist und Organist italienischer Herkunft
- Peter Melleby (11. Januar 1917 – 12. Mai 2019), norwegischer Mechaniker und Polarforscher
- Milton Thiago de Mello (5. Februar 1916 – 1. Oktober 2024), brasilianischer Tiermediziner und Primatologe
- Rachel Lambert Mellon (9. August 1910 – 17. März 2014), US-amerikanische Gartenbauspezialistin
- Armand Melly (20. Juni 1882 – 18. Januar 1986), Schweizer Politiker (FDP), Nationalrat
- Gloria Menéndez Mina (2. November 1913 – 28. August 2014), guatemaltekische Autorin und Frauenrechtlerin
- Joseph Meng Ziwen (19. März 1903 – 7. Januar 2007), chinesischer römisch-katholischer Bischof
- Antonio Rosario Mennonna (27. Mai 1906 – 6. November 2009), italienischer römisch-katholischer Bischof
- Toni Menzinger (17. März 1905 – 27. Dezember 2007), deutsche Politikerin
- Otto Mergenthaler (1. Dezember 1898 – 5. Mai 2001), deutscher Botaniker und Naturschützer
- Lee Meriwether (25. Dezember 1862 – 12. März 1966), US-amerikanischer Schriftsteller, Jurist und Diplomat
- Louise Meriwether (8. Mai 1923 – 10. Oktober 2023), US-amerikanische Schriftstellerin
- Doris Merrick (6. Juni 1919 – 30. November 2019), US-amerikanische Schauspielerin und Model
- Erik Mesterton (4. Oktober 1903 – 10. Januar 2004), schwedischer Literaturkritiker und Übersetzer
- Sonia Handelman Meyer (12. Februar 1920 – 11. September 2022), US-amerikanische Fotografin
- Curt Meyer-Clason (19. September 1910 – 13. Januar 2012), deutscher Schriftsteller
- Hans Meyers (10. Juli 1912 – 13. Januar 2013), deutscher Künstler und Kunstdidaktiker
- Karl Michaelis (21. Dezember 1900 – 14. August 2001), deutscher Rechtswissenschaftler
- Mieczysław Michalski (2. Juli 1908 – 13. April 2011), polnischer Unternehmer
- Michel Michelet (14. Juni 1894 – 28. Dezember 1995), russischer Filmkomponist
- Giorgio Michetti (7. Dezember 1912 – 17. Juni 2019), italienischer Maler
- Mikasa (2. Dezember 1915 – 27. Oktober 2016), japanischer Prinz
- Jim Milan (6. Januar 1922 – 29. April 2023), US-amerikanischer Jazzmusiker (Trompete, Kontrabass, Ventilposaune)
- Madeleine Milhaud (22. März 1902 – 17. Januar 2008), französische Librettistin, Schauspielerin und Ehefrau von Darius Milhaud
- Richard Millard (2. Oktober 1914 – 15. Juni 2018), US-amerikanischer Geistlicher der Episkopalkirche
- John M. Miller (15. Dezember 1905 – 23. Juni 2008), US-amerikanischer Testpilot
- William McElwee Miller (12. Dezember 1892 – 7. Juli 1993), US-amerikanischer reformierter Missionar und Orientalist
- William F. Milliken (18. April 1911 – 28. Juli 2012), US-amerikanischer Ingenieur und Automobilrennfahrer
- Victor Mills (28. März 1897 – 1. November 1997), US-amerikanischer Chemieingenieur (u. a. Pampers)
- Abby Crawford Milton (6. Februar 1881 – 2. Mai 1991), US-amerikanische Suffragette und Politikerin
- Marga Minco (31. März 1920 – 10. Juli 2023), niederländische Schriftstellerin und Journalistin
- Francesco Minerva (31. Januar 1904 – 23. August 2004), italienischer römisch-katholischer Bischof
- Beatrice Mintz (24. Januar 1921 – 3. Januar 2022), US-amerikanische Genetikerin, Embryologin und Krebsforscherin
- Antônio Afonso de Miranda (14. April 1920 – 11. Oktober 2021), brasilianischer römisch-katholischer Bischof
- Maria Mirecka-Loryś (7. Februar 1916 – 29. Mai 2022), polnische Widerstandskämpferin und Aktivistin
- Walter Mirisch (8. November 1921 – 24. Februar 2023), US-amerikanischer Filmproduzent
- Carmen Miró (19. April 1919 – 18. September 2022), panamaische Demografin, Soziologin und Statistikerin
- José Francisco Miró Quesada Cantuarias (21. Dezember 1918 – 11. Juni 2019), peruanischer Philosoph, Journalist und Politiker
- Arseni Dmitrijewitsch Mironow (25. Dezember 1917 – 3. Juli 2019), sowjetischer Testpilot, Aerodynamiker und Hochschullehrer
- Adalbert Mischlewski (22. November 1919 – 18. Januar 2023), deutscher römisch-katholischer Theologe, Historiker und Gymnasiallehrer
- Harold L. Mitchell (28. Juli 1897 – 21. Oktober 1997), US-amerikanischer Neurologe und Psychiater
- William Mitchell (27. März 1861 – 24. Juni 1962), britisch-australischer Anglist und Philosoph
- Naomi Mitchison (1. November 1897 – 11. Januar 1999), schottische Romanautorin und Dichterin
- Antony Mitradas (3. November 1913 – 20. Februar 2017), indischer Filmregisseur
- Horst Mittelstaedt (16. September 1922 – 3. Juli 2023), deutscher Jurist und politischer Beamter (FDP)
- Keizo Miura (15. Februar 1904 – 5. Januar 2006), japanischer Skisportler und -lehrer
- Meda Mládková (8. September 1919 – 3. Mai 2022), tschechische Kunstsammlerin
- Richard Moderhack (14. Oktober 1907 – 14. Juli 2010), deutscher Historiker
- Gerhard Moehring (28. März 1921 – 29. Januar 2023), deutscher Historiker und Autor
- Serafima Mogilewskaja (16. November 1915 – 4. Mai 2016), russische Pianistin und Musikpädagogin
- Mohammed bin Mohammed al-Mansur (21. Juni 1915 – 9. September 2016), Imam der Zaiditen
- Hans Mohler (25. Oktober 1919 – 24. Juni 2021), Schweizer Lehrer und Schriftsteller
- Joseph Moingt (19. November 1915 – 28. Juli 2020), französischer römisch-katholischer Theologe
- Igor Alexandrowitsch Moissejew (21. Januar 1906 – 2. November 2007), sowjetischer Choreograf
- Bettina Moissi (15. Oktober 1923 – 21. November 2023), deutsche Schauspielerin
- Arthur Moll (18. September 1921 – 1. Dezember 2024), Schweizer Militär und Korpskommandant der Luftwaffe
- Paul Moll (7. August 1905 – 27. September 2009), deutscher Textilunternehmer, Dirigent, Sammler und Kunststiftungsgründer
- Ursula Frances Elinor Mommens (20. August 1908 – 30. Januar 2010), britische Künstlerin
- Aldo Mongiano (1. November 1919 – 15. April 2020), italienischer römisch-katholischer Bischof
- Moses Montefiore (24. Oktober 1784 – 28. Juli 1885), britischer Unternehmer und jüdischer Philanthrop
- Eric de Montmollin (18. Dezember 1907 – 26. Februar 2011), Schweizer Schriftsteller
- Edith Monture (10. April 1890 – 3. April 1996), kanadische Krankenschwester und Mohawk-Veteranin des Ersten Weltkriegs
- Tom Moore (30. April 1920 – 2. Februar 2021), britischer Offizier und Fundraiser
- Josef Mooren (26. August 1885 – 14. September 1987), deutscher Landschaftsmaler sowie Restaurator und Kirchenmaler
- Clem Moorman (20. März 1916 – 21. Juli 2017), US-amerikanischer Jazzsänger, Pianist, Arrangeur und Schauspieler
- Evaristo de Moraes Filho (5. Juli 1914 – 22. Juli 2016), brasilianischer Schriftsteller
- Francisco Morales Bermúdez (4. Oktober 1921 – 14. Juli 2022), peruanischer Politiker, Präsident Perus (1975–1980)
- Eduardo Morales Miranda (14. November 1910 – 17. November 2012), chilenischer Physiker
- Zofia Morawska (13. November 1904 – 15. Oktober 2010), polnische Sozialaktivistin
- Miguel Morayta (15. August 1907 – 19. Juni 2013), spanischer Regisseur und Drehbuchautor
- Alicia Moreau de Justo (11. Oktober 1885 – 12. Mai 1986), argentinische Politikerin und Menschenrechtlerin
- Renée Moreau (23. September 1919 – 24. September 2021), französische Résistance-Kämpferin
- Adriano Moreira (6. September 1922 – 23. Oktober 2022), portugiesischer Politiker, Hochschullehrer und Jurist
- Buddy Moreno (14. Juli 1912 – 29. November 2015), US-amerikanischer Sänger, Gitarrist, Big-Band-Leader und Hörfunkmoderator
- Alice Moretti (19. Juni 1921 – 6. Februar 2022), Schweizer Politikerin (FDP)
- Jane Morgan (3. Mai 1924 – 4. August 2025), US-amerikanische Sängerin
- Walter Morgan (5. Oktober 1900 – 10. Februar 2003), britischer Biochemiker
- Margaret Morgan Lawrence (19. August 1914 – 4. Dezember 2019), US-amerikanische Psychoanalytikerin
- Patricia Morison (19. März 1915 – 20. Mai 2018), US-amerikanische Schauspielerin
- Shigeru Morita (30. März 1907 – 2. März 2009), japanischer Maler
- Alma Morpurgo (19. Juli 1901 – 26. Januar 2002), italienische Schriftstellerin und Übersetzerin
- John G. Morris (7. Dezember 1916 – 28. Juli 2017), US-amerikanischer Bildredakteur
- El Duque del Morteruelo (3. März 1904 – 6. November 2004), spanischer Dichter
- John Morton-Finney (25. Juni 1889 – 28. Januar 1998), US-amerikanischer Anwalt, Bürgerrechtler und Pädagoge
- Grandma Moses (7. September 1860 – 13. Dezember 1961), US-amerikanische Künstlerin
- Gustava Mösler (13. Dezember 1920 – 14. Juni 2021), deutsche Journalistin und die erste Hörfunkdirektorin des BR und der gesamten ARD
- Gerhard Mostler (4. Juni 1911 – 22. Oktober 2011), deutscher Biologiedidaktiker
- Etta Moten Barnett (5. November 1901 – 2. Januar 2004), US-amerikanische Sängerin und Schauspielerin
- Jean-Pierre Moulin (11. Januar 1922 – 8. Dezember 2023), Schweizer Journalist, Schriftsteller und Bühnenautor
- Hans Mroczinski (13. Oktober 1922 – 16. Dezember 2022), deutscher Maler
- Gabriele Mucchi (25. Juni 1899 – 10. Mai 2002), italienischer Künstler
- Ruby Muhammad (20. März 1907 – 2. März 2011), „Mother of the Nation of Islam“
- Michail Isaakowitsch Mukassei (13. August 1907 – 19. August 2008), sowjetischer Geheimdienstmitarbeiter
- Wynona Mulcaster (10. April 1915 – 25. August 2016), kanadische Malerin
- Marcel Mule (24. Juni 1901 – 18. Dezember 2001), französischer Saxophonist
- Charles Muller (22. September 1909 – 2. März 2015), französischer Romanist und Sprachpfleger
- Gerhard Müller (9. Juli 1920 – 10. Oktober 2020), deutscher Landrat
- Gustl Müller-Dechent (4. Juni 1915 – 29. Oktober 2016), deutscher Journalist
- Herbert W. Müller (22. November 1914 – 21. April 2017), deutscher Maschinenbauer
- Kurt Müller-Graf (9. August 1913 – 10. August 2013), deutscher Schauspieler
- Maria Müller-Sommer (4. Mai 1922 – 27. August 2023), deutsche Bühnenverlegerin
- Max Müller (27. Juni 1916 – 22. November 2019), Schweizer Skilangläufer
- Otto von Müller (17. Oktober 1875 – 2. April 1976), deutscher Tennisspieler
- Ursula Müller (23. Dezember 1911 – 28. September 2014), deutsche Leichtathletin und Handballspielerin
- Gardnar Mulloy (22. November 1913 – 14. November 2016), US-amerikanischer Tennisspieler
- William Mulock (19. Januar 1844 – 1. Oktober 1944), kanadischer Politiker und Minister
- Rudolf Mumprecht (1. Januar 1918 – 25. Juli 2019), Schweizer Zeichner und Maler
- Joachim Münch (20. September 1919 – 19. Oktober 2019), deutscher Berufspädagoge und Hochschullehrer
- Meg Mundy (4. Januar 1915 – 12. Januar 2016), britisch-amerikanische Schauspielerin
- Walter Munk (19. Oktober 1917 – 8. Februar 2019), österreichisch-amerikanischer Ozeanograph und Geophysiker
- Audrey Munson (8. Juni 1891 – 20. Februar 1996), US-amerikanische Schauspielerin und Model
- Elisabeth Murdoch (8. Februar 1909 – 5. Dezember 2012), australische Philanthropin
- David Murdock (10. April 1923 – 9. Juni 2025), US-amerikanischer Unternehmer
- Margaret Murie (18. August 1902 – 19. Oktober 2003), US-amerikanische Umweltaktivistin
- Margaret Alice Murray (13. Juli 1863 – 13. November 1963), britische Anthropologin und Ägyptologin
- Tony Murray (8. Februar 1920 – 6. Juni 2023), französisch-britischer Geschäftsmann
- Henryk Musiałowicz (5. Januar 1914 – 24. Februar 2015), polnischer Maler
- Franz Mußner (31. Januar 1916 – 3. März 2016), deutscher römisch-katholischer Theologe
- Feo Mustakowa-Genadiewa (14. Juni 1909 – 30. Dezember 2011), bulgarische Balletttänzerin
- Florentine Mütherich (26. Januar 1915 – 12. Juni 2015), deutsche Kunsthistorikerin

### N
- Maurice Nadeau (21. Mai 1911 – 16. Juni 2013), französischer Schriftsteller und Literaturkritiker
- Teruko Nagaoka (5. Januar 1908 – 18. Oktober 2010), japanische Schauspielerin
- Alfred Nagl (9. Mai 1915 – 13. Februar 2021), österreichischer Brigadier
- George Nagobads (18. November 1921 – 31. März 2023), lettisch-amerikanischer Arzt
- K. Koyakunhi Naha (11. Oktober 1909 – 3. August 2011), indischer Freiheitskämpfer und Politiker
- Chemancheri Kunhiraman Nair (26. Juni 1916 – 15. März 2021), indischer Tänzer (Kathakali)
- V. M. Madhavan Nair (8. Oktober 1919 – 6. Oktober 2021), indischer Diplomat
- Tunku Ampuan Najihah (1. September 1923 – 8. September 2023), malaysische Königin (Raja Permaisuri Agong)
- Yasuhiro Nakasone (27. Mai 1918 – 29. November 2019), japanischer Politiker
- Tenzin Namdak (27. Januar 1925 – 12. Juni 2025), tibetischer Bön-Meister
- Clemens Nartschik (11. März 1921 – 21. April 2021), deutscher Chirurg
- Myron Natwick (16. August 1890 – 7. Oktober 1990), US-amerikanischer Animator
- Emilio Navarro (26. September 1905 – 30. April 2011), puerto-ricanischer Baseballspieler
- Scott Nearing (6. August 1883 – 24. August 1983), US-amerikanischer Friedens- und Umweltaktivist, Schriftsteller, Ökobauer
- Lucien N. Nedzi (28. Mai 1925 – 9. Juni 2025), US-amerikanischer Politiker
- Victor Neels (15. Januar 1925 – 18. Januar 2025), belgischer Oberst
- George Neikrug (7. März 1919 – 8. März 2019), US-amerikanischer Cellist und Streicherpädagoge
- Joan Neiman (9. September 1920 – 27. November 2022), kanadische Politikerin
- Oswald von Nell-Breuning (8. März 1890 – 21. August 1991), deutscher römisch-katholischer Theologe und Philosoph (katholische Soziallehre)
- John A. Nerud (9. Februar 1913 – 13. August 2015), US-amerikanischer Pferdetrainer
- Benzion Netanjahu (25. März 1910 – 30. April 2012), israelischer Historiker und Zionist
- Albert Netter (8. Juni 1910 – 26. Juni 2012), französischer Gynäkologe
- Roy Neuberger (21. Juli 1903 – 24. Dezember 2010), US-amerikanischer Kunstmäzen
- Dirk Neumann (26. April 1923 – 27. September 2023), deutscher Jurist und Vizepräsident des Bundesarbeitsgerichts
- Edith Neumann (26. Mai 1902 – 29. Juni 2002), österreichische Chemikerin und Mikrobiologin
- Leopold Neumann (6. März 1793 – 24. März 1893), deutscher Ingenieur-Geograph
- Josef Neuner (19. August 1908 – 3. Dezember 2009), österreichischer Jesuit und römisch-katholischer Theologe
- Alfred Neuschler (27. August 1874 – 22. August 1975), württembergischer Verwaltungsjurist
- Helmut Neuss (12. März 1908 – 21. Juli 2009), deutscher Konteradmiral
- Arnulf Neuwirth (4. Januar 1912 – 6. Februar 2012), österreichischer Maler
- Sterling Newberry (10. August 1915 – 28. Januar 2017), US-amerikanischer Erfinder und Mikroskopist
- Hazel Newhook (24. Dezember 1914 – 26. Juni 2016), kanadische Politikerin
- Eric P. Newman (25. Mai 1911 – 15. November 2017), US-amerikanischer Numismatiker
- Michel Nguyên Khác Ngu (2. Februar 1909 – 10. Juni 2009), vietnamesischer römisch-katholischer Bischof
- Antoine Nguyên Van Thien (13. März 1906 – 13. Mai 2012), vietnamesischer römisch-katholischer Bischof
- Oscar Niemeyer (15. Dezember 1907 – 5. Dezember 2012), brasilianischer Architekt
- Stella Niemierko (8. Mai 1906 – 20. Mai 2006), polnische Biologin
- Renate Niethammer (13. März 1913 – 17. Januar 2017), deutsche Grafikerin und Malerin
- Zwi Nigal (13. April 1923 – 30. Juli 2023), österreichisch-israelischer Zeitzeuge des Holocaust
- Masaichi Niimi (4. Februar 1887 – 2. April 1993), japanischer General
- Sergei Michailowitsch Nikolski (30. April 1905 – 9. November 2012), russischer Mathematiker
- Anton Nilson (11. November 1887 – 16. August 1989), schwedischer Sozialist
- Richard Nimmerrichter (31. Dezember 1920 – 6. Februar 2022), österreichischer Journalist und Kolumnist
- Phil Nimmons (3. Juni 1923 – 5. April 2024), kanadischer Jazzmusiker und Komponist
- Louise Nippert (27. August 1911 – 23. Juli 2012), US-amerikanische Sportfunktionärin und Philanthropin
- Nirodbaran (17. November 1903 – 17. Juli 2006), indischer Arzt und Schreiber von Aurobindo Ghose
- Fumio Niwa (22. November 1904 – 20. April 2005), japanischer Schriftsteller
- François de Noailles (20. November 1905 – 11. Januar 2009), französischer Adliger
- Georg Nöbeling (12. November 1907 – 16. Februar 2008), deutscher Mathematiker
- Jakob Nobs (11. November 1883 – 9. April 1986), Schweizer Unternehmer
- Laurent Noël (19. März 1920 – 2. Juli 2022), kanadischer römisch-katholischer Bischof
- Gyōji Nomiyama (17. Dezember 1920 – 22. Juni 2023), japanischer Maler
- Herbert Nootbaar (8. November 1908 – 18. Dezember 2016), US-amerikanischer Geschäftsmann und Philanthrop
- Lise Nørgaard (14. Juni 1917 – 1. Januar 2023), dänische Journalistin und Schriftstellerin
- Petras Norkūnas (19. Oktober 1912 – 26. November 2016), litauischer Chirurg
- Elliot Norton (17. Mai 1903 – 20. Juli 2003), US-amerikanischer Theaterkritiker
- Sanzō Nosaka (30. März 1892 – 14. November 1993), japanischer Politiker (Kommunistische Partei)
- Josef Novak (28. Februar 1879 – 29. Dezember 1983), österreichisch-amerikanischer Gynäkologe
- Tommaso Novelli (4. April 1911 – 26. September 2014), italienischer Jurist
- Ivan Novikoff (26. August 1899 – 20. März 2002), russisch-amerikanischer Ballettlehrer
- Jekaterina Iwanowna Nowikowa-Sarina (13. Oktober 1837 – 25. Januar 1940), russische bzw. sowjetische Schriftstellerin
- Estuardo Núñez Hague (5. September 1908 – 29. August 2013), peruanischer Historiker und Literaturkritiker

### O
- René de Obaldia (22. Oktober 1918 – 27. Januar 2022), französischer Autor und Dramatiker
- Carl Obenland (21. Januar 1908 – 24. März 2008), deutscher Landschafts- und Porträtmaler
- Albert Öberg (24. August 1888 – 12. Mai 1990), schwedischer Leichtathlet
- Mohan Singh Oberoi (15. August 1898 – 3. Mai 2002), indischer Hotelier
- Józef Obrębski (19. März 1906 – 7. Juni 2011), polnischer Priester der römisch-katholischen Kirche
- Gladys O’Connor (28. November 1903 – 21. Februar 2012), kanadische Schauspielerin
- Jan Oderfeld (19. Februar 1908 – 17. März 2010), polnischer Mathematiker
- Heinz Maria Oeftering (31. August 1903 – 18. Mai 2004), deutscher Finanzexperte, Präsident von Deutscher Bundesbahn und Bundesrechnungshof
- Heidi Oetinger (19. November 1908 – 5. Oktober 2009), deutsche Verlegerin
- Yuki Ogura (1. März 1895 – 23. Juli 2000), japanische Malerin
- María O’Higgins (18. Oktober 1920 – 21. Dezember 2021), mexikanische Rechtsanwältin, bildende Künstlerin und feministische Aktivistin
- Tomie Ohtake (21. November 1913 – 12. Februar 2015), japanisch-brasilianische Künstlerin
- Saidan Ōi (26. Februar 1915 – 27. Februar 2018), japanischer Zen-Meister
- Teodor Iljitsch Oiserman (14. Mai 1914 – 25. März 2017), russischer Historiker und Philosoph
- Marjorie Okell (1. April 1908 – 3. Oktober 2009), britische Hochspringerin
- Mumeo Oku (24. Oktober 1895 – 7. Juli 1997), japanische Frauenrechtlerin und Politikerin
- Togyū Okumura (18. Februar 1889 – 25. September 1990), japanischer Maler
- Albert Olbrechts (4. Februar 1915 – 27. Dezember 2018), deutscher Sportler und Unternehmer
- Maria Alexejewna Olenina-d’Alheim (1. Oktober 1869 – 26. August 1970), russische Mezzosopranistin
- Adriana Olguín (18. November 1911 – 24. Dezember 2015), chilenische Politikerin
- Luis Oliva (21. Juni 1908 – 30. Juni 2009), argentinischer Langstreckenläufer
- Edgar William Olive (1. April 1870 – 3. Januar 1971), US-amerikanischer Botaniker
- Manoel de Oliveira (11. Dezember 1908 – 2. April 2015), portugiesischer Filmregisseur
- Henry Oliver (22. Januar 1865 – 15. Oktober 1965), britischer Admiral
- Magda Olivero (25. März 1910 – 8. September 2014), italienische Opernsängerin
- Gunnar Ollén (22. November 1913 – 14. Juli 2014), schwedischer Literaturwissenschaftler
- Kathleen Ollerenshaw (1. Oktober 1912 – 10. August 2014), britische Mathematikerin und Politikerin
- Dorothy Olsen (10. Juli 1916 – 23. Juli 2019), US-amerikanische Pilotin und während des Zweiten Weltkriegs Mitglied der Women Airforce Service Pilots (WASP)
- Hanna Olsen (23. Juni 1889 – 10. June 1990), schwedische Fechterin
- Spyros Olympios (3. April 1913 – 29. Juli 2015), griechischer Schauspieler
- Nelly Omar (10. September 1911 – 20. Dezember 2013), argentinische Tangosängerin und Schauspielerin
- Pietro Omodeo (27. September 1919 – 20. Januar 2024), italienischer Biologe
- Kazuo Ōno (27. Oktober 1906 – 1. Juni 2010), japanischer Tänzer (Butoh)
- Antoni Opolski (11. Juni 1913 – 17. März 2014), polnischer Astrophysiker
- Dezső Orbán (26. November 1884 – 8. Oktober 1986), ungarisch-australischer Maler
- Franz Orgler (22. August 1914 – 13. Januar 2015), deutscher Leichtathlet
- Lia Origoni (20. Oktober 1919 – 26. Oktober 2022), italienische Schauspielerin und Sängerin
- Risto Orko (15. September 1899 – 29. September 2001), finnischer Filmproduzent und Regisseur
- Dan Ormsbee (4. März 1884 – 3. April 1985), US-amerikanischer Architekt
- Leo Ornstein (11. Dezember 1892 – 24. Februar 2002), ukrainisch-amerikanischer Komponist (Futurismus)
- Rodolfo Oroz (8. Juli 1895 – 13. April 1997), chilenischer Latinist, Romanist und Hispanist
- Juan Orrego-Salas (18. Januar 1919 – 24. November 2019), chilenischer Komponist und Musikpädagoge
- Uncle Charlie Osborne (26. Dezember 1890 – 27. Mai 1992), US-amerikanischer Musiker
- Anna Öst (15. Mai 1910 – 5. März 2011), schwedische Sängerin und Musikerin
- Gertrud Osterloh (18. Mai 1910 – 25. Oktober 2012), deutsche evangelische Theologin
- Emma Ott (20. November 1907 – 15. Mai 2011), Schweizer Krankenschwester
- Werner Otto (13. August 1909 – 21. Dezember 2011), deutscher Unternehmer
- Charles Oulmont (1. November 1883 – 16. Februar 1984), französischer Schriftsteller
- Lucy Ozarin (8. August 1914 – 17. September 2017), US-amerikanische Psychiaterin

### P
- William Pachner (17. April 1915 – 17. November 2017), österreichisch-amerikanischer Maler
- Boris Pahor (26. August 1913 – 30. Mai 2022), italienischer Schriftsteller
- Janis Paige (16. September 1922 – 2. Juni 2024), US-amerikanische Schauspielerin
- Ellery Burton Paine (9. Oktober 1875 – 28. Februar 1976), US-amerikanischer Elektrotechniker und Hochschullehrer
- Poornima Pakvasa (5. Oktober 1913 – 25. April 2016), indische Sozialaktivistin
- Sally Palmblad (23. Dezember 1908 – 8. August 2010), schwedische Schauspielerin
- Bazilije Pandžić (30. Januar 1918 – 16. April 2019), jugoslawischer bzw. kroatischer Autor, Historiker, Archivar und Orientalist
- Jean Panhard (12. Juni 1913 – 16. Juli 2014), französischer Industriemanager
- Arturo Paoli (30. November 1912 – 13. Juli 2015), italienischer religiöser Aktivist
- Giannis Papadimitriou (29. März 1912 – 25. Dezember 2019), griechischer Gewerkschafter, Jurist und Politiker
- Hermann Pardun (14. April 1908 – 5. August 2009), deutscher Fettforscher
- Roger Parent (21. August 1881 – 21. Januar 1986), französisch-belgischer Maler
- Aldo Parisot (30. September 1918 – 29. Dezember 2018), brasilianisch-US-amerikanischer Cellist und Musikpädagoge
- Ace Parker (17. Mai 1912 – 6. November 2013), US-amerikanischer Baseball- und Footballspieler
- Isadore Nathaniel Parker (20. Januar 1908 – 4. Februar 2011), US-amerikanischer Jazz-Trompeter
- George Alexander Parks (29. Mai 1883 – 11. Mai 1984), US-amerikanischer Politiker und Gouverneur von Alaska
- Nicanor Parra (5. September 1914 – 23. Januar 2018), chilenischer Dichter
- Frances Partridge (15. März 1900 – 5. Februar 2004), britische Schriftstellerin und Mitglied der Bloomsbury Group
- Päivö Parviainen (19. Juni 1912 – 19. April 2015), finnischer evangelisch-lutherischer Geistlicher
- John Linus Paschang (5. Oktober 1895 – 21. März 1999), US-amerikanischer römisch-katholischer Bischof
- Pál Patay (8. Dezember 1914 – 4. Oktober 2020), ungarischer Archäologe und Museumskurator
- Norman McLeod Paterson (3. August 1883 – 10. August 1983), kanadischer Geschäftsmann und Senator
- Borys Paton (27. November 1918 – 19. August 2020), ukrainischer Wissenschaftler
- Patoum (26. Mai 1911 – 5. April 2012), französischer Jazzmusiker
- Ruth Patrick (26. November 1907 – 23. September 2013), US-amerikanische Limnologin
- Stylianos Pattakos (8. November 1912 – 8. Oktober 2016), griechischer Politiker und Militär
- Amy Patterson (16. Juli 1912 – 28. Dezember 2019), argentinische Komponistin, Sängerin und Poetin
- Walter Pauk (1. Mai 1914 – 7. Dezember 2019), US-amerikanischer pädagogischer Psychologe
- Alice Pauli (13. Januar 1922 – 15. Juli 2022), Schweizer Galeristin und Mäzenin
- Doc Paulin (22. Juni 1907 – 20. November 2007), US-amerikanischer Jazzmusiker (Trompeter)
- Hans Paulsen (20. Mai 1922 – 3. Oktober 2024), deutscher Chemiker
- Peter Pauly (20. September 1917 – 16. Juli 2021), deutsch-namibischer evangelisch-lutherischer Theologe
- Eira Paunu (22. Mai 1908 – 7. Mai 2013), finnische Theologin
- Ivo Pavelić (10. Februar 1908 – 22. Februar 2011), jugoslawischer Schwimmer
- Attilio Pavesi (1. Oktober 1910 – 2. August 2011), italienischer Radrennfahrer
- Nikolai Iwanowitsch Pawlenko (15. Februar 1916 – 9. Juni 2016), russischer Historiker
- Frederick R. Payne Jr. (31. Juli 1911 – 6. August 2015), US-amerikanischer Brigadegeneral und Fliegerass im Zweiten Weltkrieg
- Ruth Stafford Peale (10. September 1906 – 6. Februar 2008), US-amerikanische Autorin
- Alf Pearson (15. Juni 1910 – 7. Juli 2012), britischer Sänger und Entertainer
- Ralph G. Pearson (12. Januar 1919 – 12. Oktober 2022), US-amerikanischer Chemiker
- Thomas Pearson (1. Juli 1914 – 15. Dezember 2019), britischer General
- Andrée Peel (3. Februar 1905 – 5. März 2010), französische Widerstandskämpferin
- Ieoh Ming Pei (26. April 1917 – 16. Mai 2019), chinesisch-amerikanischer Architekt
- Eugène Pépin (27. Juni 1887 – 28. April 1988), französischer Luft- und Weltraumrechtler
- Luboš Perek (26. Juli 1919 – 17. September 2020), tschechischer Astronom
- Javier Pérez de Cuéllar (19. Januar 1920 – 4. März 2020), peruanischer Diplomat und Politiker, Generalsekretär der Vereinten Nationen
- Cyril Perkins (4. Juni 1911 – 20. November 2013), englischer Cricketspieler
- Richard Perlia (6. April 1905 – 14. Februar 2012), deutscher Testpilot, Redakteur und Fotograf
- George Perlman (15. Mai 1897 – 23. Juni 2000), US-amerikanischer Geiger, Musikpädagoge und Komponist
- Emily Perry (28. Juni 1907 – 19. Februar 2008), britische Schauspielerin und Tanzlehrerin
- Miller O. Perry (13. Juni 1907 – 20. März 2010), US-amerikanischer Brigadegeneral
- Nehemiah Persoff (2. August 1919 – 5. April 2022), US-amerikanischer Schauspieler und Maler
- Fern Persons (27. Juli 1910 – 22. Juli 2012), US-amerikanische Schauspielerin
- Fernando Pessa (15. April 1902 – 29. April 2002), portugiesischer Journalist und Reporter
- Michel Peyramaure (30. Januar 1922 – 11. März 2023), französischer Journalist und Schriftsteller
- Hans Pfann (14. September 1920 – 9. September 2021), deutscher Turner
- Phạm Thị Trinh (8. März 1914 – 10. April 2019), vietnamesische Politikerin
- Eugène Philipps (6. Juli 1918 – 26. Juli 2018), elsässischer Lehrer und Publizist
- Frits Philips (16. April 1905 – 5. Dezember 2005), niederländischer Industrieller (Philips)
- Jacqueline Piatigorsky (6. November 1911 – 15. Juli 2012), US-amerikanische Schach- und Tennisspielerin
- Jean Piaubert (27. Januar 1900 – 28. Januar 2002), französischer Maler und Grafiker
- Siegfried Pickert (3. Juni 1898 – 12. März 2002), deutscher Anthroposoph und Pädagoge, Mitbegründer der anthroposophischen Heilpädagogik
- Olga Pierri (3. Juni 1914 – 28. September 2016), uruguayische klassische Gitarristin
- Paul Pietsch (20. Juni 1911 – 31. Mai 2012), deutscher Automobilrennfahrer und Verleger
- José de Jesús Pimiento Rodriguez (18. Februar 1919 – 3. September 2019), kolumbianischer römisch-katholischer Erzbischof und Kardinal
- Antoine Pinay (30. Dezember 1891 – 13. Dezember 1994), französischer Premierminister
- Alois Pindl (17. Juni 1920 – 14. August 2021), deutscher Kaufmann und Schulgründer
- Tullio Pinelli (24. Juni 1908 – 7. März 2009), italienischer Drehbuchautor
- Bernardino Piñera Carvallo (22. September 1915 – 21. Juni 2020), chilenischer römisch-katholischer Erzbischof
- Edward Pinkowski (12. August 1916 – 11. Januar 2020), polnisch-amerikanischer Journalist und Historiker
- Antoine Piñol (5. Mai 1915 – 2. September 2016), Freiwilliger der XII. Internationalen Brigade im Spanischen Bürgerkrieg
- Nilawan Pintong (6. Dezember 1915 – 7. Februar 2017), thailändische Schriftstellerin und Feministin
- Vincenzo Maria Pintorno (31. Januar 1862 – 14. März 1968), italienischer Dirigent und Komponist
- Antonina Nikolajewna Piroschkowa (18. Junijul. / 1. Juli 1909greg. – 12. September 2010), sowjetische Bauingenieurin und Hochschullehrerin
- Hans Pischner (20. Februar 1914 – 15. Oktober 2016), deutscher Cembalist und Musikwissenschaftler
- Francesco Pittaluga (11. Oktober 1913 – 10. Februar 2016), italienischer Ruderer
- Marc Platt (2. Dezember 1913 – 29. März 2014), US-amerikanischer Tänzer, Choreograf und Filmschauspieler
- Katherine Plunket (22. November 1820 – 14. Oktober 1932), britische bzw. irische Malerin
- Gertrude Poe (21. September 1915 – 13. Juli 2017), US-amerikanische Journalistin und Rundfunkpersönlichkeit
- Lloyd Welch Pogue (21. Oktober 1899 – 10. Mai 2003), US-amerikanischer Luftfahrtrechtler und Vorsitzender des Civil Aeronautics Board
- Ilse Pohl (7. Mai 1907 – 13. Mai 2010), deutsche Schriftstellerin
- Priscilla Pointer (18. Mai 1924 – 28. April 2025), US-amerikanische Schauspielerin
- Luigi Poletti (31. Dezember 1864 – 10. März 1967), italienischer Mathematiker
- Ida Pollock (12. April 1908 – 3. Dezember 2013), englische Schriftstellerin
- Wanda Półtawska (2. November 1921 – 24. Oktober 2023), polnische Psychiaterin, Widerstandskämpferin und KZ-Überlebende
- Pelageja Jakowlewna Polubarinowa-Kotschina (13. Mai 1899 – 3. Juli 1999), russische Mathematikerin
- Antoine Pompe (9. Dezember 1873 – 9. Februar 1980), belgischer Architekt und Designer
- Brunhilde Pomsel (11. Januar 1911 – 27. Januar 2017), deutsche Sekretärin von Joseph Goebbels
- Eva Ponto (2. März 1918 – 24. April 2025), deutsche Filmeditorin
- Olaf Pooley (13. März 1914 – 14. Juli 2015), britischer Schauspieler
- Jack Pope (18. April 1913 – 25. Februar 2017), US-amerikanischer Jurist
- Martin Pope (22. August 1918 – 27. März 2022), US-amerikanischer Chemiker
- Frank Popper (17. April 1918 – 12. Juli 2020), französisch-britischer Kunst- und Technikhistoriker tschechischer Abstammung
- Adrien Porchet (14. Oktober 1907 – 2. Juni 2008), Schweizer Filmproduzent, Filmemacher und Kameramann
- Carla Porta Musa (15. März 1902 – 10. Oktober 2012), italienische Schriftstellerin, Essayistin und Dichterin
- Norman Walker Porteous (9. September 1898 – 12. September 2003), schottischer presbyterianischer Theologe und Bibelübersetzer
- Edeltrud Posiles (4. Juni 1916 – 23. Juli 2016), österreichische Gerechte unter den Völkern
- Don Potter (21. April 1902 – 7. Juni 2004), englischer Bildhauer, Holzschnitzer und Töpfer
- Richard Pöttschacher (25. Dezember 1904 – 25. Februar 2008), österreichischer Musiker
- Léon Povel (23. Dezember 1911 – 8. Januar 2013), niederländischer Regisseur
- Walter Późny (22. Februar 1910 – 20. September 2012), polnischer Politiker
- Francisco Prada Carrera (27. Juli 1893 – 17. Juni 1995), spanisch-brasilianischer römisch-katholischer Bischof
- Adolf Presber (8. November 1896 – 26. Oktober 1997), deutscher Maler und Grafiker
- Micheline Presle (22. August 1922 – 21. Februar 2024), französische Schauspielerin
- Rudolf von Preuschen (4. Mai 1906 – 18. Mai 2007), deutscher Landrat
- Giuseppe Prezzolini (27. Januar 1882 – 14. Juli 1982), italienischer Journalist
- Erich Priebke (29. Juli 1913 – 11. Oktober 2013), deutscher SS-Führer und Kriegsverbrecher
- Harry Prieste (23. November 1896 – 15. April 2001), armenisch-US-amerikanischer Turmspringer
- Jean Prieur (10. November 1914 – 23. Dezember 2016), französischer Historiker
- Frank Prihoda (8. Juli 1921 – 10. November 2022), australischer Skirennläufer
- Robert C. Prim (25. September 1921 – 18. November 2021), US-amerikanischer Mathematiker und Informatiker
- Agnes Primocic (30. Januar 1905 – 14. April 2007), österreichische Politikerin und Widerstandskämpferin
- Alfred Proksch (11. Dezember 1908 – 3. Januar 2011), österreichischer Grafiker, Illustrator, Maler und Leichtathlet
- Yitzhak Pundak (13. Juni 1913 – 27. August 2017), israelischer General, Diplomat und Politiker
- Juri Michailowitsch Puschtscharowski (31. Dezember 1916 – 3. Mai 2018), russischer Geologe
- Willis Pyle (4. September 1914 – 2. Juni 2016), US-amerikanischer Animator

### Q
- Nadi Qamar (6. Juli 1917 – 21. Oktober 2020), US-amerikanischer Jazzpianist
- Qin Hanzhang (15. Februar 1908 – 15. August 2019), chinesischer Ingenieur und Ernährungswissenschaftler
- Qin Yi (31. Januar 1922 – 9. Mai 2022), chinesische Film- und Theaterschauspielerin
- Adolf Quast (6. September 1910 – 21. Juli 2014), deutscher lutherischer Theologe und Domprediger am Braunschweiger Dom St. Blasii
- Carmen Quidiello (29. April 1915 – 19. Dezember 2020), First Lady der Dominikanischen Republik
- Alejandro Quiroz (9. August 1920 – 10. Januar 2022), mexikanischer Moderner Fünfkämpfer
- Milton Quon (22. August 1913 – 18. Juni 2019), US-amerikanischer Animator und Schauspieler
- Just Knud Qvigstad (4. April 1853 – 15. März 1957), norwegischer Philologe und Politiker

### R
- Willy Raatz (11. Januar 1910 – 11. Januar 2010), deutscher Künstler
- Gert Rabanus (25. April 1923 – 4. Januar 2024), deutscher Synchronregisseur und Dialogbuchautor
- Harry Rabinowitz (26. März 1916 – 22. Juni 2016), britischer Dirigent und Arrangeur
- Marko Račič (25. April 1920 – 27. Mai 2022), jugoslawischer Leichtathlet
- Paul Racine (22. September 1914 – 24. Februar 2016), französischer Privatsekretär von Philippe Pétain
- Mirko Rački (13. Oktober 1879 – 21. Juli 1982), jugoslawischer Maler
- Edward Raczyński (19. Dezember 1891 – 30. Juli 1993), polnischer Politiker und Diplomat
- Ted Radcliffe (7. Juli 1902 – 11. August 2005), US-amerikanischer Baseballspieler („Double Duty“)
- Moritz Raeber (25. Juni 1911 – 12. November 2015), Schweizer Architekt
- Eugène Raguin (13. Juni 1900 – 10. November 2001), französischer Geologe
- Hans Rahner (28. März 1905 – 1. Dezember 2008), österreichischer Komponist und Pianist
- Vasant Raiji (26. Januar 1920 – 13. Juni 2020), indischer Cricketspieler
- Theressa Railsback (19. November 1913 – 27. Februar 2016), US-amerikanische Schauspielerin
- Luise Rainer (12. Januar 1910 – 30. Dezember 2014), deutsche Schauspielerin
- Carl Rakosi (6. November 1903 – 24. Juni 2004), US-amerikanischer Dichter
- Sid Ramin (22. Januar 1919 – 1. Juli 2019), US-amerikanischer Orchestrator, Arrangeur und Komponist
- Simon Ramo (7. Mai 1913 – 27. Juni 2016), US-amerikanischer Physiker und Geschäftsmann
- Godfrey Rampling (14. Mai 1909 – 20. Juni 2009), britischer Sprinter
- Terry Randall (30. Oktober 1914 – 5. Mai 2015), britische Schauspielerin
- Arthur Rando (23. Januar 1910 – 27. April 2013), US-amerikanischer Jazzmusiker
- Ada van Randwijk-Henstra (24. Oktober 1911 – 15. Oktober 2013), niederländische Lehrerin und Widerstandskämpferin
- C. R. Rao (10. September 1920 – 22. August 2023), indischer Mathematiker und Statistiker
- Ingeborg Rapoport (2. September 1912 – 23. März 2017), deutsche Medizinerin
- Irving Rapper (16. Januar 1898 – 20. Dezember 1999), britischer Regisseur
- Irma Rapuzzi (12. April 1910 – 3. April 2018), französische Politikerin
- Johannes Rascher (6. Oktober 1904 – 24. Januar 2006), deutscher Architekt
- Franco Rasetti (10. August 1901 – 5. Dezember 2001), italienischer Physiker
- Mary Louise Rasmuson (11. April 1911 – 30. Juli 2012), US-amerikanische Militärangestellte (Direktorin des U.S. Women’s Army Corps) und Philanthropin
- Carl Christian Rasmussen (21. September 1890 – 17. Dezember 1992), US-amerikanischer lutherischer Geistlicher und Theologe
- Joana Raspall i Juanola (1. Juli 1913 – 4. Dezember 2013), spanische Dichterin und Schriftstellerin
- August Rathmann (3. Januar 1895 – 5. Januar 1995), deutscher Jugendfunktionär, Autor und Politiker
- Friedrich Wilhelm von Rauchhaupt (13. August 1881 – 28. Januar 1989), deutscher Jurist
- Lauri Rauhala (13. September 1914 – 5. April 2016), finnischer Psychologe und Philosoph
- Dagmara Maximilianowna Rauser-Tschernoussowa (19. März 1895 – 12. Juni 1996), russische bzw. sowjetische Mikropaläontologin
- Karl Rawer (19. April 1913 – 17. April 2018), deutscher Physiker
- Margaret Byrd Rawson (30. Juni 1899 – 25. November 2001), US-amerikanische Psychologin und Soziologin (Dyslexie)
- Eleanor Raymond (24. März 1887 – 4. Juli 1989), US-amerikanische Architektin
- Margaret Read (5. August 1889 – 19. Mai 1991), britische Sozialanthropologin und Wissenschaftlerin
- Norman Read (17. Januar 1891 – 23. Januar 1992), US-amerikanischer Geologe und Bergsteiger
- Juan Reccius (9. April 1911 – 29. Juni 2012), chilenischer Dreispringer
- Harry Redmond Jr. (15. Oktober 1909 – 23. Mai 2011), US-amerikanischer Filmtechniker
- H. Owen Reed (17. Juni 1910 – 6. Januar 2014), US-amerikanischer Komponist
- Lisa Rees (9. November 1872 – 17. September 1976), deutsche Vorkämpferin der Frauenemanzipation
- Connie Reeves (26. September 1901 – 17. August 2003), US-amerikanisches Cowgirl
- Hans Rehfeldt (7. Juli 1923 – 30. März 2025), deutscher Zeitungsredakteur
- Eva Gabriele Reichmann (16. Januar 1897 – 15. September 1998), deutsche Historikerin und Soziologin
- E. Emmet Reid (27. Juni 1872 – 21. Dezember 1973), US-amerikanischer Chemiker
- Richard Gavin Reid (17. Januar 1879 – 17. Oktober 1980), kanadischer Politiker und Premierminister von Alberta
- Albert Reimann (9. November 1874 – 5. Juni 1976), deutscher Bildhauer
- Günter Reimann (13. November 1904 – 5. Februar 2005), deutscher marxistisch orientierter Ökonom
- Ludwig Reindl (16. Mai 1893 – 12. Februar 1994), österreichischer Erfinder (TIXO)
- Hedwig Reinhardt (21. Februar 1906 – 26. Januar 2008), deutsch-amerikanische Ökonomin
- Mimi Reinhardt (15. Januar 1915 – 8. April 2022), österreichische Sekretärin von Oskar Schindler
- Heinz Reinhold (27. September 1910 – 15. November 2012), deutscher Anglist
- Ludwig Reinhold (7. Oktober 1831 – 18. November 1932), deutscher Gutsbesitzer und Politiker
- Roman Reiser (18. September 1920 – 26. August 2023), deutscher Architekt
- Henriette Reiss (5. Mai 1889 – 17. Juli 1992), englisch-US-amerikanische Designerin, Künstlerin und Lehrerin
- Georgette Rejewski (12. Februar 1910 – 21. Februar 2014), belgische Schauspielerin und Logopädin
- Stanislav Rembski (9. Oktober 1896 – 14. September 1998), polnisch-US-amerikanischer Maler
- Ren Xinmin (5. Dezember 1915 – 12. Februar 2017), chinesischer Raumfahrtingenieur
- Lily Renée (12. Mai 1921 – 24. August 2022), US-amerikanische Zeichnerin und Illustratorin
- Malcolm MacKenzie Renfrew (12. Oktober 1910 – 12. Oktober 2013), US-amerikanischer Chemiker
- Naomi Replansky (23. Mai 1918 – 7. Januar 2023), US-amerikanische Lyrikerin
- Wassili Wassiljewitsch Reschetnikow (23. Dezember 1919 – 20. März 2023), sowjetischer Militärpilot
- Elsa Respighi (24. März 1894 – 17. März 1996), italienische Komponistin, Sängerin und Ehefrau von Ottorino Respighi
- Woizlawa-Feodora Prinzessin Reuß (17. Dezember 1918 – 3. Juni 2019), deutsche Angehörige des Hauses Mecklenburg-Schwerin
- Lívia Rév (5. Juli 1916 – 28. März 2018), ungarische Pianistin
- Costantino Reyer-Castagna (1. Februar 1828 – 25. März 1931), italienisch-österreichischer Turnfachmann und Sprachwissenschaftler
- José Reynaert (7. Dezember 1921 – 3. Februar 2024), belgischer Fußballspieler
- Barbara Reynolds (13. Juni 1914 – 29. April 2015), englische Lexikografin und Übersetzerin
- Fazlollah Reza (1. Januar 1915 – 19. November 2019), iranischer Ingenieur, Hochschullehrer und Diplomat
- David C. Richardson (8. April 1914 – 13. Juni 2015), US-amerikanischer Marineadmiral
- Mabel Richardson (27. Juli 1890 – 2. März 2001), britisch-US-amerikanische Filmdarstellerin
- Ted Richmond (10. Juni 1910 – 23. Dezember 2013), US-amerikanischer Filmproduzent
- Anna Richter (21. Februar 1893 – 22. Januar 1999), deutsche Grafikerin
- Karl Richter (15. Juli 1904 – 19. September 2005), deutscher SPD-Politiker und Gewerkschafter
- Henry Nicholas Ridley (10. Dezember 1855 – 24. Oktober 1956), englischer Botaniker
- Käthe Rieck (17. Februar 1902 – 23. August 2004), deutsche Museumsdirektorin und Kunsthistorikerin
- Martin Riedlinger (7. November 1920 – 6. März 2021), österreichischer Publizist
- Hans-Herman Rief (11. März 1909 – 17. August 2009), deutscher Archivar und Kunsthistoriker
- Leni Riefenstahl (22. August 1902 – 8. September 2003), deutsche Filmregisseurin
- Hermann Riefstahl (3. Mai 1912 – 27. August 2012), deutscher Philosoph
- Randolph Riemschneider (17. November 1920 – 22. Februar 2024), deutscher Chemiker
- Madeleine Riffaud (23. August 1924 – 6. November 2024), französische Dichterin, Journalistin, Kriegsberichterstatterin und Résistance-Mitglied
- Lehman Riggs (17. Januar 1920 – 19. August 2021), US-amerikanischer Militär
- Gerda Ring (11. Mai 1891 – 12. Januar 1999), norwegische Schauspielerin und Theaterleiterin
- Chatral Rinpoche (18. Juni 1913 – 5. Januar 2016), tibetischer buddhistischer Philosoph
- Rosa Rio (2. Juni 1902 – 13. Mai 2010), US-amerikanische Organistin und Komponistin
- Gerhard Ewald Rischka (16. Juli 1903 – 19. Dezember 2004), deutscher Komponist, Musiker und Dirigent
- Jens Risom (8. Mai 1916 – 9. Dezember 2016), dänischer Möbeldesigner
- Christiane Ritter (13. Juli 1897 – 29. Dezember 2000), österreichische Abenteuerin und Schriftstellerin
- Josef Rittsteuer (3. September 1914 – 12. Dezember 2015), österreichischer römisch-katholischer Priester und Pfarrer
- Friedrich Ritz (4. Juli 1903 – 13. November 2003), deutscher Ingenieur und Testpilot
- Guido Rivoir (4. Mai 1901 – 7. Februar 2005), Schweizer reformierter Pastor italienischer Herkunft
- Hal Roach (14. Januar 1892 – 2. November 1992), US-amerikanischer Produzent und Regisseur (Hal Roach Studios)
- Paul Robert (3. März 1912 – 13. September 2013), französischer Politiker
- Déodat Roché (13. Dezember 1877 – 12. Januar 1978), französischer Historiker (Katharer)
- David Rockefeller (12. Juni 1915 – 20. März 2017), US-amerikanischer Bankier und Staatsmann
- James Stillman Rockefeller (8. Juni 1902 – 10. August 2004), US-amerikanischer Bankier und Ruderer
- Florrie Rodrigo (3. September 1893 – 7. November 1996), niederländische Tänzerin, Choreografin und Ballettlehrerin
- Manuel Rodriguez Sr. (1. Januar 1912 – 6. Mai 2017), philippinischer Künstler (Drucktechnik)
- Ruth Roduner (28. Oktober 1921 – 29. Dezember 2021), Tochter des Judenretters Paul Grüninger und Präsidentin der Paul Grüninger Stiftung
- Roman Rodziewicz (18. Januar 1913 – 24. Oktober 2014), polnischer Militär
- Nic Roeser (8. November 1896 – 27. Juli 1997), luxemburgischer Turner
- Milton Rogovin (30. Dezember 1909 – 18. Januar 2011), US-amerikanischer Dokumentarfotograf
- Zvonimir Rogoz (10. Oktober 1887 – 6. Februar 1988), jugoslawischer Schauspieler
- Johannes W. Rohen (18. September 1921 – 26. Mai 2022), deutscher Anatom
- Paul Rohmer (1. November 1876 – 2. März 1977), französischer Pädiater
- Jack Rollins (23. März 1915 – 18. Juni 2015), US-amerikanischer Produzent
- Cécile Rol-Tanguy (10. April 1919 – 8. Mai 2020), französische Widerstandskämpferin
- Jos Romersa (1. November 1915 – 5. November 2016), luxemburgischer Turner
- Edward Rondthaler (9. Juni 1905 – 19. August 2009), US-amerikanischer Typograph und Historiker
- Catharina Roodzant (21. Oktober 1896 – 24. Februar 1999), niederländische Schachspielerin
- Clemens C. J. Roothaan (29. August 1918 – 17. Juni 2019), niederländischer Physiker, Chemiker und Computer-Architekt
- Edmundo Ros (7. Dezember 1910 – 22. Oktober 2011), Musiker aus Trinidad und Tobago
- Isabel Rosado (5. November 1907 – 13. Januar 2015), puerto-ricanische politische Aktivistin
- Albert Rosellini (21. Januar 1910 – 10. Oktober 2011), US-amerikanischer Politiker und Gouverneur von Washington
- Hans-Ulrich Rosemann (14. März 1904 – 16. April 2006), deutscher Mediziner
- Justus Rosenberg (23. Januar 1921 – 30. Oktober 2021), US-amerikanischer Linguist und Literaturwissenschaftler
- Jona Rosenfeld (30. November 1922 – 26. Dezember 2023), deutsch-israelischer Sozialpädagoge und Psychoanalytiker
- José Calasanz Rosenhammer (1. Januar 1900 – 26. April 2003), bolivianisch-österreichischer römisch-katholischer Titularbischof und Apostolischer Vikar
- George Rosenkranz (20. August 1916 – 23. Juni 2019), ungarisch-mexikanischer Biochemiker und Bridgespieler
- Antoni Rosikoń (10. Juni 1907 – 17. August 2013), polnischer Ingenieur
- Alfred Rösli (7. Dezember 1920 – 2. April 2022), Schweizer Bauingenieur und Hochschullehrer
- Edwin Rosner (21. September 1910 – 26. Juni 2011), österreichischer Arzt
- Nellie Tayloe Ross (29. November 1876 – 19. Dezember 1977), US-amerikanische Politikerin, erste weibliche Gouverneurin eines US-Staates (Wyoming)
- Giuseppe Aldo Rossi (6. Juni 1913 – 9. April 2020), italienischer Drehbuchautor
- María Rostworowski (8. August 1915 – 6. März 2016), peruanische Historikerin
- Cecylia Roszak (25. März 1908 – 16. November 2018), polnische Nonne und Gerechte unter den Völkern
- Anny Roth-Dalbert (12. Oktober 1900 – 16. Mai 2004), Schweizer Komponistin
- Noëlla Rouget (25. Dezember 1919 – 22. November 2020), französische Widerstandskämpferin und Lehrerin
- Thomas Round (18. Oktober 1915 – 2. Oktober 2016), britischer Opernsänger
- Dovey Johnson Roundtree (17. April 1914 – 21. Mai 2018), US-amerikanische Bürgerrechtlerin
- Jean Rouverol (8. Juli 1916 – 24. März 2017), US-amerikanische Schauspielerin und Drehbuchautorin
- Geoffrey Alexander Rowley-Conwy, 9. Baron Langford (8. März 1912 – 12. November 2017), britischer Adliger
- Lester Rowntree (16. Februar 1879 – 21. Februar 1979), US-amerikanische autodidaktische Botanikerin und Autorin
- Edward L. Rowny (3. April 1917 – 17. Dezember 2017), US-amerikanischer Generalleutnant und militärischer Berater des Präsidenten
- Berta Ruck (2. August 1878 – 11. August 1978), walisische Schriftstellerin
- Olga Rudge (13. April 1895 – 15. März 1996), US-amerikanische Violinistin und Geliebte von Ezra Pound
- Andrée Ruellan (6. April 1905 – 15. Juli 2006), US-amerikanische Malerin
- Heinrich Ruhl (31. August 1915 – 1. Dezember 2015), deutscher Autor
- Helga Rühle von Lilienstern (14. Oktober 1912 – 7. April 2013), deutsche Grafikerin und Historikerin
- Bernardo Ruiz (8. Januar 1925 – 14. August 2025), spanischer Radrennfahrer
- Dorothy Rungeling (12. Mai 1911 – 17. Februar 2018), kanadische Fliegerin
- Marie M. Runyon (20. März 1915 – 7. Oktober 2018), US-amerikanische Politikerin und Aktivistin
- Arvo Ruonaniemi (22. Januar 1912 – 16. Juni 2014), finnischer Schriftsteller
- Art Rupe (5. September 1917 – 15. April 2022), US-amerikanischer Musikproduzent, Musikverleger und Label-Gründer
- Günther Ruprecht (17. Februar 1898 – 17. März 2001), deutscher Verleger

### S
- Horst Saalfeld (19. November 1920 – 21. März 2022), deutscher Mineraloge
- Eugenia Sacerdote de Lustig (9. November 1910 – 27. November 2011), italienische Medizinerin
- Henri-Dominique Saffrey (10. April 1921 – 19. Mai 2021), französischer Gräzist und Philosophiehistoriker
- Dmitri Fjodorowitsch Safonow (12. Oktober 1909 – 3. Januar 2015), sowjetischer Diplomat
- Frederica Sagor Maas (6. Juli 1900 – 5. Januar 2012), US-amerikanische Drehbuchautorin
- Odorico Sáiz (6. Februar 1912 – 14. Oktober 2012), spanischer römisch-katholischer Bischof
- Michail Sakellariou (14. Februar 1912 – 16. August 2014), griechischer Historiker
- Sol Saks (13. Dezember 1910 – 16. April 2011), US-amerikanischer Drehbuchautor
- Joseph Salemi (15. September 1902 – 17. Januar 2003), italienisch-amerikanischer Jazzmusiker
- Zélia Salgado (9. Oktober 1904 – 26. August 2009), brasilianische Künstlerin
- Horacio Salgán (15. Juni 1916 – 19. August 2016), argentinischer Pianist, Komponist und Orchesterleiter
- Salim (3. September 1908 – 13. Oktober 2008), indonesischer Maler
- Paula Salomon-Lindberg (21. Dezember 1897 – 17. April 2000), deutsche Sängerin
- Max Salpeter (16. April 1908 – 1. Januar 2010), britischer Geiger
- Susanna M. Salter (2. März 1860 – 17. März 1961), US-amerikanische Politikerin und erste Bürgermeisterin der USA (Argonia)
- Marc Saltet (11. April 1906 – 8. März 2008), französischer Architekt
- Frida Salzberg-Heins (26. September 1893 – 28. September 1993), deutsche Lehrerin
- Isca Salzberger-Wittenberg (4. März 1923 – 23. Dezember 2023), britische Kinderpsychologin
- Jeanne de Salzmann (26. Januar 1889 – 25. Mai 1990), französisch-schweizerische Ballett-Lehrerin
- Charles Samaran (28. Oktober 1879 – 15. Oktober 1982), französischer Historiker
- Nancy Sandars (29. Juni 1914 – 20. November 2015), britische Prähistorikerin
- Serge Sandberg (27. November 1879 – 5. Januar 1981), französischer Filmmanager und -produzent
- Mike Sandlock (17. Oktober 1915 – 4. April 2016), US-amerikanischer Baseballspieler
- Ole Mørk Sandvik (9. Mai 1875 – 5. August 1976), norwegischer Volksliedsammler, Musikforscher und -pädagoge
- Ángeles Santos Torroella (7. November 1911 – 3. Oktober 2013), spanische Malerin
- Bhabesh Chandra Sanyal (22. April 1901 – 8. Januar 2003), indischer Künstler
- Jacob Sapirstein (30. Oktober 1884 – 24. Juni 1987), polnisch-US-amerikanischer Unternehmer, Gründer von American Greetings
- Amal Kumar Sarkar (29. Juni 1901 – 18. Dezember 2001), indischer Jurist (Chief Justice of India)
- Zoltán Sárosy (23. August 1906 – 19. Juni 2017), ungarisch-kanadischer Schachspieler
- Antoine Sartorio (27. Januar 1885 – 19. Februar 1988), französischer Bildhauer
- Kyozan Joshu Sasaki (1. April 1907 – 27. Juli 2014), japanischer Rinzai-Zen-Meister
- Tsuneko Sasamoto (1. September 1914 – 15. August 2022), japanische Fotografin
- Raymond J. Saulnier (20. September 1908 – 30. April 2009), US-amerikanischer Ökonom
- Connie Sawyer (27. November 1912 – 21. Januar 2018), US-amerikanische Schauspielerin
- Gertrude Sawyer (2. April 1895 – 11. Februar 1996), US-amerikanische Architektin
- Ivy Sawyer (13. Februar 1898 – 16. November 1999), US-amerikanische Sängerin, Schauspielerin und Tänzerin
- Alan Sayers (6. Dezember 1915 – 19. August 2017), neuseeländischer Journalist, Fotograf und Athlet
- Leonilla zu Sayn-Wittgenstein (9. Mai 1816 – 1. Februar 1918), russische Adlige und durch Heirat Fürstin zu Sayn-Wittgenstein-Sayn
- Marianne Sayn-Wittgenstein-Sayn (9. Dezember 1919 – 4. Mai 2025), österreichische Fotografin
- Carlo Scaglia (20. Juli 1863 – 25. Dezember 1965), italienischer Komponist
- Laura Woolsey Lord Scales (13. November 1879 – 12. Juni 1990), US-amerikanische Ausbilderin, Dekanin des Smith College
- Herman Schaalman (28. April 1916 – 31. Januar 2017), deutsch-US-amerikanischer Rabbiner
- Elasar Menachem Schach (13. Januar 1898 – 2. November 2001), israelischer Rabbi (Gründer der Partei Degel haTora)
- Franz Schad (1. Februar 1907 – 1. November 2007), deutscher Jurist
- James Schaffer (14. Februar 1910 – 9. März 2014), US-amerikanischer religiöser Aktivist
- Georg Schaible (22. Februar 1907 – 22. Juni 2007), deutscher Maler und Grafiker
- Simone Schaller (22. August 1912 – 20. Oktober 2016), US-amerikanische Hürdenläuferin
- Akaki Schanidse (26. Februar 1887 – 29. März 1987), georgischer Philologe
- Susanne Schapowalow (29. Januar 1922 – 6. Juni 2022), deutsche Fotografin
- Luise Schapp (11. April 1912 – 7. April 2016), deutsche CDU-Politikerin und Landtagsabgeordnete Niedersachsens
- Gerta Scharffenorth (8. Januar 1912 – 4. Dezember 2014), deutsche Politologin und evangelische Theologin
- Sigrid Schauman (24. Dezember 1877 – 22. Februar 1979), finnische Malerin und Kunstkritikerin
- Victor Blanchard Scheffer (27. November 1906 – 20. September 2011), US-amerikanischer Zoologe
- Max Schefold (1. Oktober 1896 – 1. Januar 1997), deutscher Kunsthistoriker
- Werner Scheibner (23. April 1899 – 23. Juni 1999), deutscher Politiker (NSDAP)
- William H. Scheide (6. Januar 1914 – 14. November 2014), US-amerikanischer Musikwissenschaftler und Mäzen
- Elisabeth Scheidel (1. August 1883 – 17. August 1987), deutsche Pädagogin und Widerstandskämpferin gegen den Nationalsozialismus
- Alexander Jefimowitsch Scheindlin (4. September 1916 – 13. Januar 2017), russischer Physiker
- Hermann Scheipers (24. Juli 1913 – 2. Juni 2016), deutscher römisch-katholischer Geistlicher und Überlebender des KZ Dachau
- René Schérer (25. November 1922 – 1. Februar 2023), französischer Philosoph
- Christian Schiefer (23. August 1896 – 19. Oktober 1998), Schweizer Fotograf
- Hannes Schiel (31. Mai 1914 – 2. Dezember 2017), österreichischer Schauspieler
- Rudolf Schiffmann (4. Dezember 1909 – 1. Mai 2013), deutscher Widerstandskämpfer
- Hans Schihan (23. Juli 1887 – 20. Dezember 1988), österreichischer Architekt und Lokalpolitiker
- Erwin Schild (9. März 1920 – 6. Januar 2024), deutsch-kanadischer Judaist, Rabbiner und Hochschullehrer
- Thekla Schild (8. März 1890 – 13. November 1991), deutsche Architektin
- Gerda Schimpf (14. März 1913 – 28. Dezember 2014), deutsche Fotografin
- Rolf Schimpf (14. November 1924 – 22. März 2025), deutscher Schauspieler
- Dora Schindel (16. November 1915 – 11. Januar 2018), deutsche Emigrantin und Zeitzeugin
- Wilhelmine Schirmer-Pröscher (9. Juli 1889 – 2. März 1992), deutsche LDPD-Politikerin
- Beniamino Schivo (28. Juni 1910 – 30. Januar 2012), italienischer römisch-katholischer Geistlicher und „Gerechter unter den Völkern“
- Hagbarth Schjøtt (9. Mai 1894 – 9. September 1994), norwegischer Geschäftsmann
- Lotte Schlegel (13. Oktober 1921 – 7. Juni 2024), deutsche Gynäkologin und Hochschullehrerin
- Peter Schleiff (19. November 1910 – 1. Juni 2011), deutscher Dermatologe und Venerologe
- Helmut Schlesinger (4. September 1924 – 23. Dezember 2024), deutscher Bankier, Präsident der Deutschen Bundesbank
- Marian Cannon Schlesinger (13. September 1912 – 14. Oktober 2017), US-amerikanische Malerin und Autorin
- Erwin Schliephake (18. August 1894 – 26. Januar 1995), deutscher Mediziner (Kurzwellenbehandlung)
- Frederick J. Schlink (26. Oktober 1891 – 15. Januar 1995), US-amerikanischer Verbraucherschützer, Mitbegründer von Consumers Research
- Helmuth Schlömer (20. Mai 1893 – 18. August 1995), deutscher Generalleutnant im Zweiten Weltkrieg
- Fritz Schmid (28. Juni 1916 – 12. November 2018), deutscher Widerstandskämpfer gegen den Nationalsozialismus
- Karl Schmidt (25. Februar 1885 – 3. Januar 1986), deutscher Bürgermeister und Mitglied des Provinziallandtages der Provinz Hessen-Nassau
- Gerda Schmidt-Panknin (9. August 1920 – 5. März 2021), deutsche Malerin
- Carl Schmitt (6. Mai 1889 – 27. Oktober 1989), US-amerikanischer Maler, Radierer, Zeichner und Kunsttheoretiker
- Joseph William Schmitt (2. Januar 1916 – 25. September 2017), US-amerikanischer Raumanzugtechniker
- Floyd Schmoe (21. September 1895 – 20. April 2001), US-amerikanischer Friedensaktivist und Naturforscher
- Ingeborg Schnack (9. Juli 1896 – 3. November 1997), deutsche Bibliothekarin und Rilke-Forscherin
- Ulrich Schneeweiß (25. März 1923 – 22. Dezember 2023), deutscher Mikrobiologe und Immunologe
- Jean Schneider (3. November 1903 – 14. Mai 2004), französischer Mediävist
- Eduard Schneider-Davids (16. Februar 1869 – 2. Januar 1970), deutscher Ingenieur, Baumeister und Schriftsteller
- Robert C. Schnitzer (8. September 1906 – 2. Januar 2008), US-amerikanischer Schauspieler, Produzent und Kulturmanager
- Otto Schoenrich (9. Juli 1876 – 9. Februar 1977), US-amerikanischer Jurist
- Bertram Schofield (13. Juni 1896 – 15. Mai 1998), britischer Musikwissenschaftler und Paläograph
- Günther Scholz (8. Dezember 1911 – 24. Oktober 2014), deutscher Pilot und Luftfahrtautor
- Aldo Schön (29. Juli 1912 – 15. Februar 2014), deutscher Pianist, Hochschullehrer und Rektor des Brucknerkonservatoriums Linz
- Ernst Schön (6. August 1907 – 6. August 2010), österreichischer Musiker (Gesang, Trompete und Geige)
- Hans-Erdmann Schönbeck (9. September 1922 – 18. Oktober 2022), deutscher Automobilmanager
- Eleonore Schönborn (14. April 1920 – 25. Februar 2022), österreichische Prokuristin, Mutter von Christoph Kardinal Schönborn
- Anton Schöndorf (30. September 1904 – 14. Oktober 2007), deutscher Jurist
- Anneliese Schönnenbeck (11. Juni 1919 – 18. Dezember 2020), deutsche Filmeditorin
- Mien Schopman-Klaver (26. Februar 1911 – 10. Juli 2018), niederländische Leichtathletin
- Erwin Schopper (26. Juni 1909 – 29. Juni 2009), deutscher Physiker
- Carl E. Schorske (15. März 1915 – 13. September 2015), US-amerikanischer Kulturhistoriker
- Franz Schötz (8. November 1920 – 8. August 2022), deutscher Botaniker und Hochschullehrer
- Wladimir Stepanowitsch Schpak (20. Februar 1909 – 23. Februar 2009), sowjetischer Chemiker
- Rudolf Schrader (17. März 1875 – 18. Januar 1981), US-amerikanischer Turner
- Viktor Schreckengost (26. Juni 1906 – 26. Januar 2008), US-amerikanischer Industriedesigner
- Willi Schrot (12. Januar 1915 – 27. Februar 2016), deutscher Politiker (CDU)
- Marianne Schubart-Vibach (24. Juni 1921 – 4. Juli 2021), deutsche Schauspielerin, Regisseurin und Drehbuchautorin
- Manfred Schubert (24. September 1903 – 4. November 2007), deutscher Verwaltungsjurist
- Richard Schüller (27. Mai 1870 – 14. Mai 1972), österreichisch-amerikanischer Ökonom
- Faye Schulman (28. November 1919 – 24. April 2021), kanadische Fotografin
- Hans-Heinrich Schulte (13. Oktober 1909 – 12. Juni 2015), deutscher Reeder
- Erich Schulze (1. Februar 1913 – 8. Dezember 2017), deutscher Verbandsfunktionär, Generaldirektor der GEMA
- Werner Schulze (13. September 1890 – 17. Januar 1993), deutscher Agrarwissenschaftler
- Rudolf Schumacher (12. April 1908 – 22. Mai 2011), deutscher Turner
- George Ernest Schuster (25. April 1881 – 5. Juni 1982), britischer Finanzexperte und Politiker
- Margarete Schütte-Lihotzky (23. Januar 1897 – 18. Januar 2000), österreichische Architektin und Widerstandskämpferin
- Josef Schütz (16. November 1920 – 13. April 2023), deutscher Wachmann im KZ Sachsenhausen
- Günther Schwab (7. Oktober 1904 – 12. April 2006), österreichischer Schriftsteller
- Otto Schwab (20. März 1915 – 29. September 2015), deutscher Fußballtorwart
- Morris Schwartz (3. April 1901 – 22. Oktober 2004), russisch-amerikanischer Fotograf, Erfinder und Geschäftsmann (Kalart Company)
- Bertha thoe Schwartzenberg (8. Januar 1891 – 31. August 1993), niederländische Bildhauerin
- Aaron Schwartzman (9. Dezember 1908 – 15. Januar 2013), argentinischer Schachmeister
- Leon Schwarzbaum (20. Februar 1921 – 13. März 2022), deutsch-polnischer Holocaustüberlebender und Zeitzeuge
- Leonid Aronowitsch Schwarzman (30. August 1920 – 2. Juli 2022), sowjetischer und russischer Zeichentrickfilmer
- Josef Schweighofer (4. Oktober 1910 – 29. Dezember 2010), österreichischer Gewerkschafter und Politiker
- Erhard Schweri (29. Oktober 1922 – 2. Februar 2025), Schweizer Bundesrichter
- Johann Schwert (17. September 1907 – 21. Mai 2013), deutscher Widerstandskämpfer gegen den Nationalsozialismus
- Zbigniew Ścibor-Rylski (10. März 1917 – 3. August 2018), polnischer Widerstandskämpfer
- Hannibal P. Scicluna (15. Februar 1880 – 21. Dezember 1981), maltesischer Historiker und Jurist
- Murray Seasongood (27. Oktober 1878 – 21. Februar 1983), US-amerikanischer Politiker und Rechtswissenschaftler
- Donald R. Seawell (1. August 1912 – 30. September 2015), US-amerikanischer Theaterproduzent
- Wilhelm Seedorf (11. Oktober 1881 – 10. März 1984), deutscher Agrarökonom
- Miriam Seegar (1. September 1907 – 2. Januar 2011), US-amerikanische Schauspielerin
- Melvin Seeman (5. Februar 1918 – 31. Januar 2020), US-amerikanischer Sozialpsychologe und Hochschullehrer
- Marcelle Ségal (15. Mai 1896 – 28. Dezember 1998), französische Journalistin
- Zohra Segal (27. April 1912 – 10. Juli 2014), indische Schauspielerin
- Hans von Seggern (24. April 1914 – 23. Mai 2020), deutscher lutherischer Pastor, Buchautor und Offizier
- Celina Seghi (6. März 1920 – 27. Juli 2022), italienische Skirennläuferin
- Cecilia Seghizzi (5. September 1908 – 22. November 2019), italienische Komponistin und Malerin
- Vic Seixas (30. August 1923 – 5. Juli 2024), US-amerikanischer Tennisspieler
- George Seldes (16. November 1890 – 2. Juli 1995), US-amerikanischer Enthüllungsjournalist und Medienkritiker
- Wladimir Michailowitsch Seldin (10. Februar 1915 – 31. Oktober 2016), russischer Schauspieler
- Josef Selmayr (7. Juli 1905 – 11. November 2005), deutscher Brigadegeneral und Amtschef des Militärischen Abschirmdienstes
- Charlotte Selver (4. April 1901 – 22. August 2003), deutsch-amerikanische Psychologin
- Tonio Selwart (9. Juni 1896 – 2. November 2002), deutscher Schauspieler
- Peter Selz (27. März 1919 – 21. Juni 2019), deutsch-US-amerikanischer Kunsthistoriker, Museumsleiter, Ausstellungskurator und emeritierter Hochschullehrer der University of California, Berkeley
- Marina Timofejewna Semjonowa (12. Juni 1908 – 9. Juni 2010), russische Balletttänzerin
- Waldo Semon (10. September 1898 – 26. Mai 1999), US-amerikanischer Erfinder (Vinyl)
- Sen Sōshitsu XV. (19. April 1923 – 14. August 2025), japanischer Meister der Teezeremonie
- Hermann Senf (4. August 1878 – 1. Mai 1979), deutscher Architekt
- Ramananda Sengupta (8. Mai 1916 – 23. August 2017), indischer Kameramann
- Jean-Claude Servan-Schreiber (11. April 1918 – 11. April 2018), französischer Journalist und Politiker
- Kaikhosru Dadhaboy Sethna (26. November 1904 – 29. Juni 2011), indischer Schriftsteller und Philosoph
- Athene Seyler (31. Mai 1889 – 12. September 1990), englische Schauspielerin
- Puntsagiyn Shagdarsüren (29. Oktober 1918 – 3. Juli 2019), mongolischer Politiker und Diplomat
- Bernarda Bryson Shahn (7. März 1903 – 13. Dezember 2004), US-amerikanische Malerin und Illustratorin
- Amala Shankar (27. Juni 1919 – 22. Juli 2020), indische Tänzerin
- Carl J. Shapiro (15. Februar 1913 – 7. März 2021), US-amerikanischer Philanthrop und Unternehmer
- Brian Duncan Shaw (10. Februar 1898 – 7. November 1999), englischer Chemiker
- Margaret Fay Shaw (9. November 1903 – 11. Dezember 2004), US-amerikanisch-schottische Folkloristin, Fotografin und Filmemacherin
- Michael Shaw, Baron Shaw of Northstead (9. Oktober 1920 – 8. Januar 2021), britischer Politiker der Conservative Party, Mitglied des House of Commons
- Run Run Shaw (23. November 1907 – 7. Januar 2014), chinesischer Filmproduzent, Mitbegründer von Shaw Brothers
- Hartley Shawcross (4. Februar 1902 – 10. Juli 2003), britischer Politiker und Chefankläger bei den Nürnberger Prozessen
- George Beverly Shea (1. Februar 1909 – 16. April 2013), kanadisch-amerikanischer Gospelsänger
- Wilmon Henry Sheldon (4. April 1875 – 26. Februar 1980), US-amerikanischer Philosoph
- Shep Shepherd (19. Januar 1917 – 25. November 2018), US-amerikanischer Jazzmusiker
- Editta Sherman (9. Juli 1912 – 1. November 2013), US-amerikanische Fotografin
- Shi Ping (1. November 1911 – 29. Juni 2024), chinesischer Politiker
- Shōji Shibata (23. Oktober 1915 – 12. Juli 2016), japanischer Chemiker
- Toyo Shibata (26. Juni 1911 – 20. Januar 2013), japanische Dichterin
- Umeko Shimomura (7. Mai 1912 – 10. Mai 2012), japanische Haiku-Dichterin
- Kaneto Shindō (22. April 1912 – 29. Mai 2012), japanischer Filmregisseur und Drehbuchautor
- Toko Shinoda (28. März 1913 – 1. März 2021), japanische Künstlerin
- Emanuel Shinwell (18. Oktober 1884 – 8. Mai 1986), britischer Politiker und Minister
- Saburo Shochi (16. August 1906 – 27. November 2013), japanischer Pädagoge
- Henry Edward Shortt (5. April 1887 – 9. November 1987), britischer Protozoologe und Malariaforscher
- Sharadchandra Shankar Shrikhande (19. Oktober 1917 – 21. April 2020), indischer Mathematiker
- Aharon Jehuda Leib Shteinman (14. November 1913 – 12. Dezember 2017), israelischer Rabbiner und Posek
- David Shugar (10. September 1915 – 31. Oktober 2015), polnischer Biophysiker
- George Shultz (13. Dezember 1920 – 6. Februar 2021), US-amerikanischer Politiker
- Peter Sichel (12. September 1922 – 24. Februar 2025), deutsch-amerikanischer Weinhändler und US-Geheimagent
- Bill Sidwell (16. April 1920 – 19. August 2021), australischer Tennisspieler
- Priscilla Ann Siebert (21. April 1917 – 12. April 2020), britische Malerin und Grafikerin
- Elisabeth Siegel (7. Februar 1901 – 9. März 2002), deutsche Sozialpädagogin
- Hermann von Siemens (9. August 1885 – 13. Oktober 1986), deutscher Industrieller
- Félix Sienra (21. Januar 1916 – 30. Januar 2023), uruguayischer Segler
- Maria Sigri (25. August 1908 – 22. Juni 2012), Schweizer Opernsängerin (Sopran)
- Karl Sigrist (17. Mai 1885 – 30. Dezember 1986), deutscher Maler, Zeichner und Grafiker
- Werner Silberstein (24. November 1899 – 31. Januar 2001), deutsch-israelischer Mediziner und Bakteriologe
- Lewis K. Sillcox (30. April 1886 – 3. März 1989), US-amerikanischer Maschinenbauingenieur
- José María Silva (29. September 1897 – 2. Januar 2000), spanischer Fotograf
- Alejandro Silva Bascuñán (30. Dezember 1910 – 11. September 2013), chilenischer Jurist
- Maria Dorothea Simon (6. August 1918 – 8. März 2022), österreichische Sozialwissenschaftlerin
- Robert E. Simon (10. April 1914 – 21. September 2015), US-amerikanischer Bauunternehmer
- Renée Simonot (10. September 1911 – 11. Juli 2021), französische Schauspielerin
- Trude Simonsohn (25. März 1921 – 6. Januar 2022), deutsche Widerstandskämpferin gegen den Nationalsozialismus und Sozialarbeiterin
- Robert Simpson (19. November 1912 – 18. Dezember 2014), US-amerikanischer Meteorologe
- Hal Singer (8. Oktober 1919 – 18. August 2020), US-amerikanischer Jazzsaxophonist
- Bill Sinkin (19. Mai 1913 – 3. Februar 2014), US-amerikanischer politischer Aktivist und Industriemanager
- Helmut Sinn (3. September 1916 – 14. Februar 2018), deutscher Flieger und Uhrenhersteller
- Khamtay Siphandone (8. Februar 1924 – 2. April 2025), laotischer General und Politiker
- Elisabeth Sittig (8. April 1899 – 18. September 2001), deutsche Malerin, Ehrenbürgerin von Barth
- Ingeborg Sjöqvist (19. April 1912 – 22. November 2015), schwedische Wasserspringerin
- Douglas Slocombe (10. Februar 1913 – 22. Februar 2016), britischer Kameramann
- Nicolas Slonimsky (27. April 1894 – 25. Dezember 1995), russisch-amerikanischer Musikwissenschaftler
- Iwan Andrejewitsch Sluchai (5. Dezember 1924 – 16. April 2025), russischer Generalmajor
- Clark S. Smith (30. Mai 1912 – 28. Oktober 2014), US-amerikanischer Politiker
- Eldred Gee Smith (9. Januar 1907 – 4. April 2013), Patriarch der Kirche Jesu Christi der Heiligen der Letzten Tage
- George Edson Philip Smith (29. Dezember 1873 – 12. März 1975), US-amerikanischer Bauingenieur und Hochschullehrer
- Hobart Muir Smith (26. September 1912 – 4. März 2013), US-amerikanischer Herpetologe
- Neal Edward Smith (23. März 1920 – 2. November 2021), US-amerikanischer Politiker
- Viola Smith (29. November 1912 – 21. Oktober 2020), US-amerikanische Schlagzeugerin
- Walter Campbell Smith (30. November 1887 – 6. Dezember 1988), britischer Geologe und Mineraloge
- Herman Smith-Johannsen (15. Juni 1875 – 5. Januar 1987), norwegischer Skilangläufer
- Thomas Maitland Snow (21. Mai 1890 – 24. Januar 1997), britischer Diplomat
- Morton Sobell (11. April 1917 – 26. Dezember 2018), US-amerikanischer Agent der Sowjetunion
- Hans Söding (1. Juni 1898 – 4. September 2001), deutscher Botaniker und Hochschullehrer
- Gisela Söhnlein (3. Oktober 1921 – 16. November 2021), niederländische Widerstandskämpferin
- Koloman Sokol (12. Dezember 1902 – 13. Januar 2003), slowakischer Maler und Grafiker
- Eleanor Sokoloff (16. Juni 1914 – 12. Juli 2020), US-amerikanische Pianistin und Klavierpädagogin
- Sergei Leonidowitsch Sokolow (1. Juli 1911 – 31. August 2012), russischer Militär und Verteidigungsminister der UdSSR, Marschall der Sowjetunion
- Andreas Peter Cornelius Sol (19. Oktober 1915 – 26. März 2016), niederländischer römisch-katholischer Bischof
- Leif Solberg (8. November 1914 – 25. Januar 2016), norwegischer Organist und Komponist
- Ralph Solecki (15. Oktober 1917 – 20. März 2019), US-amerikanischer Archäologe
- Alejandra Soler (8. Juli 1913 – 1. März 2017), spanische Politikerin und Hochschullehrerin
- Wassili Grigorjewitsch Solodownikow (8. März 1918 – 30. September 2018), sowjetischer Ökonom, Afrikanist und Diplomat
- Esther Somerfeld-Ziskind (2. Juli 1901 – 13. November 2002), US-amerikanische Neurologin
- Ichinen Somiya (9. September 1893 – 21. Dezember 1994), japanischer Landschaftsmaler und Essayist
- Willy Sommerfeld (11. Mai 1904 – 19. Dezember 2007), deutscher Stummfilmpianist
- Józef Sondej (1. März 1914 – 28. Februar 2015), polnischer römisch-katholischer Geistlicher
- Erna Sondheim (17. Februar 1904 – 9. Januar 2008), deutsche Florettfechterin
- Song Meiling (5. März 1897 – 23. Oktober 2003), chinesische First Lady, Ehefrau von Chiang Kai-shek
- Thomas Sopwith (18. Januar 1888 – 27. Januar 1989), britischer Luftfahrtpionier und Segler
- Mihai Șora (7. November 1916 – 25. Februar 2023), rumänischer Philosoph
- Cecil Souders (3. Januar 1921 – 30. August 2021), US-amerikanischer American-Football-Spieler
- Pierre Soulages (24. Dezember 1919 – 25. Oktober 2022), französischer Maler und Grafiker
- Halil Sözer (10. März 1923 – 27. August 2024), türkischer General
- Rudolf Spang (25. April 1913 – 2. April 2017), deutscher Jurist und Diplomat
- Louis Sparre (3. August 1863 – 26. Oktober 1964), schwedischer Maler
- Fridolin von Spaun (4. Juli 1901 – 20. März 2004), deutscher rechtsextremistischer Aktivist und Repräsentant nationalsozialistischer Traditionspflege
- Domina Eberle Spencer (26. September 1920 – 26. Mai 2022), US-amerikanische Mathematikerin und Hochschullehrerin
- June Spencer (14. Juni 1919 – 8. November 2024), britische Schauspielerin und Hörspielsprecherin
- Norman Spencer (13. August 1914 – 16. August 2024), britischer Filmproduzent und Drehbuchautor
- Otto Sperling (14. Dezember 1899 – 23. September 2002), austroamerikanischer Psychoanalytiker
- Marga Spiegel (21. Juni 1912 – 11. März 2014), deutsche Holocaustüberlebende und Autorin
- Friedrich Spiegel-Schmidt (27. Februar 1912 – 16. August 2016), deutscher evangelischer Theologe
- Arnold Spielberg (6. Februar 1917 – 25. August 2020), US-amerikanischer Elektroingenieur
- Robert Spielvogel (3. Dezember 1911 – 12. Juni 2013), US-amerikanischer avantgardistischer Kameramann, Filmregisseur und Dokumentarfilmer
- Gerty Spies (13. Januar 1897 – 10. Oktober 1997), deutsche Schriftstellerin
- Irmgard Spiess (31. August 1898 – 28. Januar 1999), deutsche Unternehmerin
- Arnold Wilhelm Spilhaus (1. Dezember 1845 – 11. Oktober 1946), südafrikanischer Geschäftsmann und Bryologe deutscher Herkunft
- Ljerko Spiller (21. Juli 1908 – 9. November 2008), argentinischer Musiker
- Gerda Spillmann (15. Oktober 1920 – 21. Februar 2025), Schweizer Unternehmerin
- Anita Spinelli (8. Januar 1908 – 24. März 2010), Schweizer Malerin und Zeichnerin
- Raffaele Spongano (2. Oktober 1904 – 26. November 2004), italienischer Romanist und Italianist
- Rudolf Springer (9. April 1909 – 2. Juni 2009), deutscher Galerist
- Agnès Spycket (1. September 1921 – 17. Januar 2022), französische Vorderasiatische Archäologin
- Franz Stadler (12. Januar 1898 – 22. März 1999), österreichischer Zauberkünstler
- Edna Staebler (15. Januar 1906 – 12. September 2006), kanadische Schriftstellerin
- Amos Alonzo Stagg (16. August 1862 – 17. März 1965), US-amerikanischer College-Football-Spieler und -Trainer
- Arthur Staggs (17. November 1912 – 22. August 2013), britischer Geheimdienstmitarbeiter
- John B. Stanbury (15. Mai 1915 – 6. Juli 2015), US-amerikanischer Mediziner
- Franz Karl Stanzel (4. August 1923 – 17. Oktober 2023), österreichischer Anglist, Literaturwissenschaftler und Komparatist
- Margarita Stāraste (2. Februar 1914 – 18. Februar 2014), sowjetisch-lettische Kinderbuchautorin und Illustratorin
- Ethel Stark (25. August 1910 – 16. Februar 2012), kanadische Dirigentin, Violinistin und Musikpädagogin
- Freya Madeline Stark (31. Januar 1893 – 9. Mai 1993), englische Forschungsreisende
- Hendrik Leendert Starre (13. September 1914 – 25. Oktober 2016), niederländischer Maler
- Kaarina Staudinger-Loppukaarre (10. Oktober 1911 – 1. März 2013), finnische Künstlerin
- Elsa Stauffer (3. Januar 1905 – 10. November 2006), Schweizer Bildhauerin
- Paul Stecken (29. Juni 1916 – 15. September 2016), deutscher Trainer im Pferdesport
- Börje Steenberg (6. August 1912 – 17. Januar 2015), schwedischer Ingenieur
- Harrison Ross Steeves (8. April 1881 – 1. August 1981), US-amerikanischer Anglist und Hochschullehrer
- Antonio Stefanizzi (18. September 1917 – 4. April 2020), italienischer Jesuit, Medienmanager Direktor von Radio Vatikan
- Sreten Stefanović (17. November 1916 – 18. Februar 2020), jugoslawischer Turner
- Helli Stehle (6. Dezember 1907 – 27. August 2017), Schweizer Radiomoderatorin
- Andrew Steiner (22. August 1908 – 2. April 2009), tschechoslowakischer und US-amerikanischer Architekt
- Gerolf Steiner (22. März 1908 – 14. August 2009), deutscher Zoologe
- Harry Steinhauer (11. Juni 1905 – 12. Januar 2006), deutsch-kanadisch-amerikanischer Germanist
- Karl Steinhoff (25. Juni 1893 – 2. Juni 1996), deutscher Pädagoge und Verwaltungsjurist
- Erika Steinke (31. August 1905 – 13. Dezember 2005), deutsche CDU-Politikerin und Landtagsabgeordnete Nordrhein-Westfalens
- Olin Stephens (13. April 1908 – 13. September 2008), US-amerikanischer Yachtkonstrukteur
- Otto Steppes (11. November 1882 – 12. Juni 1984), deutscher Nautiker und Seefahrtschuldirektor
- Arno Stern (23. Juni 1924 – 30. Juni 2024), deutsch-französischer Pädagoge
- Ben Stern (Bendet Sztern; 21. September 1921 – 28. Februar 2024), US-amerikanischer Holocaustüberlebender
- Gerta Stern (24. Oktober 1915 – 28. Mai 2018), österreichische Schauspielerin und Kosmetikerin
- Guy Stern (14. Januar 1922 – 7. Dezember 2023), deutsch-US-amerikanischer Literaturwissenschaftler
- Theodore Stern (25. Dezember 1912 – 18. Januar 2013), US-amerikanischer Collegepräsident
- Hedda Sterne (4. August 1910 – 8. April 2011), rumänisch-amerikanische Malerin
- Thomas Stevens Stevens (8. Oktober 1900 – 13. November 2000), britischer Chemiker
- Hugh Stewart (14. Dezember 1910 – 31. Mai 2011), britischer Filmeditor und Filmproduzent
- Georg Sticker (18. April 1860 – 28. August 1960), deutscher Mediziner und Medizinhistoriker
- Dorothy Stickney (21. Juni 1896 – 2. Juni 1998), US-amerikanische Schauspielerin
- Rollie Stiles (17. November 1906 – 22. Juli 2007), US-amerikanischer Baseballspieler
- Karl Stingl (1. September 1896 – 14. Mai 1997), österreichischer Politiker
- Cläre Stinnes (26. November 1872 – 17. Januar 1973), deutsche Unternehmerin und Ehefrau von Hugo Stinnes
- Robert St. John (9. März 1902 – 6. Februar 2003), US-amerikanischer Journalist und Schriftsteller
- Carl Friedrich Stober (25. September 1910 – 18. Dezember 2010), deutscher Sportfunktionär
- Grace Zaring Stone (9. Januar 1891 – 29. September 1991), US-amerikanische Schriftstellerin (Pseudonym Ethel Vance)
- Peggy Stone (19. März 1907 – 16. Oktober 2009), deutsche Jazzpianistin und Diseuse
- W. Clement Stone (4. Mai 1902 – 3. September 2002), US-amerikanischer Versicherungsunternehmer und Philanthrop
- Abraham Stone Freedberg (30. Mai 1908 – 18. August 2009), US-amerikanischer Kardiologe
- Marjory Stoneman Douglas (7. April 1890 – 14. Mai 1998), US-amerikanische Umweltschützerin und Schriftstellerin
- John Dashiell Stoops (26. Januar 1873 – 18. November 1973), US-amerikanischer Philosoph
- Henri van Straelen (12. November 1903 – 1. Januar 2004), deutscher Missionar und römisch-katholischer Theologe
- Dorothy C. Stratton (24. März 1899 – 17. September 2006), US-amerikanische Militärangestellte und Direktorin der SPARS
- Roland Straumann (3. Oktober 1899 – 24. November 1999), Schweizer Arzt, Unternehmer und Politiker
- Lotte Strauss (2. August 1913 – 6. September 2020), deutschamerikanische Autorin
- Stanley Ernest Strauzenberg (25. November 1914 – 6. März 2015), deutscher Arzt, Hochschullehrer und Sportmediziner
- Paul Streeten (18. Juli 1917 – 6. Januar 2019), britischer Entwicklungsökonom
- Erika Streit (1. März 1910 – 2. Juni 2011), Schweizer Malerin
- Käthe Stricker (22. November 1878 – 23. November 1979), deutsche Pädagogin, Frauenrechtlerin und Literaturhistorikerin
- Erich Ströh (15. Juli 1915 – 8. September 2015), deutscher Politiker
- Dirk Struik (30. September 1894 – 21. Oktober 2000), niederländisch-amerikanischer Mathematiker und marxistischer Theoretiker
- Franciszek Strynkiewicz (15. September 1893 – 20. November 1996), polnischer Bildhauer
- Gloria Stuart (4. Juli 1910 – 26. September 2010), US-amerikanische Schauspielerin
- John Ward Studebaker (10. Juni 1887 – 26. Juli 1989), US-amerikanischer Bildungsbeauftragter
- Leon Štukelj (12. November 1898 – 8. November 1999), jugoslawischer Geräteturner
- Horace Wesley Stunkard (23. August 1889 – 10. September 1989), US-amerikanischer Parasitologe
- Peter Stursberg (31. August 1913 – 31. August 2014), kanadischer Reporter
- Cleonymos Stylianides (24. Oktober 1864 – 15. Februar 1970), griechischer Bauingenieur
- Su Buqing (23. September 1902 – 17. März 2003), chinesischer Mathematiker
- Su Juxian (1. Januar 1883 – 30. Dezember 1991), chinesischer Kalligraf und Mandarin
- Su Xuelin (24. Februar 1897 – 21. April 1999), chinesische Schriftstellerin
- Antanas Sučila (20. Februar 1917 – 12. Juni 2017), litauischer Chirurg und Hochschullehrer
- Johannes Theodor Suhr (24. Januar 1896 – 10. März 1997), dänischer römisch-katholischer Bischof
- Reginald H. Sullivan (10. März 1876 – 30. Januar 1980), US-amerikanischer Politiker und Bürgermeister von Indianapolis
- Sun Mofo (14. September 1884 – 5. September 1987), chinesischer Kalligraf
- Egon Sundberg (27. Februar 1911 – 4. September 2015), schwedischer Fußballspieler und Musiker
- F. William Sunderman (23. Oktober 1898 – 9. März 2003), US-amerikanischer Mediziner
- James L. Sundquist (16. Oktober 1915 – 17. Februar 2016), US-amerikanischer Politikwissenschaftler
- Ramón Serrano Súñer (12. September 1901 – 1. September 2003), spanischer Politiker und Minister unter Francisco Franco
- Al Suomi (29. Oktober 1913 – 23. September 2014), US-amerikanischer Eishockeyspieler
- Emmy Surén (14. August 1873 – 3. Januar 1974), deutsche Krankenschwester und Hebamme in Deutsch-Südwestafrika
- Wolfgang Suschitzky (29. August 1912 – 7. Oktober 2016), österreichisch-britischer Kameramann und Fotograf
- Somdet Phra Nyanasamvara Suvaddhana (3. Oktober 1913 – 24. Oktober 2013), thailändischer buddhistischer Mönch
- Teiichi Suzuki (16. Dezember 1888 – 15. Januar 1989), japanischer Generalleutnant und Politiker
- Sally Sweetland (23. September 1911 – 8. Februar 2015), US-amerikanische Sopranistin
- James Swinburne (28. Februar 1858 – 30. März 1958), britischer Elektroingenieur und Plastikproduzent („Father of British Plastics“)
- Zygmunt Jerzy Syrokomski (23. Februar 1908 – 10. Mai 2010), polnischer Pädagoge
- Czesław Szachnitowski (16. Juni 1914 – 15. November 2015), polnischer Maler und Pädagoge
- Danuta Szaflarska (6. Februar 1915 – 19. Februar 2017), polnische Schauspielerin
- Edith Székely (24. April 1909 – 21. September 2012), deutsch-schwedische Psychoanalytikerin

### T
- Lajos Tabák (28. Februar 1904 – 20. November 2007), ungarischer Fotograf
- Herbert Tabor (28. November 1918 – 20. August 2020), US-amerikanischer Mediziner und Biochemiker
- Dragutin Tadijanović (4. November 1905 – 27. Juni 2007), jugoslawischer bzw. kroatischer Schriftsteller
- Ronald Taft (3. Juni 1920 – 21. Oktober 2023), australischer Sozialpsychologe
- Toshiko Taira (14. Februar 1921 – 14. September 2022), japanische Färberin und Kunsthandwerkerin
- Jenő Takács (25. September 1902 – 14. November 2005), österreichisch-ungarischer Komponist und Pianist
- Toroku Takagi (7. Juni 1904 – 25. August 2006), japanischer Komponist
- Wassil Talasch (6. Januar 1845 – 23. August 1946), sowjetischer Partisan
- Hisao Tanabe (16. August 1883 – 5. März 1984), japanischer Musikwissenschaftler
- Sadayoshi Tanabe (20. Oktober 1888 – 18. Januar 2000), japanischer Bibliograph
- Tang Xiaodan (22. Februar 1910 – 21. Januar 2012), chinesischer Regisseur
- Tania (13. Oktober 1894 – 17. Februar 1999), argentinische Tangosängerin und Schauspielerin
- Wilmer Tanner (17. Dezember 1909 – 28. Oktober 2011), US-amerikanischer Zoologe
- Dorothea Tanning (25. August 1910 – 31. Januar 2012), US-amerikanische Malerin
- Ali Tanrıyar (14. März 1914 – 25. Mai 2017), türkischer Politiker und Sportfunktionär
- Gladys Tantaquidgeon (15. Juni 1899 – 1. November 2005), US-amerikanische Anthropologin, Matriarchin und Medizinfrau
- Bill Tapia (1. Januar 1908 – 2. Dezember 2011), US-amerikanischer Musiker
- Kordian Tarasiewicz (19. November 1910 – 16. Dezember 2013), polnischer Industriemanager
- Sándor Tarics (23. September 1913 – 21. Mai 2016), ungarisch-US-amerikanischer Wasserballspieler und Architekt
- Ellen Tarry (26. September 1906 – 23. September 2008), US-amerikanische Kinderbuchautorin
- Juan Manuel Tato (18. Juli 1902 – 28. März 2004), argentinischer Mediziner (Hals-Nasen-Ohren-Heilkunde)
- Kurt P. Tauber (6. Oktober 1922 – 25. Januar 2024), US-amerikanischer Politikwissenschaftler und Zeithistoriker
- Lenore Tawney (10. Mai 1907 – 24. September 2007), US-amerikanische Textilkünstlerin
- Lars Erik Taxell (6. April 1913 – 7. Oktober 2013), finnischer Politiker, Vorsitzender der Schwedischen Volkspartei und Rechtswissenschaftler
- Joseph Henry Tayler (7. Februar 1859 – 25. Mai 1959), US-amerikanischer Bankier und Politiker der Republikanischen Partei
- Frank Augustus Taylor (25. März 1903 – 14. Juni 2007), US-amerikanischer Museumsdirektor
- Lauriston S. Taylor (1. Juni 1902 – 26. November 2004), US-amerikanischer Physiker (Strahlung)
- Arsène Tchakarian (21. Dezember 1916 – 4. August 2018), armenisch-französischer Widerstandskämpfer
- Tillit Sidney Teddlie (3. Juni 1885 – 17. August 1987), US-amerikanischer Komponist und Minister der Church of Christ
- Lygia Fagundes Telles (19. April 1918 – 3. April 2022), brasilianische Juristin, Journalistin und Schriftstellerin
- Anna Teluren (22. Mai 1916 – 22. August 2018), deutsche Schauspielerin und Theaterregisseurin
- Harold Neville Vazeille Temperley (4. März 1915 – 27. März 2017), britischer theoretischer Physiker und Angewandter Mathematiker
- Sophie Templer-Kuh (23. November 1916 – 15. Januar 2021), deutsche Ehrenvorsitzende der Internationalen Otto Gross Gesellschaft
- Anna Ter-Awetikjan (23. Oktober 1908 – 16. Januar 2013), armenische Architektin
- Ellaline Terriss (13. April 1871 – 16. Juni 1971), britische Schauspielerin und Sängerin
- Carlo Testi (27. November 1902 – 10. November 2005), italienischer Maler
- Antonio Teutonico (28. August 1874 – 31. Mai 1978), italienischer römisch-katholischer Bischof
- Ravi Varma Kochaniyan Thampuran (9. Juni 1912 – 5. Februar 2014), indischer Adliger
- Thanat Khoman (9. Mai 1914 – 3. März 2016), thailändischer Politiker und Außenminister
- Maurice Thatcher (15. August 1870 – 6. Januar 1973), US-amerikanischer Politiker und Kongressabgeordneter
- Hedda Theen-Pontoppidan (23. April 1912 – 11. Oktober 2013), deutsche Malerin und Restauratorin
- Nini Theilade (15. Juni 1915 – 13. Februar 2018), dänische Tänzerin
- Wayne Thiebaud (15. November 1920 – 25. Dezember 2021), US-amerikanischer Maler
- Lise Thiry (5. Februar 1921 – 16. Januar 2024), belgische Medizinerin
- Elias Thomas (14. Januar 1772 – 5. August 1872), US-amerikanischer Geschäftsmann und Politiker
- Frank M. Thomas (13. Juli 1889 – 25. November 1989), US-amerikanischer Schauspieler
- Werner Thomas (27. April 1910 – 9. November 2011), deutscher Gymnasialdirektor und Musikhistoriker
- Dorothy Burr Thompson (19. August 1900 – 10. Mai 2001), US-amerikanische Archäologin
- Olav Thon (29. Juni 1923 – 16. November 2024), norwegischer Immobilienunternehmer
- Frits Thors (13. September 1909 – 19. April 2014), niederländischer Journalist und Nachrichtenmoderator
- Benno Thorsch (6. Januar 1898 – 2. September 2003), Unternehmer
- Norman J. W. Thrower (23. Oktober 1919 – 2. September 2020), britisch-US-amerikanischer Geograph und Kartographiehistoriker
- Randolph W. Thrower (5. September 1913 – 8. März 2014), US-amerikanischer Jurist und Commissioner of Internal Revenue
- Ferdinand Thun (26. August 1921 – 11. November 2022), deutscher Diplomat
- Arthur L. Thurlow (5. Mai 1913 – 27. Mai 2020), kanadischer Politiker und Jurist
- Strom Thurmond (5. Dezember 1902 – 26. Juni 2003), US-amerikanischer Politiker und Senator
- Philippe de Thysebaert (11. August 1908 – 21. Februar 2009), belgischer Journalist und Zeitungsverleger
- Carl von Tiedemann (28. Juni 1878 – 10. März 1979), deutscher Generalleutnant
- Patrick Lennox Tierney (28. Januar 1914 – 12. Juni 2015), US-amerikanischer Japanologe
- Joe Tierney (8. Februar 1903 – 8. April 2004), US-amerikanischer Leichtathlet
- Georg von Tiesenhausen (18. Mai 1914 – 3. Juni 2018), US-amerikanischer Raumfahrtingenieur
- Germaine Tillion (30. Mai 1907 – 19. April 2008), französische Anthropologin
- Raymonde Tillon (22. Oktober 1915 – 17. Juli 2016), französische Politikerin (Parti communiste français), Abgeordnete der Nationalversammlung
- Neil Tillotson (16. Dezember 1898 – 17. Oktober 2001), US-amerikanischer Chemiker (Latexballon) und Geschäftsmann
- Sakari Timonen (17. März 1915 – 14. Dezember 2016), finnischer Gynäkologe
- Macario Tinti (30. April 1900 – 30. November 2000), italienischer römisch-katholischer Bischof
- Constance Tipper (6. Februar 1894 – 14. Dezember 1995), britische Metallurgin und Kristallographin
- László Tisza (7. Juli 1907 – 15. April 2009), ungarisch-amerikanischer Physiker
- Louise Tobin (11. November 1918 – 26. November 2022), US-amerikanische Sängerin
- Settimio Todisco (10. Mai 1924 – 26. März 2025), italienischer römisch-katholischer Erzbischof
- Roman Toi (18. Juni 1916 – 7. Mai 2018), estnischer Komponist
- Eduard von Toll (7. Dezember 1904 – 20. November 2005), deutscher Naturforscher
- Elisabeth Tomaschoff (15. November 1913 – 21. November 2014), deutsche Medizinerin und Mikrobiologin
- Ruthie Tompson (22. Juli 1910 – 10. Oktober 2021), US-amerikanische Animatorin
- Jerzy Tomziński (24. November 1918 – 14. November 2021), polnischer römisch-katholischer Ordensgeistlicher und Generalprior der Pauliner
- Per Tønder (6. April 1911 – 18. Juli 2015), norwegischer Politiker
- Wiltrud Topić-Mersmann (21. Februar 1919 – 24. Juli 2022), österreichische Kunsthistorikerin
- Eugen Topolnik (9. Januar 1912 – 15. September 2014), jugoslawischer Veterinärmediziner
- Marie Torhorst (28. Dezember 1888 – 7. Mai 1989), deutsche Politikerin und Pädagogin
- Olga Törös (4. August 1914 – 16. Februar 2015), ungarische Turnerin
- Luís Torras (29. Dezember 1912 – 14. Januar 2024), spanischer Maler
- Juan Vicente Torrealba (20. Februar 1917 – 2. Mai 2019), venezolanischer Harfenist und Komponist
- Roman Totenberg (1. Januar 1911 – 8. Mai 2012), polnisch-amerikanischer Violinist
- Lupita Tovar (27. Juli 1910 – 12. November 2016), mexikanische Schauspielerin
- A. Hays Town (17. Juni 1903 – 6. Januar 2005), US-amerikanischer Architekt
- Eiji Toyoda (12. September 1913 – 17. September 2013), japanischer Industriemanager
- Ursula Traun (17. August 1918 – 6. November 2020), deutsche Synchronsprecherin und Schauspielerin
- Heinrich Treichl (31. Juli 1913 – 2. November 2014), österreichischer Bankier
- Ignacio Trelles (30. Juli 1916 – 24. März 2020), mexikanischer Fußballspieler und -trainer
- Gérard Tremblay (27. Oktober 1918 – 28. September 2019), kanadischer römisch-katholischer Weihbischof
- Roger Tréville (17. November 1902 – 27. September 2005), französischer Schauspieler
- Wolfgang Triebel (30. September 1900 – 15. März 2002), deutscher Bauforscher
- Vance Trimble (6. Juli 1913 – 16. Juni 2021), US-amerikanischer Journalist
- Charley Trippi (14. Dezember 1921 – 19. Oktober 2022), US-amerikanischer American-Football-Spieler und -Trainer
- Landelle Trivette (12. Januar 1879 – 30. Juni 1981), US-amerikanische Konzert-Cembalistin und Lehrerin
- Walter Trohan (4. Juli 1903 – 30. Oktober 2003), US-amerikanischer Journalist
- Tassilo Tröscher (25. Dezember 1902 – 9. Juli 2003), deutscher SPD-Politiker, hessischer Minister für Landwirtschaft und Forsten
- Guy Troy (15. März 1923 – 17. März 2023), US-amerikanischer Moderner Fünfkämpfer
- Jane Margaret Truesdell (29. April 1911 – 23. August 2011), US-amerikanische Journalistin
- Henny Trundt (29. August 1897 – 29. Juni 1998), deutsche Sopranistin
- Mabel Trunnelle (8. November 1879 – 20. April 1981), US-amerikanische Schauspielerin
- Hellmut Trute (23. März 1907 – 8. August 2007), deutscher Wirtschaftsjurist
- Rolf Tschierschky (27. Juli 1923 – 4. Januar 2024), deutscher Maler, Grafiker und Bühnenbildner
- Leonid Dmitrijewitsch Tschulkow (18. Juli 1913 – 28. Dezember 2016), russischer Vizeadmiral
- Tsien Tsuen-hsuin (11. Januar 1910 – 9. April 2015), chinesischer Sinologe und Bibliothekar
- Bunmei Tsuchiya (18. September 1890 – 10. Dezember 1990), japanischer Schriftsteller
- Hikaru Tsuji (23. Januar 1923 – 14. Mai 2024), japanischer Germanist
- Elsie Tu (2. Juni 1913 – 8. Dezember 2015), britische soziale Aktivistin, Politikerin und Autorin aus Hongkong
- Carrie Tubb (17. Mai 1876 – 20. September 1976), britische Sopranistin
- Orrin Tucker (17. Februar 1911 – 9. April 2011), US-amerikanischer Bandleader und Saxophonist
- Orin Tugman (26. Mai 1880 – 30. Juni 1987), US-amerikanischer Physiker und Hochschullehrer
- Marian Tumler (21. Oktober 1887 – 18. November 1987), österreichischer römisch-katholischer Theologe, Hochmeister des Deutschen Ordens
- Talat Tunçalp (1. Oktober 1915 – 1. Januar 2017), türkischer Radrennfahrer
- Evan Graham Turbott (27. Mai 1914 – 12. Dezember 2014), neuseeländischer Zoologe
- Jack Turner (24. September 1889 – 6. Oktober 1989), kanadischer Fotograf
- Thomas B. Turner (28. Januar 1902 – 22. September 2002), US-amerikanischer Mediziner
- Thomas Wyatt Turner (16. März 1877 – 21. April 1978), US-amerikanischer Biologe, Bürgerrechtler und Pädagoge
- John Twomey (10. September 1923 – 28. April 2025), US-amerikanischer Mittel- und Langstreckenläufer

### U
- Fjodor Grigorjewitsch Uglow (22. Septemberjul. / 5. Oktober 1904greg. – 22. Juni 2008), sowjetischer und russischer Chirurg
- Irmgard Uhlig (29. Oktober 1910 – 17. August 2011), deutsche Malerin und Bergsteigerin
- Josip Uhlik (19. September 1921 – 6. November 2021), jugoslawischer Architekt und Stadtplaner
- Ruth Underhill (22. August 1883 – 15. August 1984), US-amerikanische Anthropologin
- Lilly Ungar (30. August 1921 – 1. Januar 2023), österreichische Buch- und Kunsthändlerin
- Olga von Ungern-Sternberg (24. November 1895 – 22. November 1997), deutsche Astrologin und Medizinerin
- Edward Upward (9. September 1903 – 13. Februar 2009), britischer Schriftsteller
- Bazoline Estelle Usher (26. Dezember 1885 – 8. Februar 1992), US-amerikanische Pädagogin und Schulleiterin
- İlhan Usmanbaş (23. Oktober 1921 – 30. Januar 2025), türkischer Komponist
- Mellie Uyldert (31. Mai 1908 – 10. Mai 2009), niederländische Astrologin und Esoterikerin

### V
- Tony Vaccaro (20. Dezember 1922 – 28. Dezember 2022), US-amerikanischer Kriegs- und Modefotograf
- Victor Vacquier (13. Oktober 1907 – 11. Januar 2009), russisch-amerikanischer Geophysiker und Ozeanograph
- Len Vale-Onslow (2. Mai 1900 – 23. April 2004), britischer Motorradhersteller
- Franca Valeri (31. Juli 1920 – 9. August 2020), italienische Schauspielerin und Drehbuchautorin
- Madeleine de Valmalète (28. Juli 1899 – 2. August 1999), französische Pianistin und Musikpädagogin
- Agnès Valois (30. Juni 1914 – 19. April 2018), französische Ordensschwester
- Ninette de Valois (6. Juni 1898 – 8. März 2001), britische Balletttänzerin und -lehrerin
- Jan Van Cauwelaert (12. April 1914 – 18. August 2016), belgischer römisch-katholischer Bischof
- James Van Fleet (19. März 1892 – 23. September 1992), US-amerikanischer General
- Jeanne Van Kesteren (25. Dezember 1907 – 23. Oktober 2011), belgische Leichtathletin
- Neil D. Van Sickle (8. Juli 1915 – 29. September 2019), US-amerikanischer Air-Force-Generalmajor
- Stanley Vann (15. Februar 1910 – 27. März 2010), britischer Komponist, Organist und Chorleiter
- Francisco Varallo (5. Februar 1910 – 30. August 2010), argentinischer Fußballspieler
- Telmo Vargas (9. Oktober 1912 – 9. August 2013), ecuadorianischer General und Stabschef
- Adomas Varnas (2. Januar 1879 – 19. Juli 1979), litauischer Künstler
- Josefina de Vasconcellos (26. Oktober 1904 – 20. Juli 2005), englische Bildhauerin
- Alfred Vaucher (18. März 1887 – 22. Mai 1993), französischer protestantischer Theologe, Kirchenhistoriker und Bibliograph
- Jacqueline Vaudecrane (22. November 1913 – 27. Februar 2018), französische Eiskunstläuferin und -trainerin
- Norman Vaughan (19. Dezember 1905 – 23. Dezember 2005), US-amerikanischer Polarforscher und Schlittenhundeführer
- Otakar Vávra (28. Februar 1911 – 15. September 2011), tschechischer Filmregisseur
- Ilza Veith (13. Mai 1912 – 8. Juni 2013), US-amerikanische Medizinhistorikerin
- Meta Velander (13. August 1924 – 16. Mai 2025), schwedische Schauspielerin
- Gražbylė Venclauskaitė (31. Mai 1912 – 1. Februar 2017), litauische Juristin
- G. Venkatasubbaiah (23. August 1913 – 19. April 2021), indischer Lexikograf
- Robert de Vernejoul (20. März 1890 – 14. Oktober 1992), französischer Mediziner und Widerstandskämpfer
- Henri Vernes (16. Oktober 1918 – 25. Juli 2021), belgischer Schriftsteller und Comicautor
- Jan Verroken (30. Januar 1917 – 24. Juli 2020), belgischer Politiker
- Branka Veselinović (16. September 1918 – 8. Februar 2023), jugoslawische bzw. serbische Schauspielerin
- George S. Vest (25. Dezember 1918 – 24. August 2021), US-amerikanischer Diplomat
- Jules Eugène Vidal (1. Juni 1914 – 9. März 2020), französischer Botaniker
- Maruja Vieira (25. Dezember 1922 – 28. Oktober 2023), kolumbianische Dichterin und Journalistin
- Leopold Vietoris (4. Juni 1891 – 9. April 2002), österreichischer Mathematiker
- Francisco Raúl Villalobos Padilla (1. Februar 1921 – 3. Februar 2022), mexikanischer römisch-katholischer Bischof
- Waldtraut Villaret (22. April 1914 – 9. Januar 2016), deutsch-baltische Schriftstellerin, Übersetzerin und Lektorin
- Luz María Villarreal de Puga (8. März 1913 – 11. November 2013), mexikanische Botanikerin und Pädagogin
- Franz Villinger (15. September 1907 – 5. Februar 2009), deutscher Flugzeugkonstrukteur
- Pierre Vincent (11. April 1914 – 11. November 2015), französischer General
- José Vicente Chandler (3. Februar 1922 – 5. Juli 2022), puerto-ricanischer Leichtathlet
- Walter Vincenti (20. April 1917 – 11. Oktober 2019), US-amerikanischer Ingenieurwissenschaftler
- Atie Visser (23. Juli 1914 – 20. August 2014), niederländische Widerstandskämpferin
- M. Visvesvaraya (15. September 1861 – 14. April 1962), indischer Erfinder
- Võ Nguyên Giáp (25. August 1911 – 4. Oktober 2013), vietnamesischer Politiker und Militär
- Žiga Vodušek (7. September 1913 – 28. Juni 2014), jugoslawischer Diplomat
- Käthe Vogeler-Seelig (18. April 1915 – 13. März 2018), deutsche Theaterwissenschaftlerin
- Marthe Louise Vogt (8. September 1903 – 9. September 2003), deutsche Hirnforscherin
- Karl Volkmer (20. März 1922 – 19. Dezember 2023), Schweizer Mittelstreckenläufer und Sprinter
- Francesco Volpi (13. Oktober 1914 – 19. November 2019), italienischer Flieger
- Elisabeth Vomstein (14. September 1916 – 15. Februar 2017), deutsche Ärztin
- Minna Vortisch (6. August 1874 – 27. August 1976), deutsche Politikerin und Vorkämpferin der Frauenemanzipation
- Anton Vratuša (21. Februar 1915 – 30. Juli 2017), jugoslawischer Politikwissenschaftler, Politiker und Diplomat

### W
- Maria Wachter (21. April 1910 – 18. August 2010), deutsche Widerstandskämpferin gegen den Nationalsozialismus
- Marie L. Wadley (16. Dezember 1906 – 23. September 2009), US-amerikanische Museumsgründerin
- Edward Wagenknecht (28. März 1900 – 24. Mai 2004), US-amerikanischer Schriftsteller und Historiker
- Angel Wagenstein (17. Oktober 1922 – 29. Juni 2023), bulgarischer Romancier, Drehbuchautor und Dokumentarfilmer
- Pauline Wagner (18. August 1910 – 2. Mai 2014), US-amerikanische Schauspielerin
- Viola Wahlen (15. März 1917 – 4. Januar 2018), deutsche Schauspielerin und Synchronsprecherin
- Wilhelm Waidelich (13. Juni 1922 – 20. Dezember 2022), deutscher Medizinphysiker und Hochschullehrer
- George Handy Wailes (22. August 1866 – 12. Juli 1967), US-amerikanischer presbyterianischer Theologe
- Bea Wain (30. April 1917 – 19. August 2017), US-amerikanische Sängerin
- Józef Walaszczyk (13. November 1919 – 20. Juni 2022), polnischer Gerechter unter den Völkern
- Alexander von Waldow (8. Januar 1923 – 11. Februar 2023), deutscher Architekt und Ehrenpräsident des Vereins Eigentümerbund Ost
- Charles R. Walgreen Jr. (4. März 1906 – 11. Februar 2007), US-amerikanischer Unternehmer (Walgreens)
- John Charles Walker (6. Juli 1893 – 25. November 1994), US-amerikanischer Botaniker
- Hans Jørgen Walle-Hansen (6. April 1912 – 26. November 2012), norwegischer Geschäftsmann
- Sydney Walling (12. Juli 1907 – 8. Oktober 2009), antiguanischer Cricketspieler
- Provo Wallis (12. April 1791 – 13. Februar 1892), kanadischer Marineoffizier und Admiral of the Fleet der Royal Navy
- Hans H. Walser (16. Juni 1920 – 23. Juli 2022), Schweizer Psychiater und Medizinhistoriker
- Lawrence E. Walsh (8. Januar 1912 – 19. März 2014), US-amerikanischer Jurist
- Walter Walsh (4. Mai 1907 – 29. April 2014), US-amerikanischer Sportschütze und Mitarbeiter des FBI
- Martha Walter (17. März 1875 – 18. Januar 1976), US-amerikanische Malerin
- Ilse Walther-Dulk (14. Oktober 1920 – 30. September 2024), deutsche Hochschulprofessorin, Autorin und Übersetzerin
- Rachel Mellon Walton (8. Januar 1899 – 2. März 2006), US-amerikanische Philanthropin
- Arthur Walworth (9. Juli 1903 – 10. Januar 2005), US-amerikanischer Schriftsteller
- Wang Pi-Cheng (14. September 1900 – 27. Februar 2003), chinesischer General und Militärattaché der Republik China in der Sowjetunion
- Eugeniusz Waniek (28. Oktober 1906 – 19. April 2009), polnischer Künstler
- Eva Warburg (31. Januar 1912 – 24. November 2016), deutsche Kindergärtnerin
- Mary Whelan Prue Warburg (6. Dezember 1905 – 8. März 2009), US-amerikanische Philanthropin
- Mary Ward (6. März 1915 – 19. Juli 2021), australische Schauspielerin
- Sydney William Ward (5. August 1907 – 31. Dezember 2010), australisch-neuseeländischer Cricketspieler
- David Wark (19. Februar 1804 – 20. August 1905), kanadischer Senator
- Frederick Warner (31. März 1910 – 3. Juli 2010), britischer Chemiker
- Takeshi Watanabe (15. Februar 1906 – 23. August 2010), japanischer Finanzbeamter (Asiatische Entwicklungsbank)
- Fanny Waterman (22. März 1920 – 20. Dezember 1920), britische Pianistin
- Gisèle van Waterschoot van der Gracht (11. September 1912 – 28. Mai 2013), niederländische Malerin und Verlegerin
- Floyd Rowe Watson (23. April 1872 – 18. Januar 1974), US-amerikanischer Akustiker
- Kenneth Watson (7. September 1921 – 18. August 2023), US-amerikanischer Physiker
- Eliza von Wattenwyl-de Portes (14. Oktober 1812 – 18. Februar 1914), Schweizer Frauenrechtlerin
- Edgar Wayburn (17. September 1906 – 5. März 2010), US-amerikanischer Umweltschützer
- Seema Weatherwax (25. August 1905 – 25. Juni 2006), ukrainisch-amerikanische Fotografin
- Charlotte Webb (13. Mai 1923 – 31. März 2025), britische Kryptoanalystin und Übersetzerin
- Richard K. Webel (5. Juli 1900 – 1. November 2000), US-amerikanischer Landschaftsarchitekt
- Clemens Weber (28. Juni 1905 – 6. April 2008), deutscher Architekt
- Else Weber (31. März 1893 – 25. Februar 1994), deutsche Malerin
- Frederick Clarence Weber (1. Oktober 1878 – 31. Juli 1980), US-amerikanischer Chemiker
- Johanna Weber (8. August 1910 – 24. Oktober 2014), deutsch-britische Mathematikerin
- William H. Webster (6. März 1924 – 8. August 2025), US-amerikanischer Jurist und Regierungsbeamter, FBI- und CIA-Direktor
- Margareta Wechsler Dinu (22. Dezember 1908jul. / 4. Januar 1909greg. – 18. Juli 2016), rumänische Malerin
- Rudolf Weckerling (3. Mai 1911 – 31. Januar 2014), deutscher evangelischer Pfarrer, Publizist und Friedensaktivist
- Margot Wegener (5. November 1922 – 24. September 2024), deutsche Ausdruckstänzerin
- Curt Weibull (19. August 1886 – 10. November 1991), schwedischer Historiker
- Helmut Weigel (3. Februar 1917 – 11. März 2020), deutscher Komponist und Dirigent
- Karl Weigl (15. Oktober 1879 – 27. März 1982), österreichischer Politiker
- Jack Weil (28. März 1901 – 13. August 2008), US-amerikanischer Geschäftsmann (Rockmount Ranch Wear)
- Paul-Louis Weiller (29. September 1893 – 6. Dezember 1993), französischer Flieger und Industrieller
- Karl Richard Weintz (11. September 1908 – 9. Februar 2010), deutscher Regierungsrat, nationalsozialistischer Aktivist, SS-Sturmbannführer und Referatsleiter im Reichssicherheitshauptamt (RSHA)
- Franz Weiss (30. August 1920 – 4. Oktober 2024), österreichischer Politiker
- Paul Weiss (19. Mai 1901 – 5. Juli 2002), US-amerikanischer Philosoph
- Herbert George Welch (7. November 1862 – 4. April 1969), US-amerikanischer Bischof der Bischöflichen Methodistenkirche
- Roger Hewes Wells (1. Juni 1894 – 16. Juni 1994), US-amerikanischer Politikwissenschaftler
- Señor Wences (17. April 1896 – 20. April 1999), spanischer Bauchredner
- Niklaus Wenk (28. Januar 1913 – 12. August 2013), Schweizer Maler
- Billy Werber (20. Juni 1908 – 22. Januar 2009), US-amerikanischer Baseballspieler
- Elsa Werner (15. Februar 1911 – 30. März 2012), jüdische kommunistische Widerstandskämpferin
- Gösta Werner (15. Mai 1908 – 23. Juli 2009), schwedischer Regisseur
- Stefan Wesołowski (16. August 1908 – 26. Dezember 2009), polnischer Chirurg und Wissenschaftler
- Dagmar Westberg (8. Dezember 1914 – 21. Januar 2017), deutsche Mäzenin
- Murray Westgate (16. April 1918 – 27. August 2018), kanadischer Schauspieler
- Irvin F. Westheimer (17. September 1879 – 31. Dezember 1980), US-amerikanischer Geschäftsmann und Sozialreformer, Gründer von Big Brothers Big Sisters of America
- Hilde Weström (31. Oktober 1912 – 10. Februar 2013), deutsche Architektin
- Eileen Whelan (30. Oktober 1911 – 3. Dezember 2021), britische Cricketspielerin
- Joe Russell Whitaker (30. Januar 1900 – 24. Februar 2000), US-amerikanischer Geograph
- T. K. Whitaker (8. Dezember 1916 – 9. Januar 2017), irischer Ökonom und Politiker
- Martin White (31. Juli 1909 – 12. Oktober 2011), irischer Hurler
- Ralph K. White (9. Dezember 1907 – 25. Dezember 2007), US-amerikanischer Sozialpsychologe und Friedensforscher
- Phyllis Whitney (9. September 1903 – 8. Februar 2008), US-amerikanische Schriftstellerin
- Edvin Wide (22. Februar 1896 – 19. Juni 1996), schwedischer Langstreckenläufer
- Judith Widmer-Straatman (5. Februar 1922 – 28. Juli 2022), Schweizer Frauenrechtskämpferin
- Cornelius Wiebe (18. Februar 1893 – 12. Juli 1999), kanadischer Mediziner und Politiker
- Walter Wieben (6. April 1914 – 22. April 2019), deutscher Kirchenmusiker, Organist, Kantor und Komponist
- Leopold Wiel (14. Mai 1916 – 26. Februar 2022), deutscher Architekt und Hochschullehrer
- Heinrich Wiese (29. Juli 1896 – 27. September 2000), deutscher Politiker (NSDAP) und Reitsportler
- Noemi Wigdorowicz-Makowerowa (24. November 1912 – 7. Februar 2015), polnische Medizinerin
- Neville Wigram, 2. Baron Wigram (2. August 1915 – 23. Mai 2017), britischer Adliger
- Hendrik Wijdeveld (4. Oktober 1885 – 20. Februar 1987), niederländischer Architekt und Publizist
- Hans Wilde (6. Mai 1916 – 8. September 2016), deutscher Generalmajor der Luftwaffe der Bundeswehr
- D. B. H. Wildish (24. Dezember 1914 – 2. April 2017), US-amerikanischer Vizeadmiral der Marine
- John Frederick Wilkinson (10. Juni 1897 – 13. August 1998), britischer Hämatologe
- Walter Francis Willcox (22. März 1861 – 12. Oktober 1964), US-amerikanischer Statistiker
- Bucky Williams (15. Dezember 1906 – 16. November 2009), US-amerikanischer Baseballspieler
- Chuck Williams (2. Oktober 1915 – 5. Dezember 2015), US-amerikanischer Geschäftsmann und Kochbuchautor
- Elmo Williams (30. April 1913 – 25. November 2015), US-amerikanischer Filmeditor, Filmproduzent und Filmregisseur
- Emory Williams (26. Oktober 1911 – 11. Februar 2014), US-amerikanischer Bankmanager
- Eberhard Willich (19. Februar 1919 – 20. September 2020), deutscher Kinderradiologe
- John Henry Willis (9. Oktober 1887 – 17. Oktober 1989), britischer Maler
- Samuel Williston (24. September 1861 – 18. Februar 1963), US-amerikanischer Rechtswissenschaftler
- Elder Roma Wilson (22. Dezember 1910 – 25. Oktober 2018), US-amerikanischer Gospelmusiker und Geistlicher der Pfingstbewegung
- Jock Wilson (7. September 1903 – 29. September 2008), schottischer Kriegsheld
- Louis Round Wilson (27. Dezember 1876 – 10. Dezember 1979), US-amerikanischer Bibliothekswissenschaftler
- Mac Wilson (9. Juli 1914 – 9. August 2017), australischer Footballspieler
- Mary Wilson of Rievaulx (12. Januar 1916 – 6. Juni 2018), britische Dichterin und Ehefrau des Premierministers Harold Wilson
- Wolfhard Wimmenauer (8. Mai 1922 – 9. Januar 2023), deutscher Mineraloge und Petrograph
- Eleutherius Winance (10. Juli 1909 – 13. August 2009), belgisch-amerikanischer Benediktinermönch und Philosoph
- Gus Winckel (3. November 1912 – 17. August 2013), niederländischer Jagdflieger
- Günter Wind (4. April 1917 – 23. Dezember 2018), deutscher Verkehrswissenschaftler und Präsident der Deutschen Verkehrswacht
- Max Winders (23. April 1882 – 10. September 1982), belgischer Architekt
- Willem Winkelman (14. Juli 1887 – 1. Juli 1990), niederländischer Leichtathlet
- Wilhelm Winkler (29. Juni 1884 – 3. September 1984), österreichischer Mathematiker
- Woldemar Winkler (17. Juni 1902 – 30. September 2004), deutscher Maler, Zeichner und Bildhauer
- Helmut Winschermann (22. März 1920 – 4. März 2021), deutscher Oboist, Hochschullehrer und Dirigent
- Katharina Winter (4. Februar 1901 – 16. Mai 2005), deutsche Unternehmerin, Unterstützerin der Widerstandskämpfer vom 20. Juli 1944
- Ted Winter (25. Januar 1909 – 2. Juni 2009), australischer Stabhochspringer
- Karl Winterhalter (24. November 1911 – 16. Januar 2012), deutscher Unternehmer und Ingenieur
- Hermann Winterling (26. März 1906 – 11. August 2008), deutscher Unternehmer
- Nicholas Winton (19. Mai 1909 – 1. Juli 2015), britischer Philanthrop und Organisator des tschechischen Kindertransports vor dem Zweiten Weltkrieg
- Estelle Winwood (24. Januar 1883 – 20. Juni 1984), britische Schauspielerin
- Heinz Wirsching (11. April 1904 – 4. November 2004), deutscher Landrat im Reichsgau Sudetenland und Vorstand der Bayerischen Landwirtschaftsbank
- Rachel Wischnitzer (14. April 1885 – 20. November 1989), russisch-amerikanische Kunsthistorikerin
- Tadeusz Wiśniewski (20. Juli 1913 – 3. September 2014), polnischer Gelehrter und Politiker
- Evelyn M. Witkin (9. März 1921 – 8. Juli 2023), US-amerikanische Genetikerin
- Julius Wohlgemuth (8. März 1874 – 8. Mai 1974), deutscher Pathologe und Biochemiker
- Hermann Wohlgethan (13. Februar 1907 – 31. Januar 2009), deutscher Widerstandskämpfer gegen den Nationalsozialismus und DDR-Richter
- Cläre Wohlmann (5. Februar 1904 – 16. Februar 2007), deutsche Richterin und Verwaltungsjuristin
- John S. Wold (31. August 1916 – 19. Februar 2017), US-amerikanischer Politiker und Mitglied des Repräsentantenhauses
- Alfred Wolf (19. April 1923 – 8. August 2024), österreichischer Autor und Heimatkundler
- Hazel Wolf (10. März 1898 – 19. Januar 2000), US-amerikanische Umweltaktivistin und Bürgerrechtlerin
- Ella Goldberg Wolfe (10. Mai 1896 – 8. Januar 2000), Mitbegründerin der Kommunistischen Partei der USA und Ehefrau von Bertram Wolfe
- Camille Wolff (23. Mai 1912 – 4. September 2014), britische Buchhändlerin und Autorin
- Friedrich Wolff (30. Juli 1922 – 10. Juni 2024), deutscher Rechtsanwalt
- Lester L. Wolff (4. Januar 1919 – 11. Mai 2021), US-amerikanischer Politiker
- Ilse Wolfrom (27. Dezember 1922 – 26. Dezember 2024), deutsche Fachärztin für innere Kinderkrankheiten und Chirurgie
- Romuald Wolikowski (21. Dezember 1891 – 14. Februar 1992), polnischer General
- Maurice Wolkowitsch (7. September 1920 – 4. Mai 2022), französischer Résistancekämpfer, Verkehrsgeograph und Hochschullehrer
- Walter Wolman (20. Januar 1901 – 3. November 2003), deutscher Elektro- und Fernmeldetechniker
- Tyrus Wong (25. Oktober 1910 – 30. Dezember 2016), chinesisch-amerikanischer Animator
- Beatrice Wood (3. März 1893 – 12. März 1998), US-amerikanische Künstlerin („Mama of Dada“)
- Norrie Woodhall (18. Dezember 1905 – 25. Oktober 2011), britische Schauspielerin
- Joseph William Woodrough (29. August 1873 – 3. Oktober 1977), US-amerikanischer Jurist und Bundesrichter
- Francis A. Woolfley (30. April 1893 – 16. September 1993), US-amerikanischer Brigadegeneral der United States Army
- Catherine Woolley (11. August 1904 – 23. Juli 2005), US-amerikanische Kinderbuchautorin
- Ralph Woolsey (1. Januar 1914 – 23. März 2018), US-amerikanischer Kameramann
- Shmuel Wosner (4. September 1913 – 3. April 2015), israelischer Rabbiner
- Herman Wouk (27. Mai 1915 – 17. Mai 2019), US-amerikanischer Schriftsteller
- Beatrice Ann Wright (16. Dezember 1917 – 31. Juli 2018), US-amerikanische Gestaltpsychologin
- Geraldine Wright (12. April 1883 – 31. Oktober 1987), kanadische Dichterin
- Michael Wright (19. September 1912 – 26. Januar 2018), Hongkonger Architekt
- William H. S. Wright (29. Oktober 1907 – 14. Januar 2009), US-amerikanischer Generalleutnant
- Wu Tunan (24. Februar 1885 – 10. Januar 1989), chinesischer Tai-Chi-Meister
- Katja Wulff (31. August 1890 – 11. Juni 1992), deutsch-schweizerische Ausdruckstänzerin und Choreografin
- René Wurmser (24. September 1890 – 9. November 1993), französischer Biophysiker

### X
- Xiao Ke (14. Juli 1907 – 24. Oktober 2008), chinesischer General
- Xie Fei (3. Februar 1913 – 14. Februar 2013), chinesische Politikerin
- Xie Zhengnong (31. Januar 1904 – 4. Oktober 2008), chinesischer Revolutionär und Humanist
- Xu Jiatun (10. März 1916 – 29. Juni 2016), chinesischer Politiker und späterer Dissident
- Xu Yuanchong (18. April 1921 – 17. Juni 2021), chinesischer Übersetzer
- Xue Muqiao (25. Oktober 1904 – 22. Juli 2005), chinesischer Ökonom
- Xue Yue (26. Dezember 1896 – 3. Mai 1998), chinesischer General

### Y
- Yan Jiyuan (11. Juli 1901 – 10. Februar 2011), chinesischer Maler
- Yang Jiang (17. Juli 1911 – 25. Mai 2016), chinesische Dramatikerin
- Yang Jingnian (17. Oktober 1908 – 4. September 2016), chinesischer Wirtschaftswissenschaftler
- Kim Yaroshevskaya (1. Oktober 1923 – 12. Januar 2025), kanadische Schauspielerin, Autorin und Drehbuchautorin
- Ye Qianji (25. Juni 1909 – 28. Februar 2017), chinesischer Agrarwissenschaftler
- Dov Yirmiya (24. Oktober 1914 – 30. Januar 2016), israelischer Offizier und politischer Aktivist
- Arvo Ylppö (27. Oktober 1887 – 28. Januar 1992), finnischer Neonatologe
- Marion Gräfin Yorck von Wartenburg (14. Juni 1904 – 13. April 2007), deutsche Juristin und Widerstandskämpferin
- Paul Graf Yorck von Wartenburg (26. Januar 1902 – 9. Juni 2002), deutscher Widerstandskämpfer
- Junji Yoshii (6. März 1904 – 23. November 2004), japanischer Maler
- Donnell Young (25. April 1888 – 28. Juli 1989), US-amerikanischer Sprinter
- Dorothy Young (3. Mai 1907 – 20. März 2011), US-amerikanische Assistentin von Harry Houdini
- Samirō Yunoki (17. Oktober 1922 – 31. Januar 2024), japanischer Färber und Textildesigner
- Yuriko, Prinzessin Mikasa (4. Juni 1923 – 15. November 2024), japanische Prinzessin

### Z
- Abdul Majid Zabuli (14. August 1896 – 23. November 1998), afghanischer Politiker und Unternehmer
- Miguel Zacarías (19. März 1905 – 20. April 2006), mexikanischer Regisseur
- Władysław Zachariasiewicz (7. November 1911 – 21. September 2016), polnisch-US-amerikanischer politischer Aktivist
- Hilde Zadek (15. Dezember 1917 – 21. Februar 2019), deutsch-österreichische Opern-, Operetten-, Lied- und Konzertsängerin
- Eberhard Zahn (2. Januar 1910 – 7. Februar 2010), deutscher Ritterkreuzträger des Eisernen Kreuzes und Manager
- Gudrun Zapf-von Hesse (2. Januar 1918 – 13. Dezember 2019), deutsche Typografin und Buchbinderin
- Filippo Zappata (6. Juli 1894 – 30. August 1994), italienischer Ingenieur und Flugzeugkonstrukteur
- Silvio Zavala (7. Februar 1909 – 5. Dezember 2014), mexikanischer Historiker
- Julien-François Zbinden (11. November 1917 – 8. März 2021), Schweizer Komponist
- Eva Zeisel (13. November 1906 – 30. Dezember 2011), ungarisch-amerikanische Industriedesignerin
- Otto Zeitke (27. Oktober 1924 – 27. Februar 2025), deutscher Autor und Ökonom
- Władysław Żeleński (11. Juli 1903 – 25. Juni 2006), polnischer Jurist, Publizist und Historiker
- Hermann Zeller (3. Oktober 1914 – 4. Dezember 2014), deutscher römisch-katholischer Theologe
- Gertrud Zetterholm (1. April 1918 – 9. Oktober 2020), schwedische Autorin und Journalistin
- Zhang Jingfu (6. Juni 1914 – 31. Juli 2015), chinesischer Politiker
- Zhang Kebiao (26. Juli 1900 – 23. Januar 2007), chinesische Autorin und Herausgeberin
- Zhang Tianfu (21. September 1910 – 4. Juni 2017), chinesischer Agronom und Teeexperte
- Zhang Xueliang (3. Juni 1901 – 14. Oktober 2001), chinesischer Kriegsherr
- Zhang Zhen (5. Oktober 1914 – 3. September 2015), chinesischer General
- Zheng Ji (6. Mai 1900 – 29. Juli 2010), chinesischer Biochemiker und Ernährungswissenschaftler
- Zhou Youguang (13. Januar 1906 – 14. Januar 2017), chinesischer Linguist
- Zhu Qizhan (27. Mai 1892 – 20. April 1996), chinesischer Maler
- Rolf Zick (16. April 1921 – 8. März 2024), deutscher Journalist
- Heinz Zickler (25. März 1920 – 12. November 2023), deutscher Trompeter, Organist, Kantor, Musikpädagoge und Komponist
- Richard Ziegler (3. Mai 1891 – 23. Februar 1992), deutscher Maler und Grafiker
- Izabella Zielińska (10. Dezember 1910 – 20. November 2017), polnische Musikpädagogin und Pianistin
- Grete von Zieritz (10. März 1899 – 26. November 2001), österreichische Komponistin und Pianistin
- Miroslav Zikmund (14. Februar 1919 – 1. Dezember 2021), tschechischer Weltreisender, Schriftsteller und Fotograf
- Martin Zindler (28. April 1920 – 14. Juni 2020), deutscher Mediziner
- Rudolf Zipkes (28. April 1911 – 3. April 2013), Schweizer Jurist und Schriftsteller
- Zenta Zizler (16. Juli 1909 – 13. Dezember 2010), deutsche Bildhauerin
- Xenophon Zolotas (26. März 1904 – 11. Juni 2004), griechischer Wirtschaftswissenschaftler und Premierminister
- Giorgos Zongolopoulos (1. März 1901 – 11. Mai 2004), griechischer Bildhauer
- Gerda Zorn (11. Januar 1920 – 27. April 2021), deutsche Autorin und Journalistin
- Milford Zornes (25. Januar 1908 – 24. Februar 2008), US-amerikanischer Aquarellkünstler
- Adolph Zukor (7. Januar 1873 – 10. Juni 1976), US-amerikanischer Filmproduzent
- Juan Eduardo Zúñiga (24. Januar 1919 – 24. Februar 2020), spanischer Schriftsteller und Übersetzer

## Personen, die hauptsächlich aufgrund ihres hohen Alters bekannt wurden
- Henry Allingham (6. Juni 1896 – 18. Juli 2009), einer der letzten britischen Veteranen des Ersten Weltkriegs
- Alfred Anderson (25. Juni 1896 – 21. November 2005), einer der letzten britischen Veteranen des Ersten Weltkriegs
- Louis-Victor Baillot (9. April 1793 – 3. Februar 1898), letzter französischer Veteran der Schlacht von Waterloo
- Connie Brown (6. August 1907 – 21. Januar 2010), älteste Kleinunternehmerin des Vereinigten Königreiches
- Frank Buckles (1. Februar 1901 – 27. Februar 2011), letzter US-amerikanischer Veteran des Ersten Weltkriegs
- Dagny Carlsson (8. Mai 1912 – 24. März 2022), schwedische Bloggerin
- Louis de Cazenave (16. Oktober 1897 – 20. Januar 2008), letzter französischer Veteran des Ersten Weltkriegs
- Claude Stanley Choules (3. März 1901 – 5. Mai 2011), letzter britischer Veteran, der im Ersten Weltkrieg kämpfte
- Henriette Cohen (17. August 1917 – 25. Juni 2019), letzte französische Überlebende des Konzentrationslagers Auschwitz
- Pleasant Crump (23. Dezember 1847 – 31. Dezember 1951), letzter Veteran der Konföderierten im Amerikanischen Bürgerkrieg
- Léon Gautier (27. Oktober 1922 – 3. Juli 2023), letzter französischer Veteran, der am D-Day beteiligt war
- Karl Glöckner (28. Dezember 1845 – 3. Oktober 1953), letzter deutscher Veteran des Französisch-Deutschen Krieges von 1870/71
- Florence Green (19. Februar 1901 – 4. Februar 2012), letzte britische Veteranin des Ersten Weltkriegs und letzte Veteranin des Ersten Weltkriegs überhaupt, ohne Kampfeinsatz
- Jean Grelaud (26. Oktober 1898 – 25. Februar 2007), einer der letzten französischen Veteranen des Ersten Weltkriegs
- James Hard (15. Juli 1841 – 12. März 1953), letzter Veteran der Union im Amerikanischen Bürgerkrieg
- Lisel Heise (12. März 1919 – 20. Mai 2022), deutsche Kommunalpolitikerin (Wir für KiBo)
- John Hemingway (17. Juli 1919 – 17. März 2025), irischer Kampfpilot und Veteran des Zweiten Weltkriegs, letzter Pilot der Luftschlacht um England
- Conrad Heyer (10. April 1749 – 19. Februar 1856), US-amerikanischer Veteran des Amerikanischen Unabhängigkeitskrieges, einer der frühestgeborenen Menschen, die lebend fotografiert wurden
- Everett Hosack (28. Februar 1902 – 29. Juli 2004), US-amerikanischer Senioren-Leichtathlet
- Erwin Jaskulski (24. September 1902 – 10. März 2006), österreichischer Senioren-Leichtathlet
- Eleonore Kastner (7. Januar 1910 – 27. Januar 2015), deutsche Friseurin, älteste Besucherin des Oktoberfests
- Erich Kästner (10. März 1900 – 1. Januar 2008), letzter deutscher Veteran des Ersten Weltkriegs
- Charles Kuentz (18. Februar 1897 – 7. April 2005), elsässischer Veteran des Ersten Weltkriegs
- Franz Künstler (24. Juli 1900 – 27. Mai 2008), letzter k.u.k. Veteran des Ersten Weltkriegs, zugleich letzter Veteran der Mittelmächte
- Robert Marchand (26. November 1911 – 22. Mai 2021), französischer Seniorenradsportler
- Mastanamma (10. April 1911 – 2. Dezember 2018), indische YouTuberin, älteste YouTuberin
- Hidekichi Miyazaki (22. September 1910 – 23. Januar 2019), japanischer Senioren-Leichtathlet
- Harry Patch (17. Juni 1898 – 25. Juli 2009), letzter britischer Veteran der British Army im Ersten Weltkrieg (The last fighting Tommy)
- Virgilio Peña (2. Januar 1914 – 6. Juli 2016), Veteran der Republikaner im Spanischen Bürgerkrieg
- Lazare Ponticelli (7. Dezember 1897 – 12. März 2008), letzter französischer Veteran des Ersten Weltkriegs
- Philip Rabinowitz (16. Februar 1904 – 29. Februar 2008), südafrikanischer Senioren-Leichtathlet
- René Riffaud (19. Dezember 1898 – 16. Januar 2007), einer der letzten französischen Veteranen des Ersten Weltkriegs
- August Schmidt (11. Februar 1795 – 12. September 1899), letzter deutscher Veteran der Schlacht von Waterloo und der Befreiungskriege
- Zacharias Werny (12. Oktober 1791 – 30. Juli 1892), deutscher Veteran der Befreiungskriege, letzter Lützower
- Albert Woolson (11. Februar 1850 – 2. August 1956), letzter Veteran der Union im Amerikanischen Bürgerkrieg, ohne Kampfeinsatz
- Stanisław Wycech (27. Juni 1902 – 12. Januar 2008), letzter polnischer Veteran des Ersten Weltkriegs

## Personen, die ausschließlich aufgrund ihres hohen Alters bekannt wurden
- Claudia Baccarini (13. Oktober 1910 – 24. Dezember 2024), italienische Altersrekordlerin, 2023–2024 ältester lebender Mensch in Italien
- Gertrude Baines (6. April 1894 – 11. September 2009), US-amerikanische Altersrekordlerin, 2009 ältester lebender Mensch
- Isabel Barletta (12. September 1911 – 12. Mai 2025), argentinische Altersrekordlerin, 2022–2025 ältester lebender Mensch in Argentinien
- Charlotte Benkner (16. November 1889 – 14. Mai 2004), deutsch-US-amerikanische Altersrekordlerin, 2003–2004 zweitältester lebender Mensch
- Julie Winnefred Bertrand (16. September 1891 – 18. Januar 2007), kanadische Altersrekordlerin, 2006–2007 älteste lebende Frau der Welt
- Eugénie Blanchard (16. Februar 1896 – 4. November 2010), französische Altersrekordlerin, 2010 ältester lebender Mensch
- Elizabeth Bolden (15. August 1890 – 11. Dezember 2006), US-amerikanische Altersrekordlerin, 2006 ältester lebender Mensch
- Mirjam Bolle (* 20. März 1917), niederländische Altersrekordlerin, seit 2025 älteste lebende Holocaustüberlebende
- Geert Adriaans Boomgaard (21. September 1788 – 3. Februar 1899), niederländischer Altersrekordler, erster Supercentenarian und ältester Mensch bis 1902, ältester Mann bis 1966
- Jeanne Bot (14. Januar 1905 – 22. Mai 2021), französische Altersrekordlerin, 2019–2021 zweitältester lebender Mensch in Europa
- Maria Branyas Morera (4. März 1907 – 19. August 2024), spanische Altersrekordlerin, 2023–2024 ältester lebender Mensch
- Marie Brémont (25. April 1886 – 6. Juni 2001), französische Altersrekordlerin, 2000–2001 ältester lebender Mensch
- Jantje Wilms Brinkmann (15. Oktober 1803 – 25. November 1908), deutsche Altersrekordlerin, älteste Ostfriesin
- Violet Brown (10. März 1900 – 15. September 2017), jamaikanische Altersrekordlerin, 2017 ältester lebender Mensch
- Jeanne Calment (21. Februar 1875 – 4. August 1997), französische Altersrekordlerin, 1988–1997 ältester lebender Mensch, seit 1990 ältester Mensch
- María Capovilla (14. September 1889 – 27. August 2006), ecuadorianische Altersrekordlerin, 2004–2006 ältester lebender Mensch
- Ethel Caterham (* 21. August 1909), britische Altersrekordlerin, seit 2025 ältester lebender Mensch
- Edith Ceccarelli (5. Februar 1908 – 22. Februar 2024), US-amerikanische Altersrekordlerin, 2024 zweitältester lebender Mensch
- Francisca Celsa dos Santos (21. Oktober 1904 – 5. Oktober 2021), brasilianische Altersrekordlerin, älteste Lateinamerikanerin
- Anna Cernohorsky (13. September 1909 – 18. September 2022), deutsche Altersrekordlerin, 2022 älteste lebende Deutsche
- Yukichi Chuganji (23. März 1889 – 28. September 2003), japanischer Altersrekordler, 2002–2003 ältester lebender Mensch
- Ilie Ciocan (* 10. Juni 1913), rumänischer Altersrekordler, seit 2022 ältester lebender Mensch in Rumänien
- Besse Cooper (26. August 1896 – 4. Dezember 2012), US-amerikanische Altersrekordlerin, 2011–2012 ältester lebender Mensch
- Fernande Courtoy (4. Juli 1914 – 28. Mai 2024), belgische Altersrekordlerin, 2023–2024 ältester lebender Mensch in Belgien
- Helen Doan (18. September 1911 – 18. April 2024), kanadische Altersrekordlerin, ältester lebender Mensch in Kanada
- Adelina Domingues (19. Februar 1888 – 21. August 2002), kap-verdisch-amerikanische Altersrekordlerin, 2002 ältester lebender Mensch
- Delina Filkins (4. Mai 1815 – 4. Dezember 1928), US-amerikanische Altersrekordlerin, 1926–1980 ältester Mensch
- Hester Ford (15. August 1905 – 17. April 2021), US-amerikanische Altersrekordlerin, 2019–2021 ältester lebender Mensch in den Vereinigten Staaten
- Elizabeth Francis (25. Juli 1909 – 22. Oktober 2024), US-amerikanische Altersrekordlerin, 2024 ältester lebender Mensch in den Vereinigten Staaten
- Saturnino de la Fuente García (11. Februar 1909 – 18. Januar 2022), spanischer Altersrekordler, 2021–2022 ältester lebender Mann
- Anna Furrer (23. Juni 1913 – 23. Februar 2025), Schweizer Altersrekordlerin, 2024–2025 ältester lebender Mensch in der Schweiz
- Klawdija Michailowna Gadjutschkina (* 5. Dezember 1910), russische Altersrekordlerin, seit 2022 ältester lebender Mensch in Russland
- Marie-Josephine Gaudette (25. März 1902 – 13. Juli 2017), US-amerikanisch-italienische Altersrekordlerin, 2017 älteste lebende Italienerin
- Gustav Gerneth (15. Oktober 1905 – 21. Oktober 2019), deutscher Altersrekordler, seit 2017 ältester deutscher Mann
- Rose Girone (13. Januar 1912 – 24. Februar 2025), US-amerikanische Altersrekordlerin, bis 2025 älteste lebende Holocaustüberlebende
- Gertruda Gorecka (12. November 1911 – 25. Juni 2024), kanadische Altersrekordlerin, 2024 ältester lebender Mensch in Kanada
- Katharina Hagemeyer (4. August 1908 – 12. Juli 2020), deutsche Altersrekordlerin, 2019–2020 ältester lebender Mensch in Deutschland
- Gunborg Hancock (20. April 1912 – 16. Oktober 2024), schwedische Altersrekordlerin, 2022–2024 ältester lebender Mensch in Schweden
- Okagi Hayashi (2. September 1909 – 26. April 2025), japanische Altersrekordlerin, 2024–2025 ältester lebender Mensch in Japan und Asien
- Bessie Hendricks (7. November 1907 – 3. Januar 2023), US-amerikanische Altersrekordlerin, 2022–2023 ältester lebender Mensch in Amerika
- Augusta Holtz (3. August 1871 – 21. Oktober 1986), US-amerikanische Altersrekordlerin, 1983–1986 ältester lebender Mensch, 1985–1990 ältester Mensch
- John Huang (* 1. Februar 1914), niederländischer Altersrekordler, seit 2024 ältester lebender Mensch in den Niederlanden
- Edelgard Huber-von Gersdorff (7. Dezember 1905 – 9. April 2018), deutsche Altersrekordlerin, älteste deutsche Frau
- Charlotte Hughes (1. August 1877 – 17. März 1993), britische Altersrekordlerin, bisher älteste Britin
- Tane Ikai (18. Januar 1879 – 12. Juli 1995), japanische Altersrekordlerin, 1994–1997 zweitältester Mensch
- Tomiko Itooka (23. Mai 1908 – 29. Dezember 2024), japanische Altersrekordlerin, 2024 ältester lebender Mensch
- Izumi Shigechiyo (29. Juni 1865/um 1880 – 21. Februar 1986), japanischer Altersrekordler, galt beim Guinness-Buch der Rekorde bis 2011 als ältester Mann
- Maria de Jesus (10. September 1893 – 2. Januar 2009), portugiesische Altersrekordlerin, 2008–2009 ältester lebender Mensch
- Tekla Juniewicz (10. Juni 1906 – 19. August 2022), polnische Altersrekordlerin, ältester polnischer Mensch
- Jiroemon Kimura (19. April 1897 – 12. Juni 2013), japanischer Altersrekordler, 2012–2013 ältester lebender Mensch, seit 2012 ältester Mann
- Sarah Knauss (24. September 1880 – 30. Dezember 1999), US-amerikanische Altersrekordlerin, 1998–1999 ältester lebender Mensch
- Charlotte Kretschmann (3. Dezember 1909 – 27. August 2024), deutsche Altersrekordlerin, 2022–2024 ältester lebender Mensch in Deutschland, seit 2023 ältester Mensch in Deutschland
- Israel Kristal (15. September 1903 – 11. August 2017), polnisch-israelischer Altersrekordler, ältester Holocaustüberlebender, 2016–2017 ältester lebender Mann
- Inah Canabarro Lucas (8. Juni 1908 – 30. April 2025), brasilianische Altersrekordlerin, 2024–2025 ältester lebender Mensch
- Dina Manfredini (4. April 1897 – 17. Dezember 2012), italienisch-US-amerikanische Altersrekordlerin, 2012 ältester lebender Mensch
- Anna Medwenitsch (17. März 1907 – 1. April 2018), österreichische Altersrekordlerin, 2017–2018 ältester lebender Mensch in Österreich
- Marie-Louise Meilleur (29. August 1880 – 16. April 1998), kanadische Altersrekordlerin, 1997–1998 ältester lebender Mensch
- Emiliano Mercado del Toro (21. August 1891 – 24. Januar 2007), puerto-ricanischer Altersrekordler, 2006–2007 ältester lebender Mensch
- Chiyo Miyako (2. Mai 1901 – 22. Juli 2018), japanische Altersrekordlerin, 2018 ältester lebender Mensch
- Emma Morano (29. November 1899 – 15. April 2017), italienische Altersrekordlerin, 2016–2017 ältester lebender Mensch
- Karen Rigmor Moritz (15. August 1913 – 4. April 2024), dänische Altersrekordlerin, 2022–2024 älteste lebende Dänin
- Christian Mortensen (16. August 1882 – 25. April 1998), dänisch-US-amerikanischer Altersrekordler, 1996–2012 ältester Mann
- Susannah Mushatt Jones (6. Juli 1899 – 12. Mai 2016), US-amerikanische Altersrekordlerin, 2015–2016 ältester lebender Mensch
- João Marinho Neto (* 5. Oktober 1912), brasilianischer Altersrekordler, seit 2024 ältester lebender Mann der Welt
- Margaret Ann Neve (18. Mai 1792 – 4. April 1903), britische Altersrekordlerin, 1902–1925 ältester Mensch
- Misao Ōkawa (5. März 1898 – 1. April 2015), japanische Altersrekordlerin, 2013–2015 ältester lebender Mensch
- Josefine Ollmann (11. November 1908 – 16. Juli 2022), deutsche Altersrekordlerin, 2020–2022 älteste lebende Deutsche
- Edna Parker (20. April 1893 – 26. November 2008), US-amerikanische Altersrekordlerin, 2007–2008 ältester lebender Mensch
- Izabel Rosa Pereira (* 13. Oktober 1910), brasilianische Altersrekordlerin, seit 2025 älteste lebende Person in Brasilien und in Südamerika
- Juan Vicente Pérez Mora (27. Mai 1909 – 2. April 2024), venezolanischer Altersrekordler, ältester lebender Mann
- Luise Pompe (13. Oktober 1908 – 11. November 2022), österreichische Altersrekordlerin, ältester Mensch in Österreich
- Giuseppina Projetto (30. Mai 1902 – 6. Juli 2018), italienische Altersrekordlerin, 2018 zweitältester lebender Mensch
- Lucile Randon (11. Februar 1904 – 17. Januar 2023), französische Altersrekordlerin, 2022–2023 ältester lebender Mensch
- Ottilie Reimers (30. Januar 1913 – 24. Mai 2025), deutsche Altersrekordlerin, 2025 ältester lebender Mensch in Deutschland/Österreich/Schweiz
- Maria Giuseppa Robucci (20. März 1903 – 18. Juni 2019), italienische Altersrekordlerin, 2018–2019 zweitältester lebender Mensch
- Ana Vela Rubio (29. Oktober 1901 – 15. Dezember 2017), spanische Altersrekordlerin, 2017 ältester lebender Mensch Europas
- Marija Ruljancic (14. Juni 1913 – 18. Mai 2024), australische Altersrekordlerin, 2024 ältester lebender Mensch in Australien
- Lucia Laura Sangenito (* 22. November 1910), italienische Altersrekordlerin, seit 2024 ältester lebender Mensch in Italien
- Kirsten Schwalbe (* 10. März 1914), dänische Altersrekordlerin, 2024 ältester lebender Mensch in Dänemark
- Elena Slough (8. Juli 1889 – 5. Oktober 2003), US-amerikanische Altersrekordlerin, 2003 ältester lebender Mensch in den Vereinigten Staaten
- Gisaburō Sonobe (6. November 1911 – 31. März 2024), japanischer Altersrekordler, 2022–2024 ältester lebender Mann in Japan
- Thelma Sutcliffe (1. Oktober 1906 – 17. Januar 2022), US-amerikanische Altersrekordlerin, 2021–2022 ältester lebender Mensch in den Vereinigten Staaten
- Jadwiga Szubartowicz (16. Oktober 1905 – 20. Juli 2017), polnische Altersrekordlerin, 2015–2017 älteste lebende Polin
- Nabi Tajima (4. August 1900 – 21. April 2018), japanische Altersrekordlerin, 2017–2018 ältester lebender Mensch, letzter lebender Mensch, der im 19. Jahrhundert geboren wurde
- Jeralean Talley (23. Mai 1899 – 17. Juni 2015), US-amerikanische Altersrekordlerin, 2015 ältester lebender Mensch
- Kane Tanaka (2. Januar 1903 – 19. April 2022), japanische Altersrekordlerin, 2018–2022 ältester lebender Mensch
- Fusa Tatsumi (25. April 1907 – 12. Dezember 2023), japanische Altersrekordlerin, 2023 zweitältester lebender Mensch
- Marie-Rose Tessier (* 21. Mai 1910), französische Altersrekordlerin, seit 2023 ältester lebender Mensch in Frankreich
- Louisa Thiers (2. Oktober 1814 – 17. Februar 1926), US-amerikanische Altersrekordlerin, 1925–1926 ältester Mensch
- Fannie Thomas (14. April 1867 – 22. Januar 1981), US-amerikanische Altersrekordlerin, 1978–1981 ältester lebender Mensch, 1980–1985 ältester Mensch
- John Tinniswood (26. August 1912 – 25. November 2024), britischer Altersrekordler, 2024 ältester lebender Mann
- Margarete Tröstl (26. Februar 1911 – 17. Januar 2025), österreichische Altersrekordlerin, 2022–2025 ältester lebender Mensch in Österreich
- Maria Gomes Valentim (9. Juli 1896 – 21. Juni 2011), brasilianische Altersrekordlerin, 2010–2011 ältester lebender Mensch
- Anna Wagner (* 6. Juni 1914), österreichische Altersrekordlerin, 2025 ältester lebender Mensch in Österreich
- Mollie Walker (5. Februar 1909 – 22. Januar 2022), walisische Altersrekordlerin, 2021–2022 älteste lebende Person im Vereinigten Königreich
- Chitetsu Watanabe (5. März 1907 – 23. Februar 2020), japanischer Altersrekordler, 2020 ältester lebender Mann
- Gertrude Weaver (4. Juli 1898 – 6. April 2015), US-amerikanische Altersrekordlerin, 2015 ältester lebender Mensch
- Ken Weeks (* 5. Oktober 1913), australischer Altersrekordler, seit 2024 ältester lebender Mensch in Australien
- Bob Weighton (29. März 1908 – 28. Mai 2020), britischer Altersrekordler, 2020 ältester lebender Mann
- Naomi Whitehead (* 26. September 1910), US-amerikanische Altersrekordlerin, seit 2024 älteste lebende US-Amerikanerin
- Jadwiga Zak-Stewart (* 15. Juli 1912), polnische Altersrekordlerin, seit 2023 ältester lebender Mensch in Polen